# Faune de Madagascar

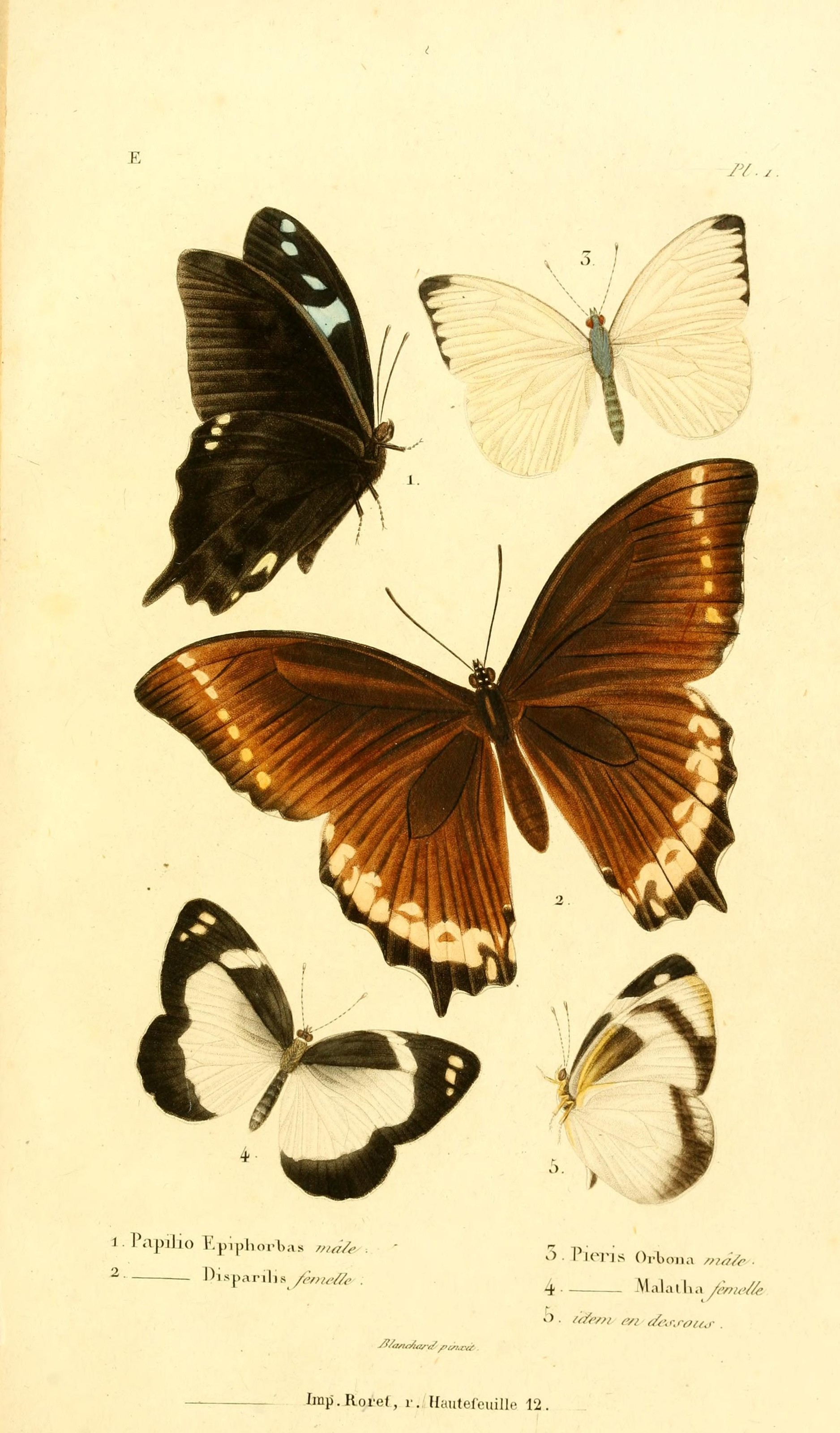

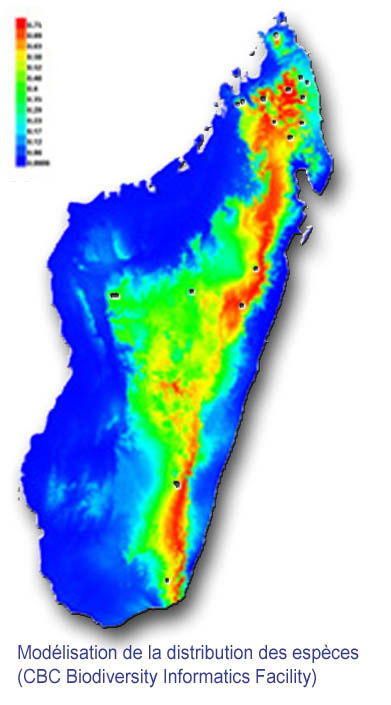
Les zones rouges concentrent le plus grand nombre d'espèces animales, végétales, fongiques et probablement microbiennes.

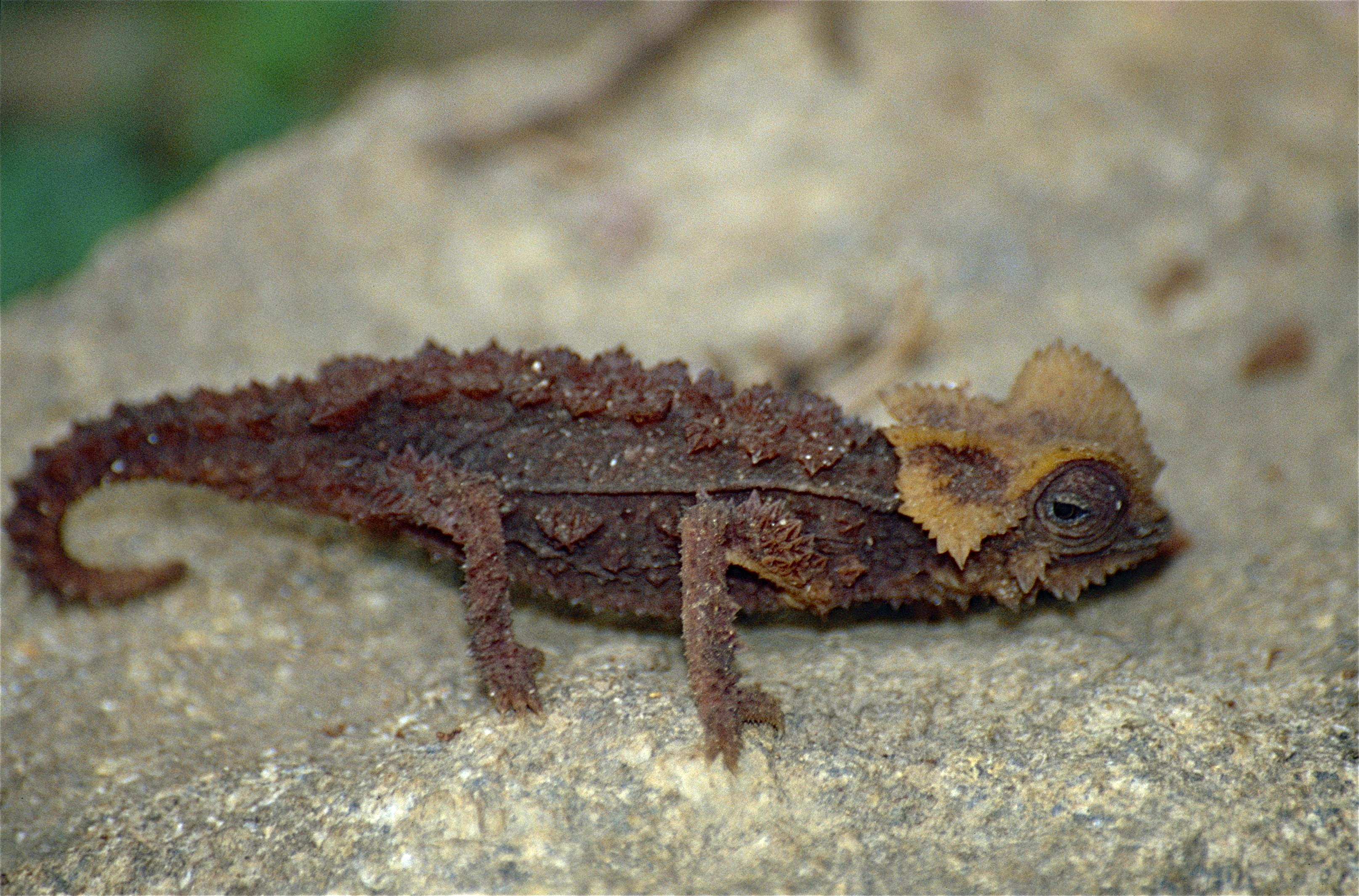
Brookesia perarmata

La faune de Madagascar, tout comme sa flore, est très riche. En effet celle-ci présente entre 80 % et 90 % d'espèces endémiques. Cette notion d'endémisme bien qu'elle ne soit pas inexacte reste subjective, puisque dépendante du niveau taxonomique (Espèce-Genre-Famille-Ordre) à partir duquel se positionne l'observateur et de la surface ou du milieu considéré. De nombreux taxons spécifiques (Daubentonia) ou génériques (Brookesia), sont strictement endémiques à Madagascar, mais aussi, plus rarement au niveau de la famille (Opluridae) et atteignent donc des taux d'endémisme proche ou égaux de 100 %.
L'île de Madagascar est considérée comme un point chaud de biodiversité, cette exceptionnelle originalité est due notamment au fait que Madagascar est totalement isolée dans l'océan Indien depuis la fin du Crétacé (84 millions d'années), cause des radiations adaptatives et migrations du monde animal.
De nombreux autres facteurs ont aussi contribué à l'évolution originale et à la diversification des espèces animales actuelles de l'île: L'absence de certains prédateurs, les fragmentations successives des masses continentales dont l'île a fait partie entre 150 Ma et 84 Ma, l'influence des changements paléoclimatiques, la dérive de l'île vers le Nord jusqu'à sa position actuelle, le développement d'écosystèmes forestiers particuliers (émergence des angiospermes il y a environ 140 Ma), la topographie de l'île etc.
C'est l'ensemble de ces facteurs qui a contribué à l'importante diversification des niches écologiques et donc à l'apparition d'une multitude d'espèces animales souvent très spécialisées et uniques au monde.

## Invertébrés

Chrysiridia rhipheus les deux faces du même specimen
Muséum de Toulouse.

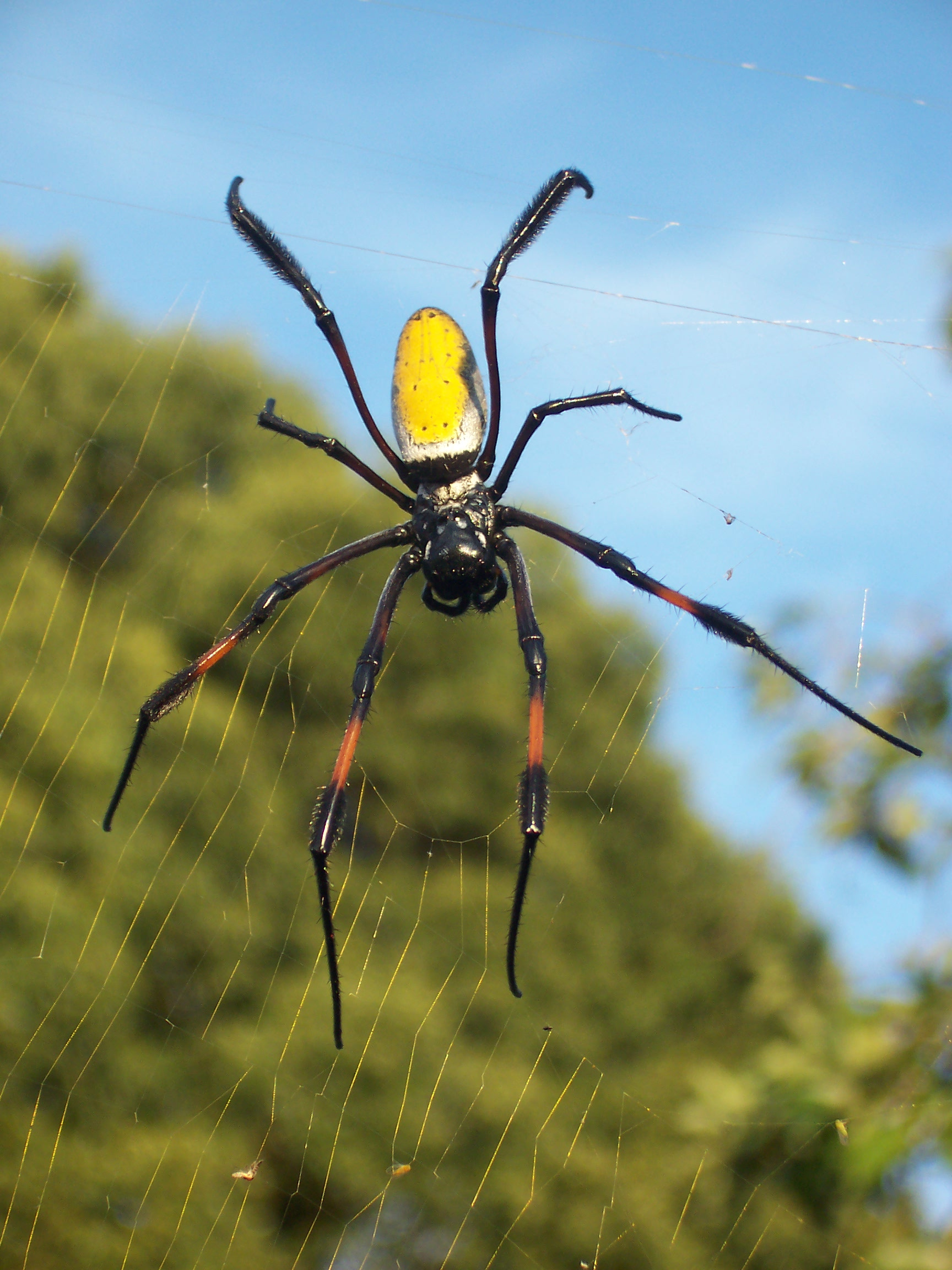
Nephila inaurata.

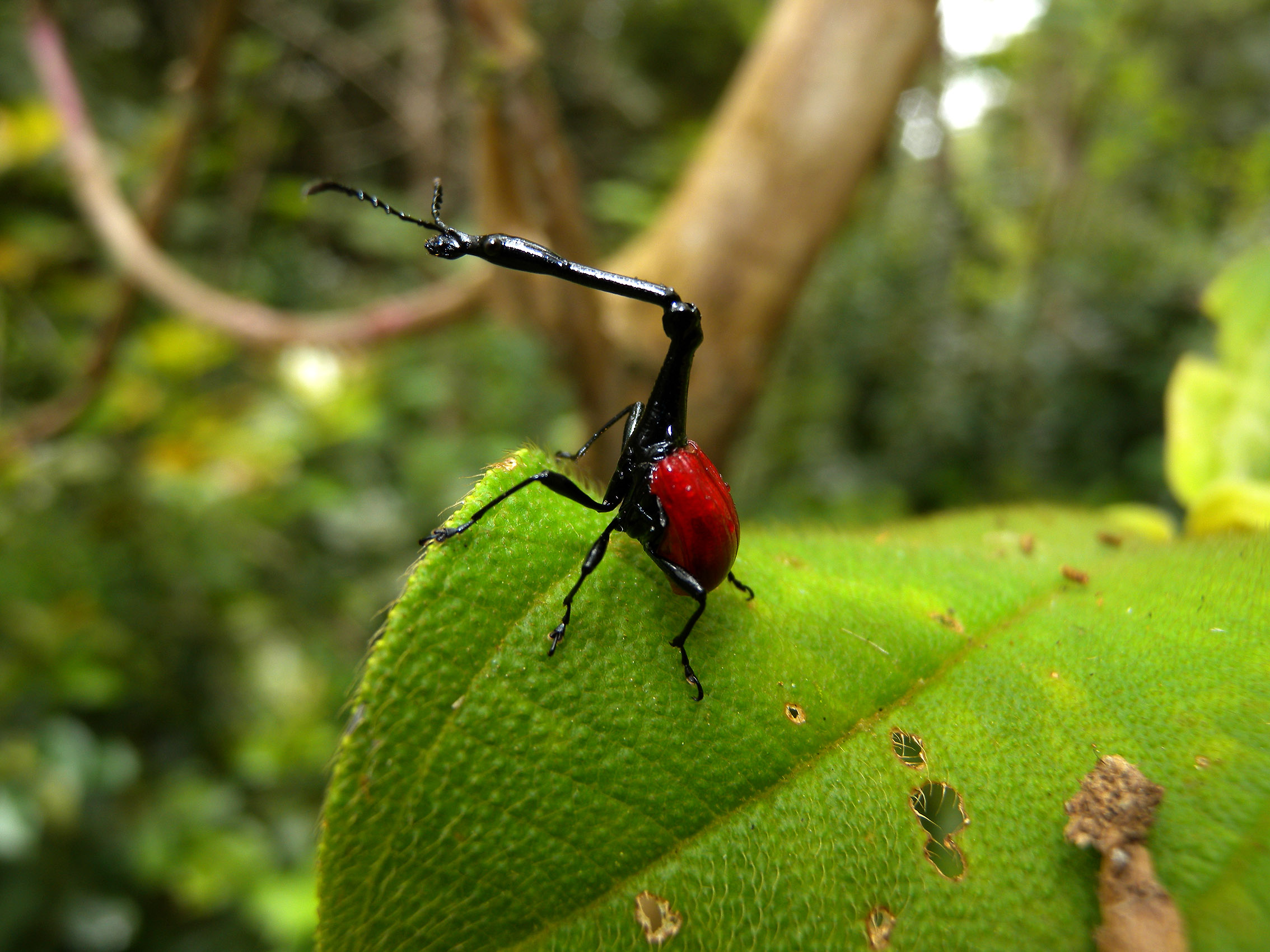
« Scarabée girafe » Trachelophorus giraffa.

Les scientifiques étudiant les invertébrés de Madagascar ne peuvent faire qu'une estimation grossière de la diversité de ces animaux sur l'île. Et parmi les différents groupes de micro-organismes de l'île, les invertébrés sont les moins bien connus : du fait, d'une part, que la diversité est remarquable, voire gigantesque, avec des distributions souvent très limitées et des niveaux de micro-endémisme élevés ; d'autre part, car les modes de vie de ces organismes sont très spécifiques, posant des difficultés de collecte, comme c'est le cas pour les animaux vivant dans le sol ou dans la canopée. Pourtant, les invertébrés, et tout particulièrement les arthropodes, représentent une part considérable de la biomasse animale des écosystèmes du monde et de Madagascar.

### Arthropodes
La faune des arthropodes de Madagascar montre de nombreuses relations avec celle de l'Afrique continentale. À l'instar de nombreux éléments endémiques de la faune et de la flore de l'île, de nombreux groupes d'arthropodes autochtones présentent des taux d'endémisme qui excèdent 80 %, et approchent même 100 % pour les coléoptères carabides et les fourmis. Même les Odonates, qui ont la capacité de voyager sur de très grandes distances et donc une bonne capacité de colonisation, montrent des taux d'endémisme élevés avec 23 % des genres et 73 % des espèces endémiques.
Parmi les arthropodes emblématiques de Madagascar, on peut citer :
- l'araignée pélican Eriauchenius gracilicollis, endémique de Madagascar, aux chélicères disproportionnées et à la tête étroite, haute et mince lui donnant son air de pélican ;
- l'épeire ou Néphile dorée Nephila inaurata madagascariensis, non endémique de Madagascar, elle peut atteindre une envergure de plus de 12 cm, et tisse des toiles extrêmement étendues, comme dans le Parc National de Ranomafana, où ces épeires ont réussi à tisser des toiles au-dessus de la rivière Namorona sur une largeur de près de 50 mètres ;
- les Diplopodes (Mille-pattes), tels que Aphistogoniulus corallipes, endémique de l'île, ou autres du genre Aphistogoniulus qui contiennent des produits chimiques de défense comme le cyanure et des terpènes. Le plus étonnant est certainement que le lémurien Eulemur macaco ait appris à tirer profit de ces mille-pattes, qu'ils mâchent en salivant abondamment avant de couvrir sa fourrure de cette décoction aux propriétés insecticides et antiparasitaires[2] ;
- la blatte géante de Madagascar Gromphadorhina portentosa, pouvant atteindre 75 mm de long et 25 mm de large, ne possède pas d'ailes mais des sacs spéciaux sur le quatrième segment abdominal, employés à la manière d'un soufflet pour expulser de l'air, produisant une sorte de sifflement. Élevées en captivité depuis de nombreuses années, elles sont transformées en croquettes pour animaux de compagnie. Elles sont également prisées pour les mitochondries géantes de leurs cellules, objets d'étude pour les biologistes cellulaires ;
- les homoptères de la famille des Flatidae, qui regroupe des centaines d'espèces végétariennes au corps aplati dorsoventralement pour se mêler à la texture brute de l'écorce de l'arbre dont elles se nourrissent. La plupart sont cependant aplaties latéralement telle Flatida rosea qui se regroupe souvent sur des lianes ou des tiges de manière à ressembler à des inflorescences ;
- l'Uranie Chrysiridia rhipheus, endémique papillon spectaculaire, ou encore le papillon comète de Madagascar Argema mittrei pouvant atteindre 150 mm d'envergure. Le mâle du papillon comète arbore des filets de queue sur la partie terminale de ses ailes postérieures atteignant 200 à 230 mm de long, censés apporter une protection contre les oiseaux et les chauves-souris.

### Insectes
Il n'existe pas de famille d'insectes endémiques à Madagascar, cependant beaucoup de familles présentes en Afrique subsaharienne sont absentes de l'île. Il s'agit principalement de familles de l'ordre des Odonates et de l'ordre des Trichoptères. Au niveau spécifique, la différence entre l'entomofaune africaine et malgache est tout de même notable, avec à Madagascar des taux d'endémisme allant de 90 % à 100 % selon les groupes.

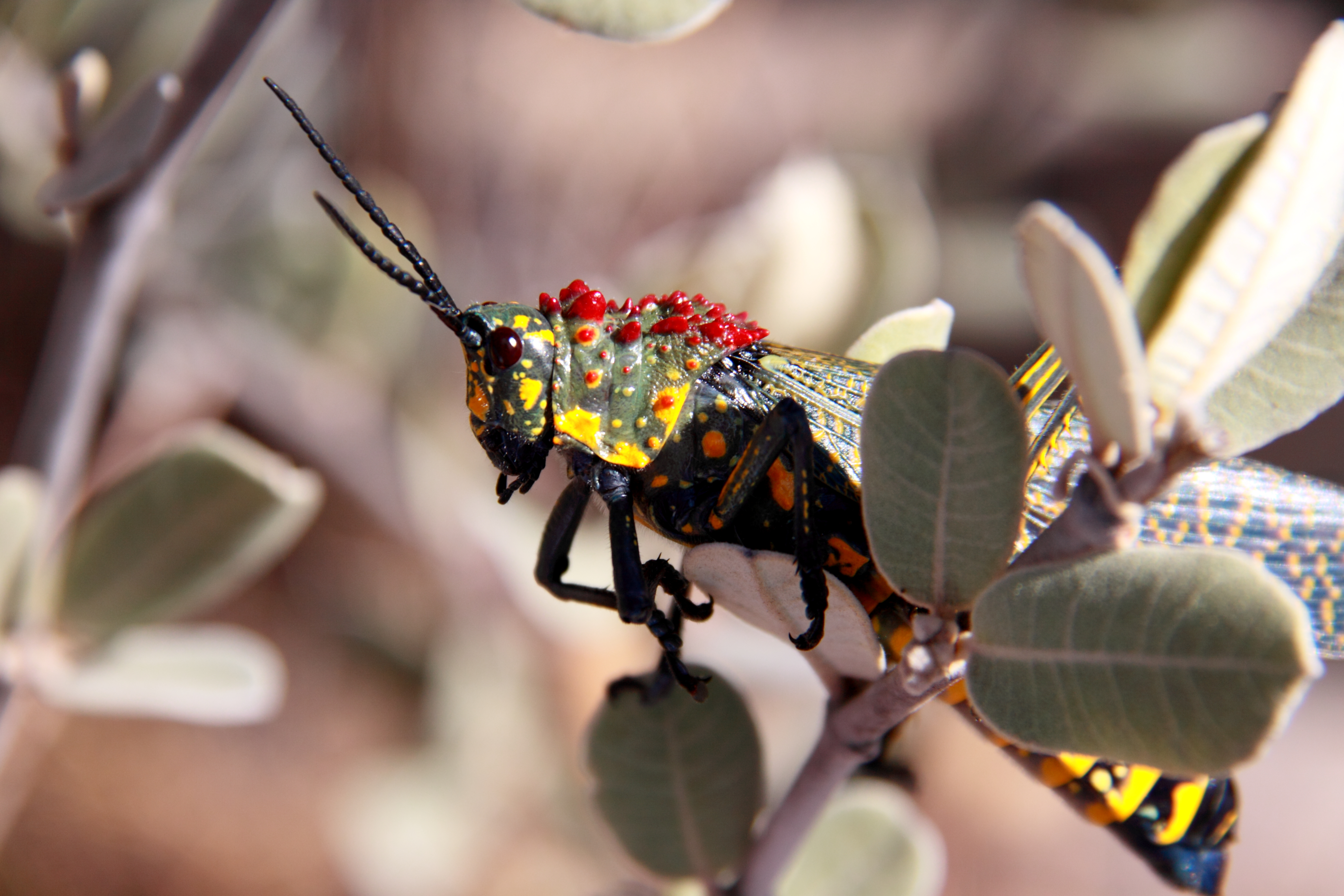
Criquet (Phymateus saxosus).

### Coléoptères
Le charançon girafe (Trachelophorus giraffa) est endémique de Madagascar..

### Lépidoptères
On a observé plus de trois mille espèces de papillons, pour la plupart endémiques, notamment dans les forêts humides de l'Est. Certains sont particulièrement appréciés des collectionneurs, tels le Comète de Madagascar (Argema mittrei) ou l'Urania (Chrysiridia rhipheus), ce qui est une des causes de leur régression.

### Diptères
La faune des moustiques de Madagascar comprend 235 espèces, parmi lesquelles 138 sont endémiques, et 64 (27 %) ont un intérêt médical ou vétérinaire parce qu'elles sont connues pour transmettre des maladies .

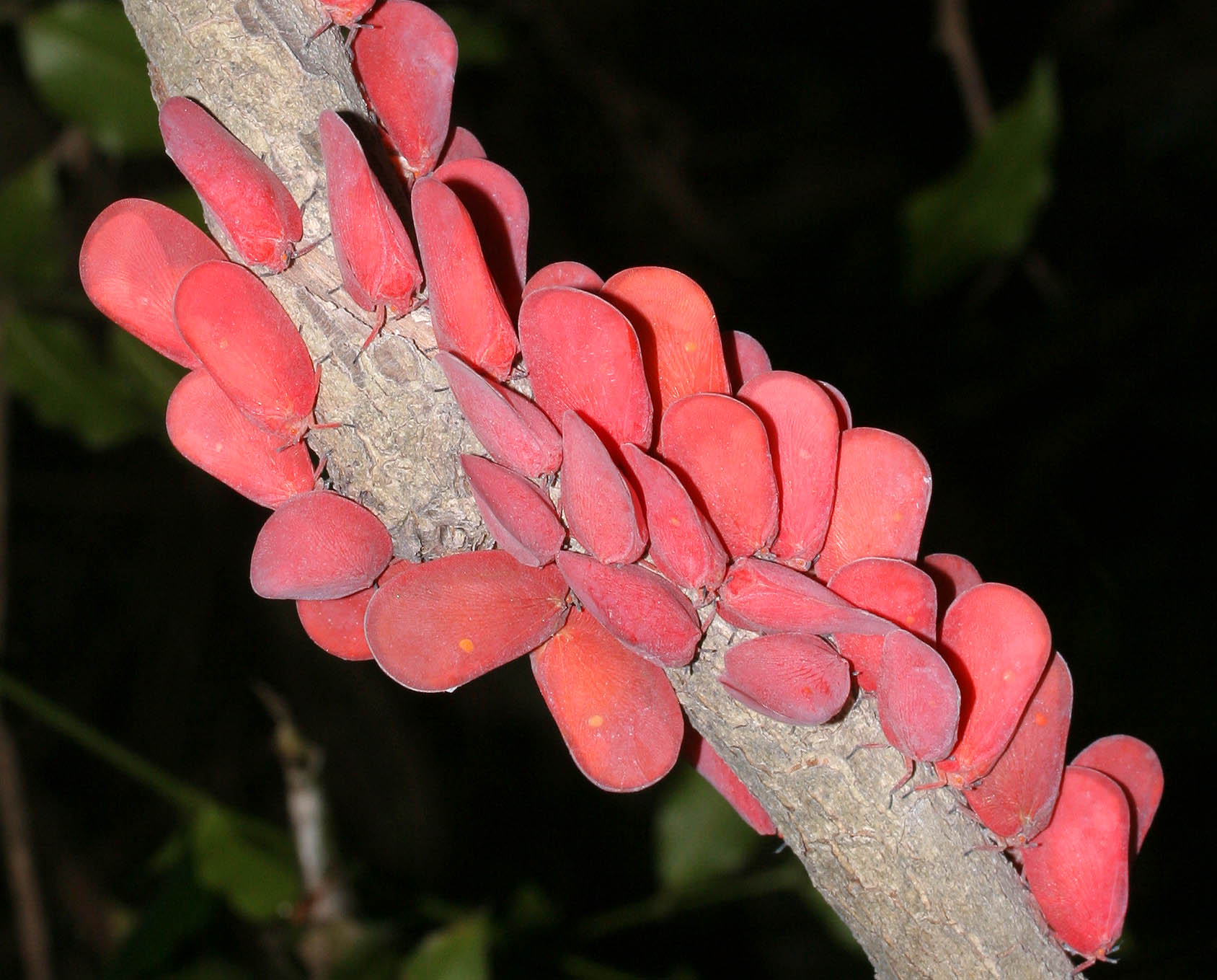
Phromnia Rosea.
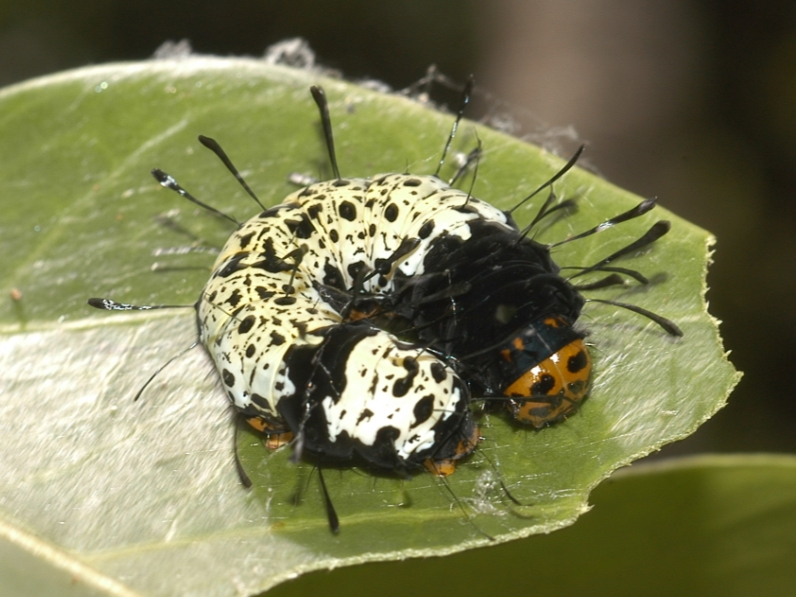
Chenille de Chrysiridia rhipheus.
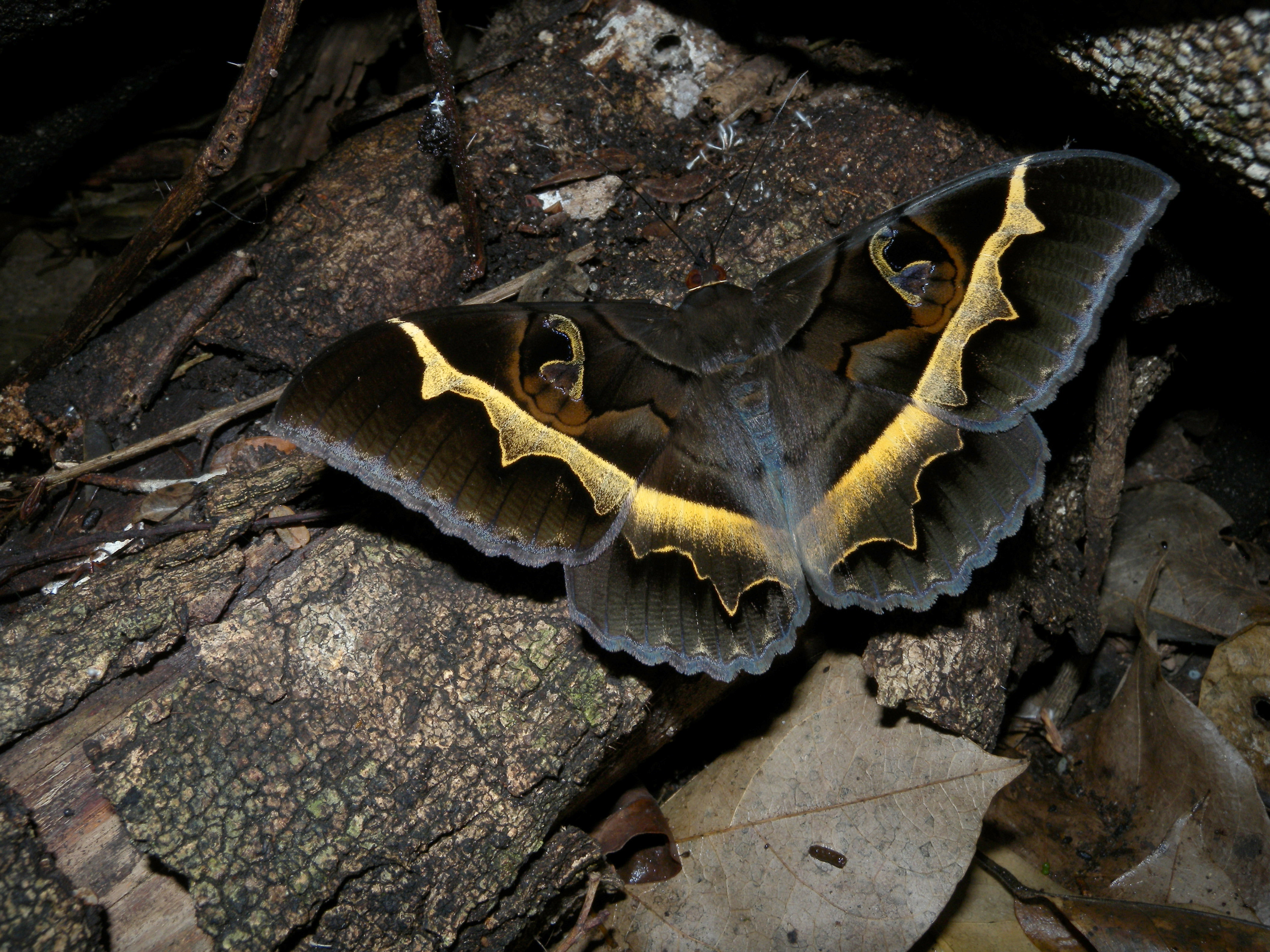
Cyligramma disturbans.
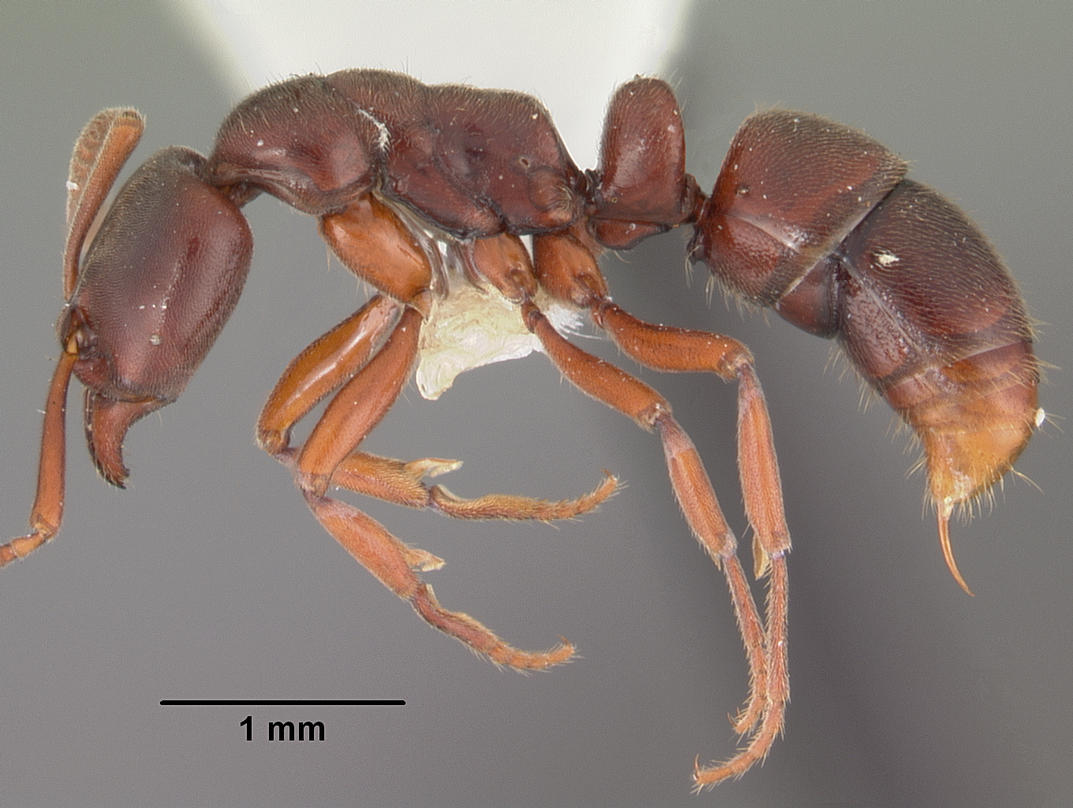
Hypoponera sakalava.
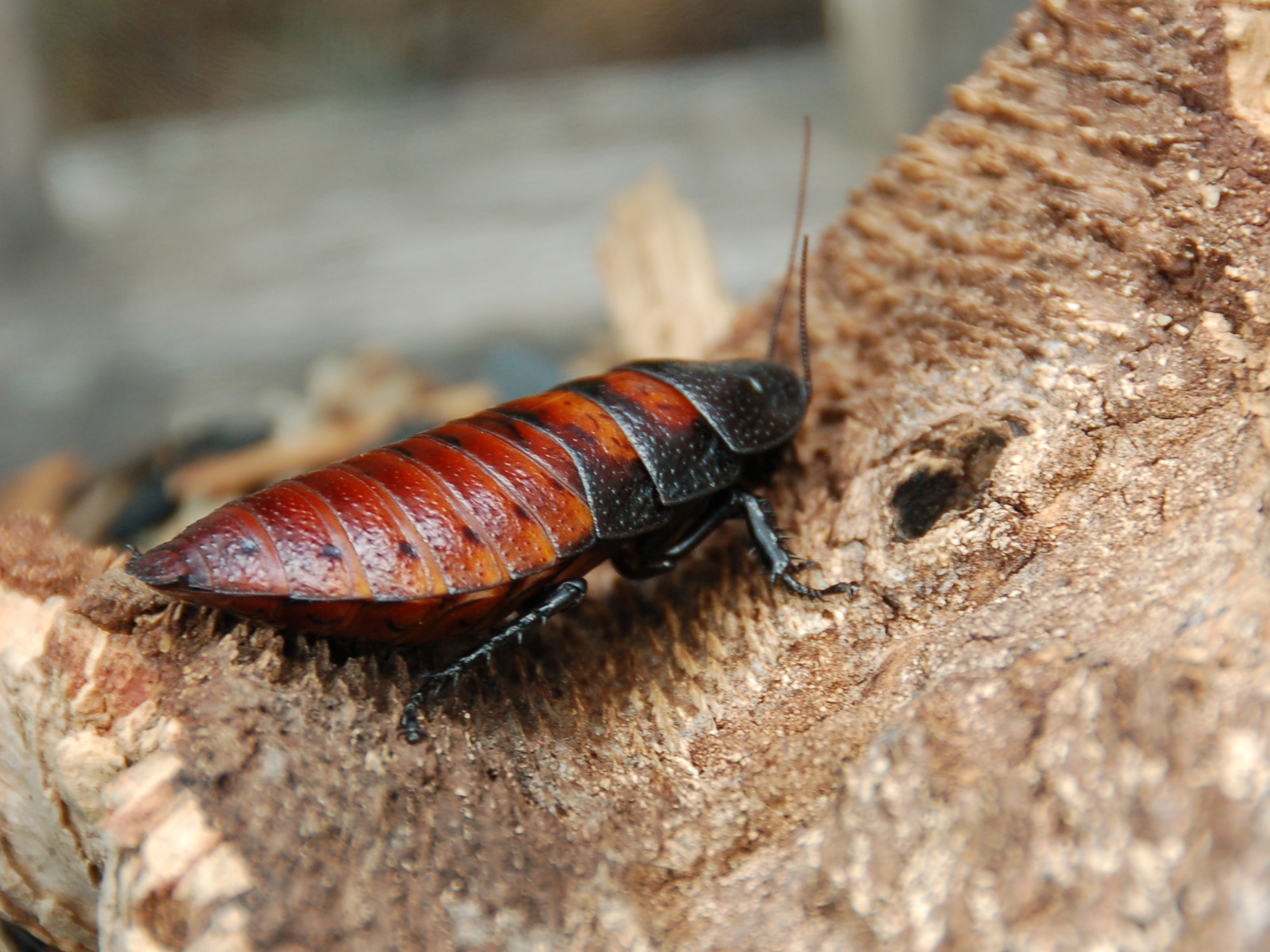
Blatte de Madagascar, femelle Gromphadorhina portentosa.
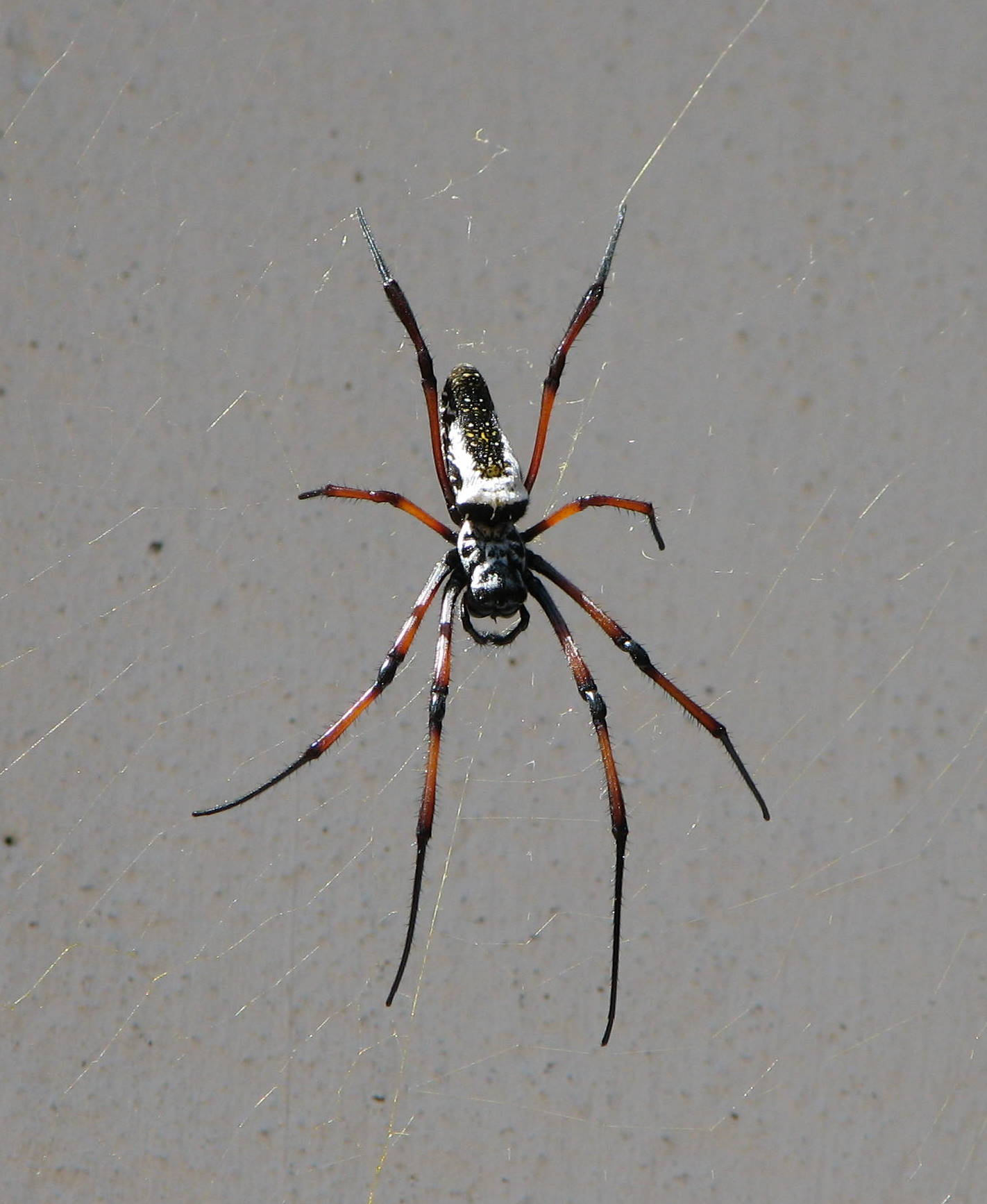
Nephila inaurata madagascariensis.
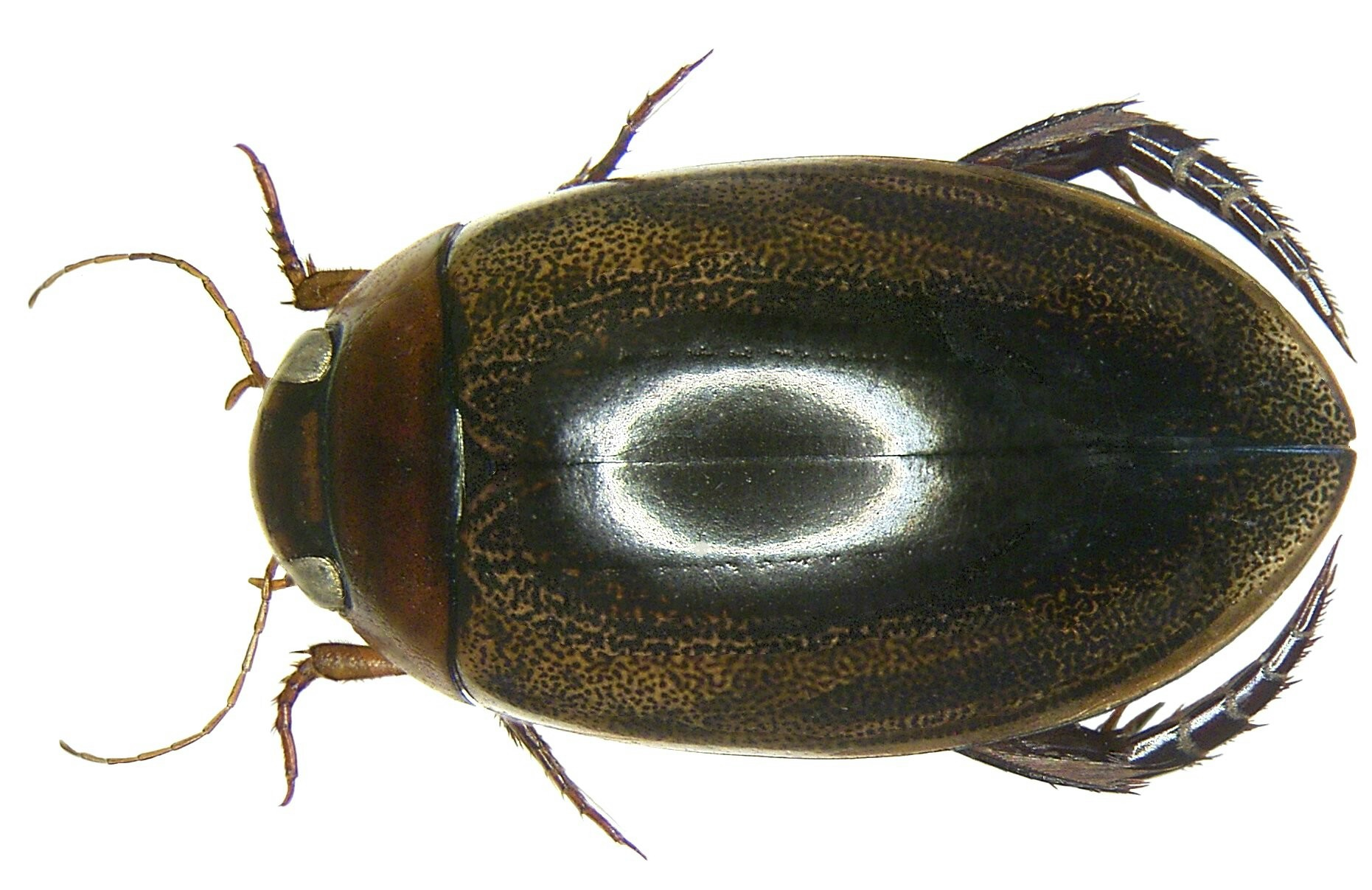
Hydaticus dorsiger.
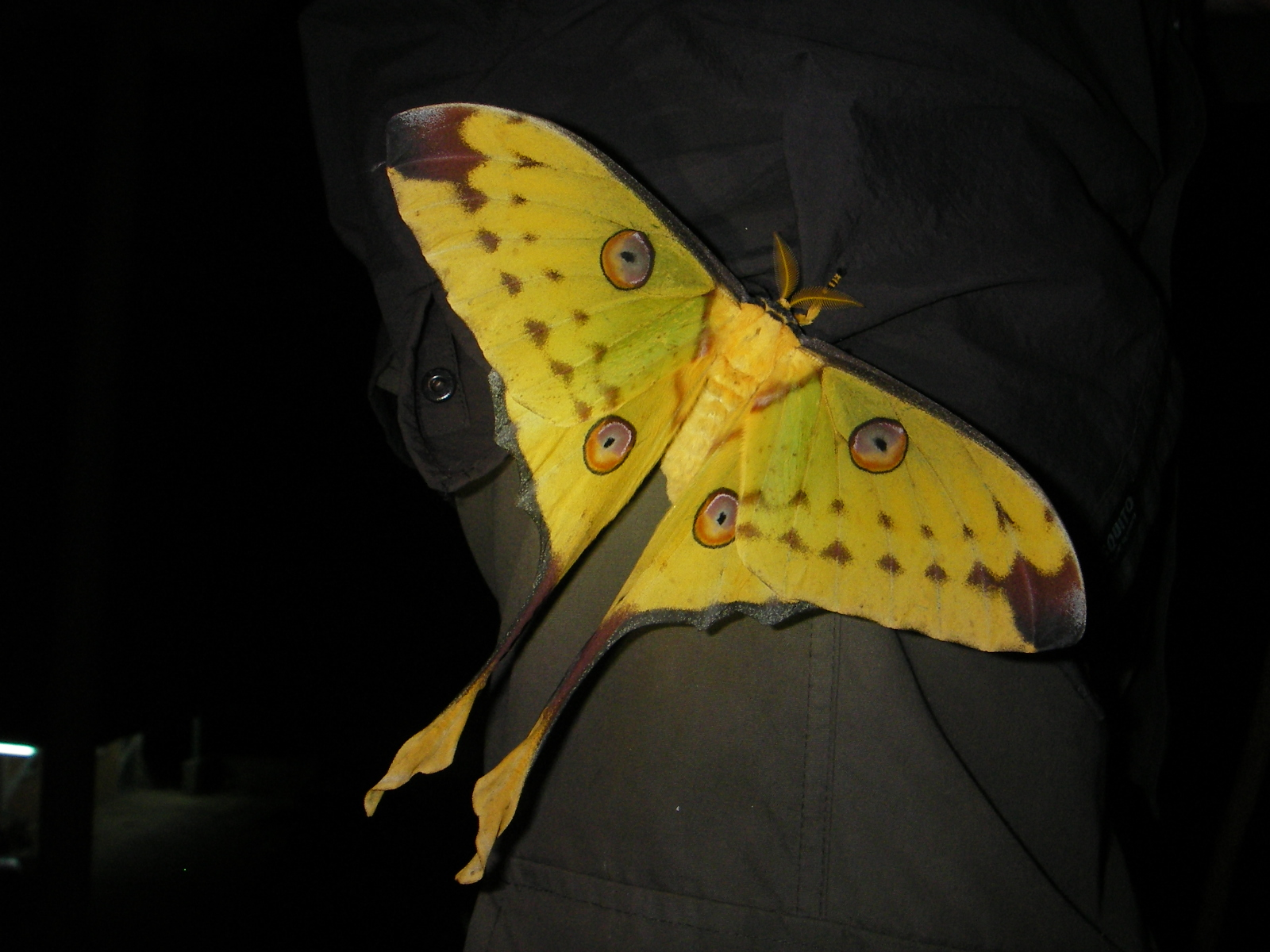
Argema mittrei.
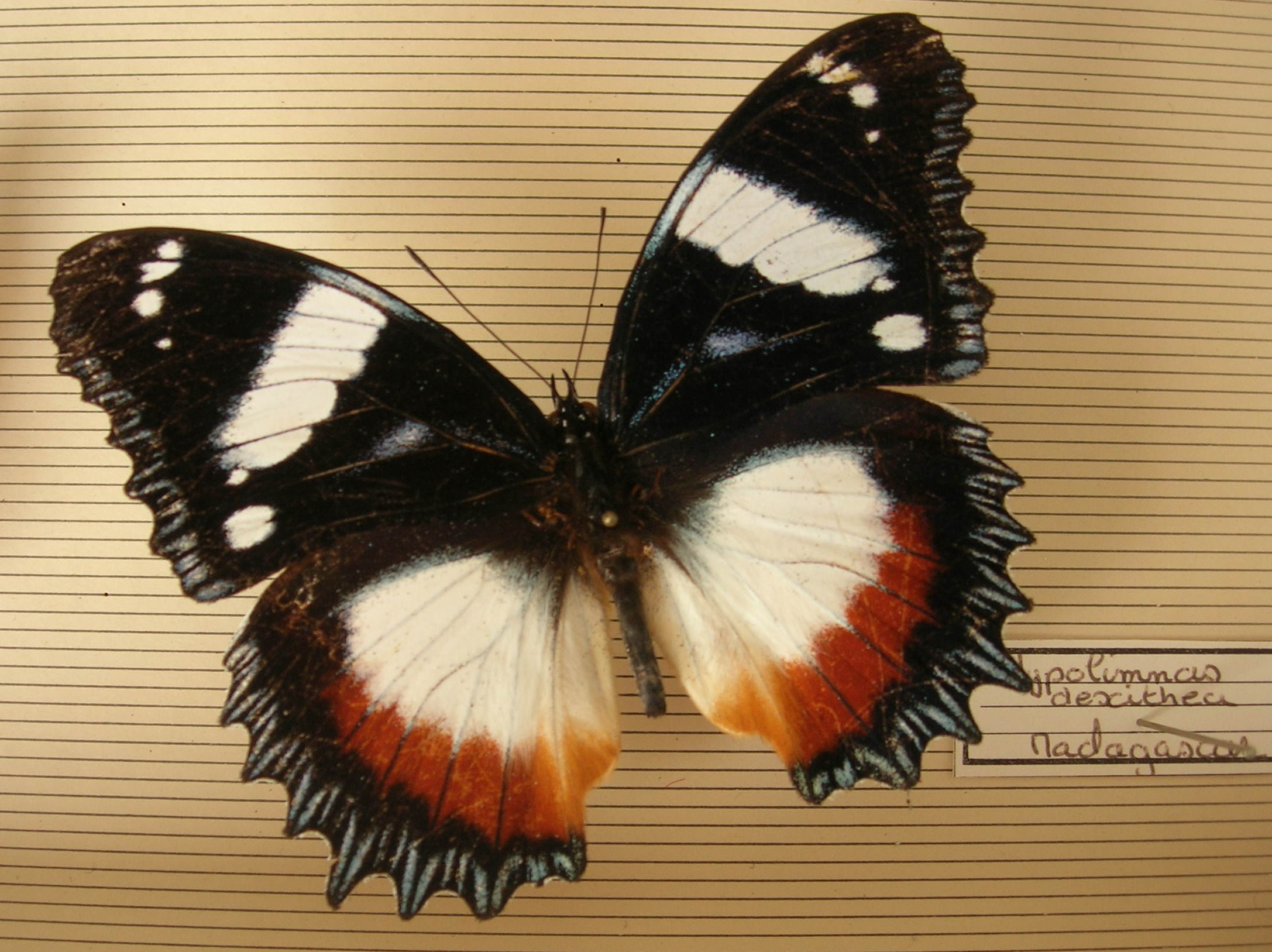
Hypolimnas dexithea.
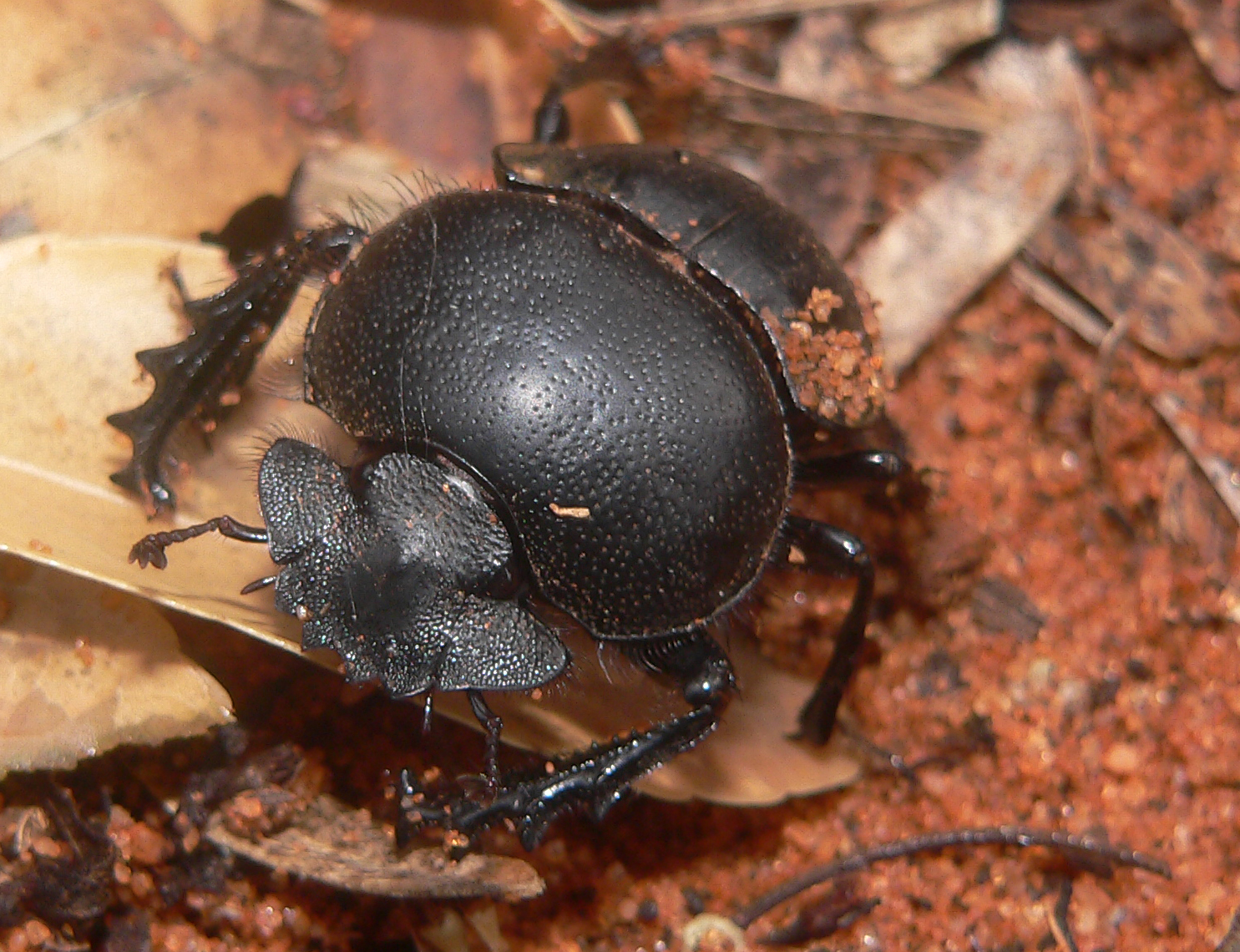
Scarabaeus viettei.

## Poissons
Il est coutume de dire que l'ichtyofaune d'eau douce de Madagascar est typique des îles isolées, c'est-à-dire relativement pauvre d'un point de vue taxonomique, comparée à celle des zones continentales plus étendues. En effet, de nombreuses familles africaines ou asiatiques en sont absentes. Le fait que l'île de Madagascar soit isolée et entourée par les océans depuis le Crétacé (environ 90 millions d'années) explique en partie le nombre limité de familles de poissons d'eau douce. Cependant, si l'on considère le nombre d'espèces avec la superficie de l'île, la notion d'ichtyofaune insulaire appauvrie ne s'applique plus vraiment.

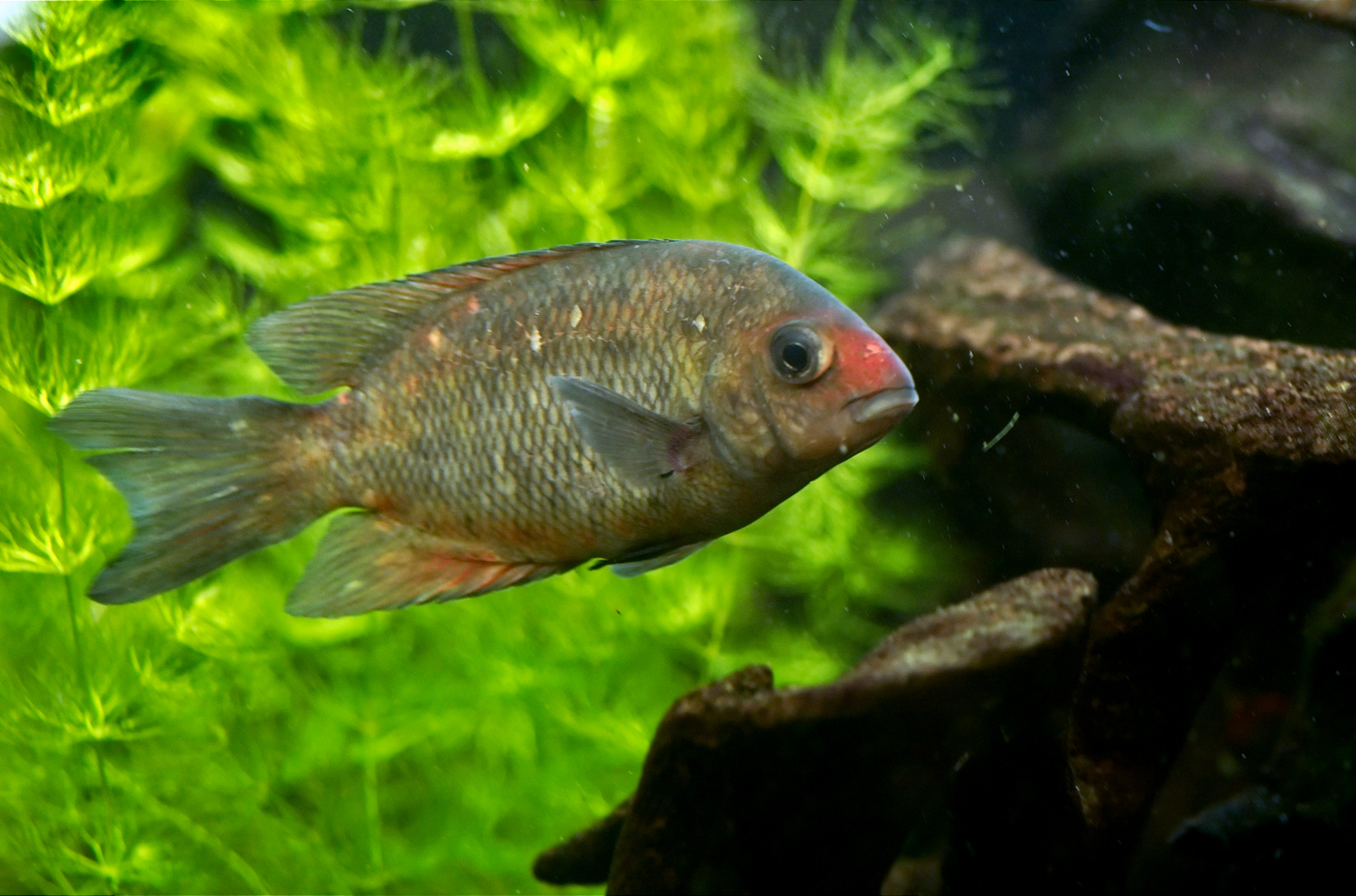
Paretroplus kieneri Cette espèce vit dans le cours inférieur de plusieurs rivières et lacs à l'ouest de Madagascar. Elle est menacée par la concurrence et la prédation des espèces de poissons introduites, ainsi que par la dégradation de son habitat en raison de la déforestation des bassins versants et l'aménagement agricole des rivières.

De plus la majorité des familles représentées à Madagascar sont d'abord d'origine marine et sont fréquemment des colonisateurs d'îles. Il s'agit des membres des familles des Gobiidae, Eleotridae, Mugilidae, Ariidae, Syngnathidae, Anguillidae, Ambassidae et Kuhliidae.
L'ichtyofaune dulçaquicole autochtone n'en est pas moins remarquable, puisqu'elle se compose de 159 espèces, réparties dans 57 genres et 23 familles dont 105 espèces (66 %) sont endémiques. On retrouve aussi des groupes tels que les Cichlidae et les Bedotiidae, qui montrent des caractères primitifs également présents chez des groupes d'autres parties du Gondwana. Ainsi, ces groupes pourraient avoir existé sur l'île avant même la dislocation du super-continent. Il est intéressant de noter qu'à part les anguilles indigènes du genre Anguilla (Anguilla marmorata, Anguilla bicolor et Anguilla mossambica), l'île est dépourvue de grandes espèces prédatrices, si l'on ne tient pas compte des espèces allochtones introduites.
L'ichtyofaune dulçaquicole malgache est menacée au même titre que de nombreux autres groupes d'êtres vivants, pour plusieurs raisons :
- l'introduction d'espèces carnivores, comme le poisson à tête de serpent d'Asie Fibata (Channa maculata) et l'Achigan à grande bouche (Micropterus salmoides) se nourrissant des poissons autochtones et de leurs œufs ;
- la destruction des forêts, et plus particulièrement celles qui touchent aux systèmes hydrologiques, du fait de la destruction des habitats de certains poissons et des problèmes d'envasement des voies de communication aquatiques inhérents ;
- la transformation d'un certain nombre de rivières et de marais en zones exploitées par l'homme.

Par ailleurs, la protection de ces poissons se heurte à plusieurs problèmes :
- l'utilisation de l'eau douce est en priorité réservée à l'Homme, et à Madagascar la présence humaine est concentrée le long des rivières ;
- étant donné que de nombreux poissons occupent des portions de cours d'eau différentes selon leur cycle de vie, il est difficile de trouver une protection adéquate.

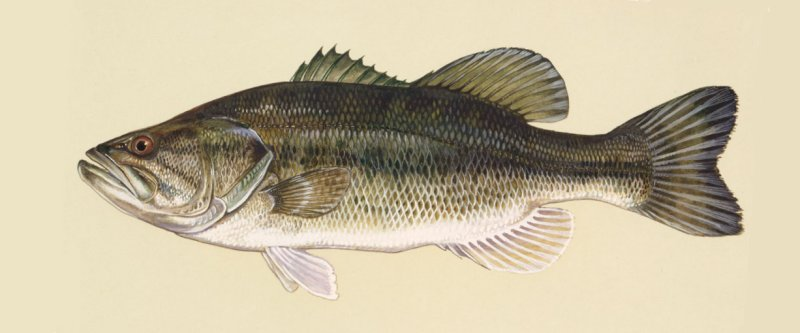
Micropterus salmoides.
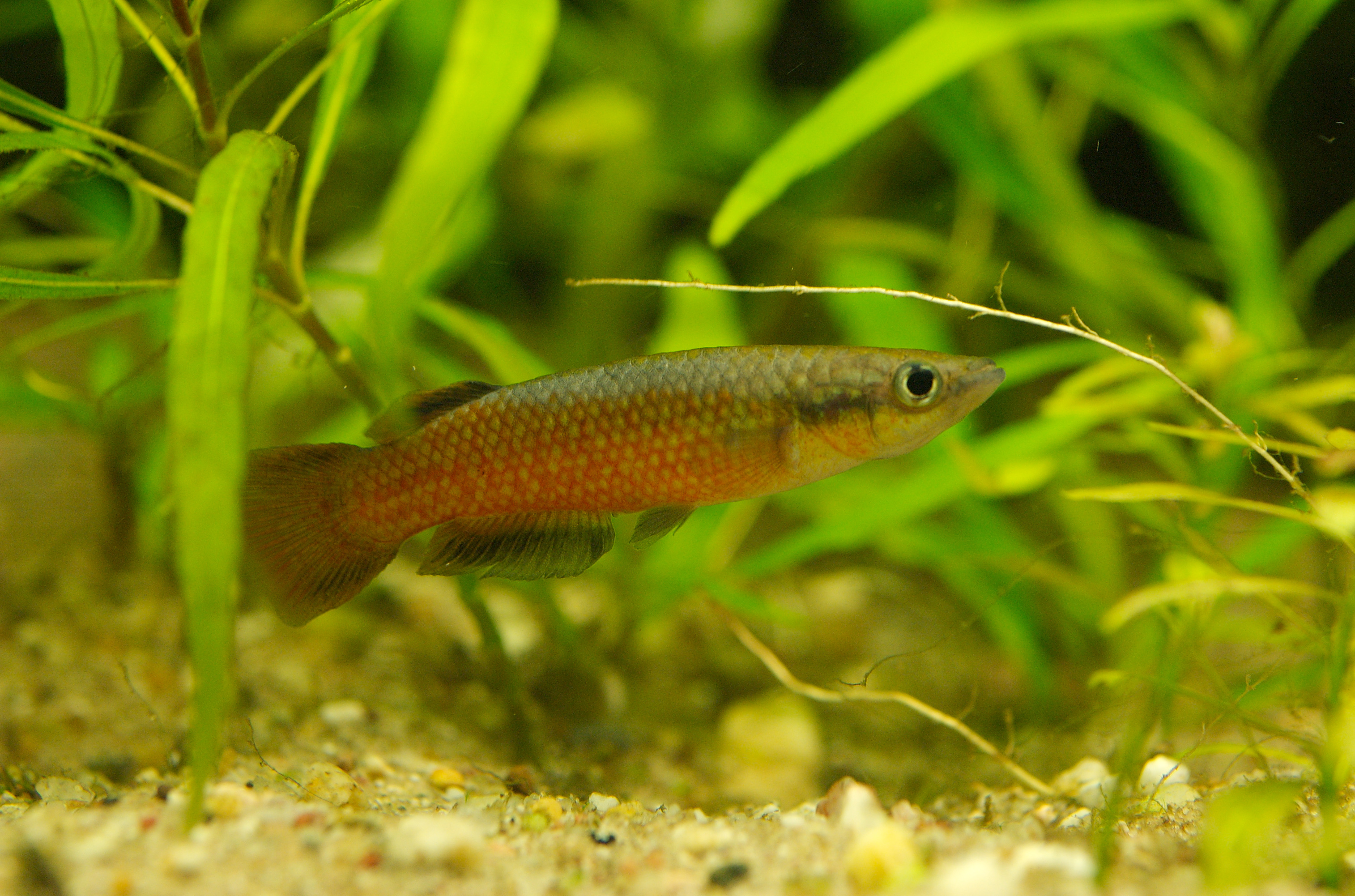
Pachypanchax omalonotus.
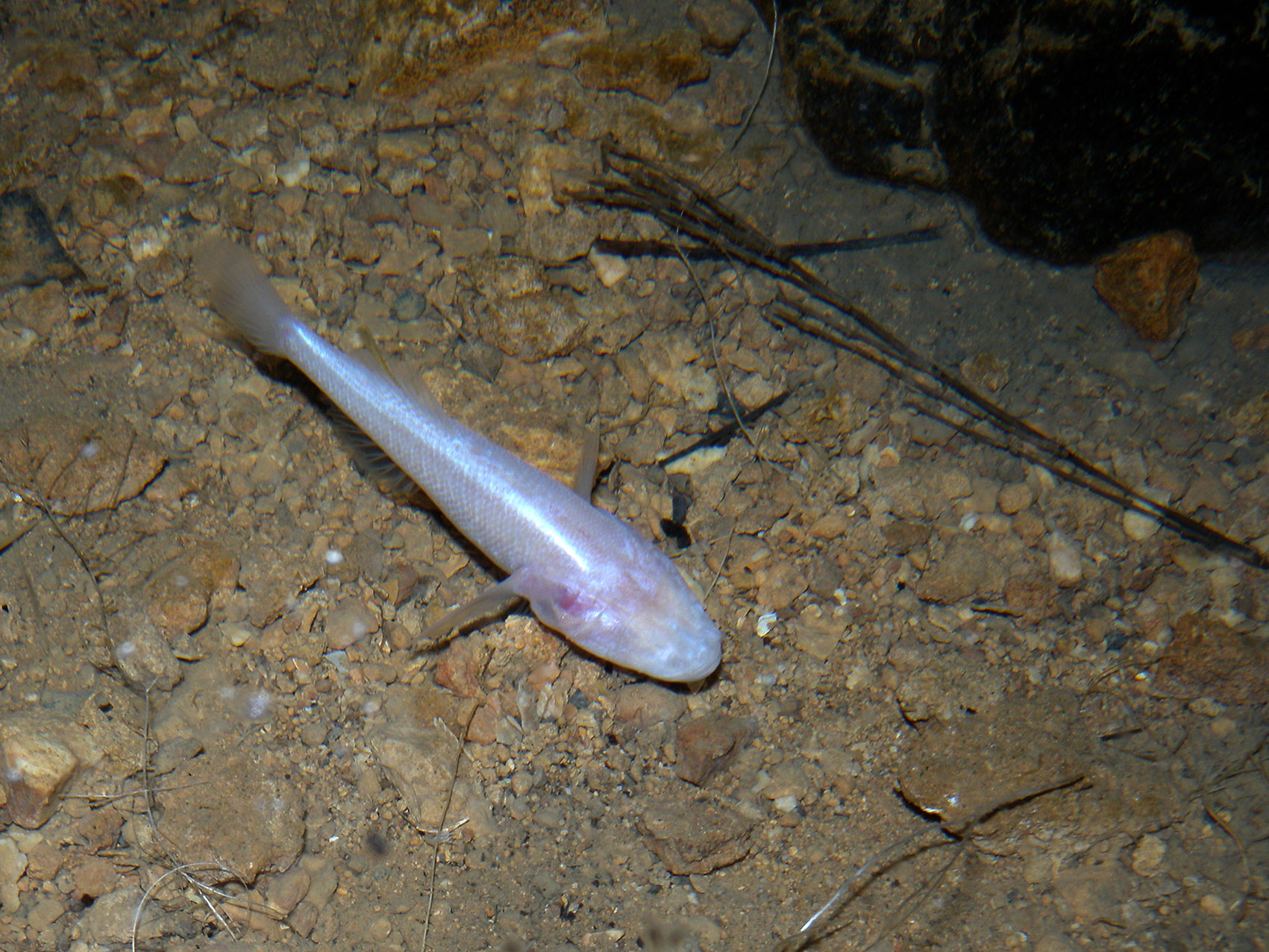
Typhleotris madagascariensis.
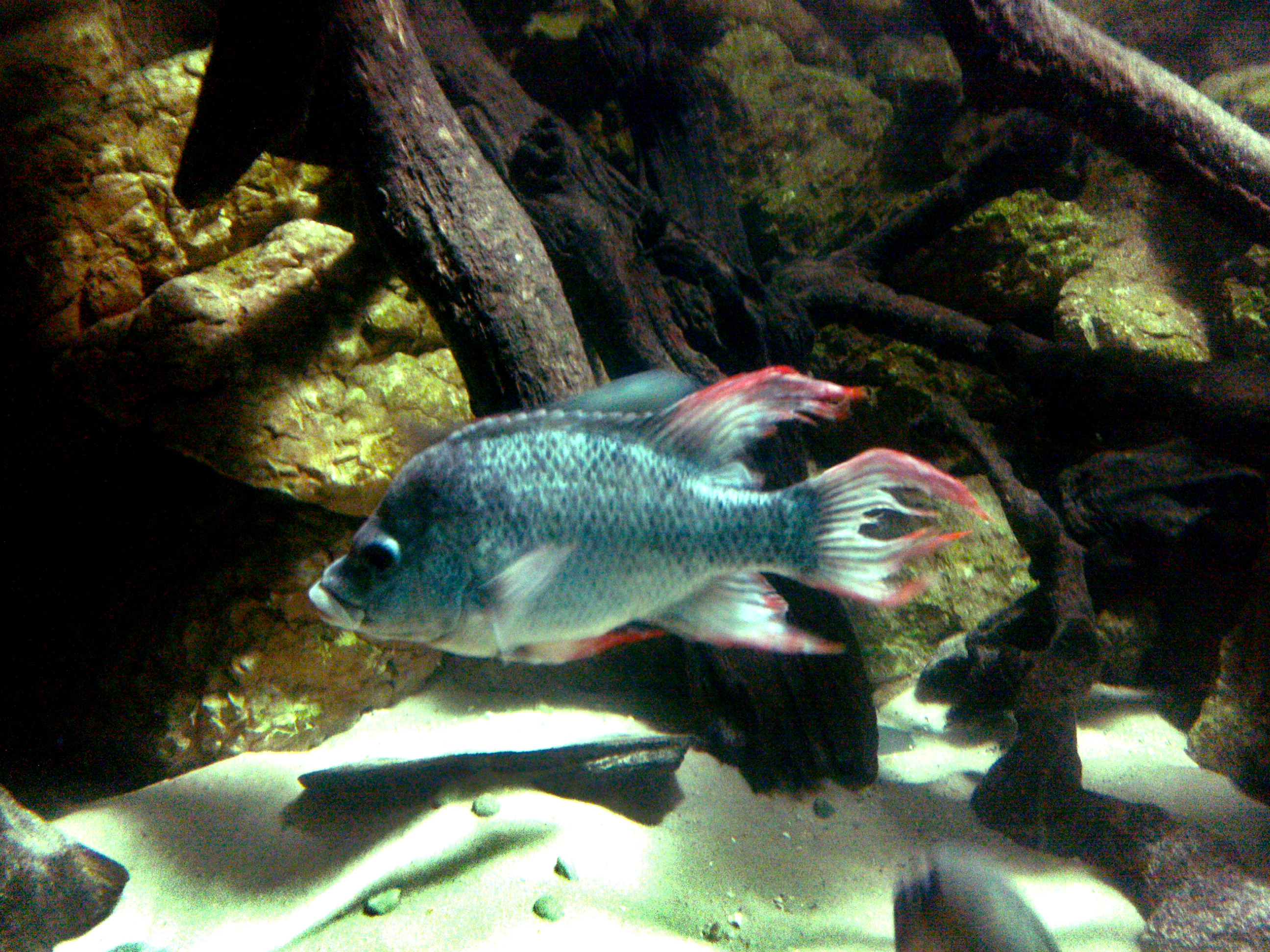
Ptychochromis insolitus London Zoo.
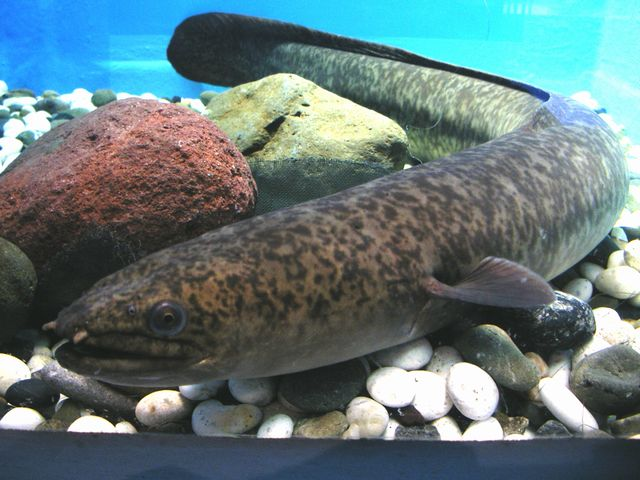
Anguilla mamorata Nagasaki Penguin Aquarium.

## Amphibiens

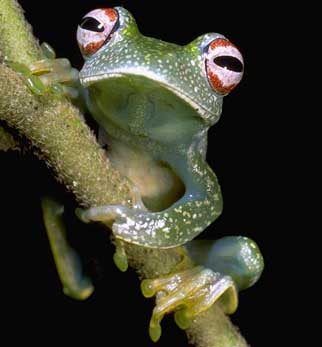
Boophis anjanaharibeensis.

À Madagascar, la classe des amphibiens est uniquement représentée par les Anoures (Grenouilles - Crapauds). Les Urodèles (Salamandres - Tritons) sont principalement distribués dans l'hémisphère Nord et sont absents de tous les pays africains au sud du Sahara y compris Madagascar. Les Gymnophiones sont aussi absents de l'île et sont principalement distribués sur les masses continentales de l'hémisphère sud (Amérique centrale et latine - Indonésie - Afrique).
Les Anoures malgaches n'en sont pas moins remarquable, bien au contraire puisque 99 % des espèces qui constituent ce groupe sont endémiques de Madagascar[réf. nécessaire]. Actuellement, 288 espèces y ont été décrites, mais selon Goodman & al, il pourrait y avoir près de 500 espèces d'Anoures à Madagascar. Si l'on ne considère que les espèces décrites, Madagascar abrite 4 % de la faune des Amphibiens du monde.

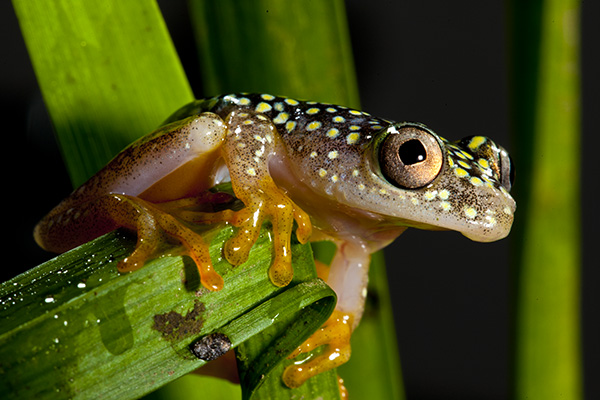
Heterixalus alboguttatus.

L'ordre des Anoures compte 33 familles, mais à Madagascar celles-ci ne sont réparties que dans 5 familles (Ptychadenidae, Microhylidae, Mantellidae, Hyperoliidae, Dicroglossidae). Paradoxalement, le plus vieux fossile pouvant être considéré comme l'ancêtre des grenouilles contemporaines a été découvert dans le Nord de Madagascar. Nommé Triadobatrachus massinoti, il vivait il y a près de 250 millions d'années (Rage & Rocek. 1989).
Les grenouilles malgaches sont inégalement réparties sur le territoire. Les régions humides de l'Est et le Nord de l'île concentrent le plus d'espèces, les habitats plus arides du Sud et de l'Ouest de l'île leur sont moins favorables. Seul, le genre endémique monospécifique Laliostoma est principalement localisé dans les régions sèches du Nord-ouest de l'Ouest et du Sud de l'île.
Le batracien adulte est principalement carnivore, le têtard par contre ne cherche pas à capturer des animaux vivants et se contente de végétaux et d'animaux morts.
De nombreuses espèces sont des consommateurs plutôt généralistes, alors que d'autres sont extrêmement spécialisés dans leur régime alimentaire. C'est le cas des grenouilles du genre Mantella. Celles-ci mangent principalement des fourmis et de petits insectes porteurs d'alcaloïdes qui s'accumulent dans la peau du batracien et éloignent les prédateurs. Cette faculté est une adaptation précoce à l'évolution vers la coloration vive dite « aposématique » (qui signale un danger au prédateur éventuel).

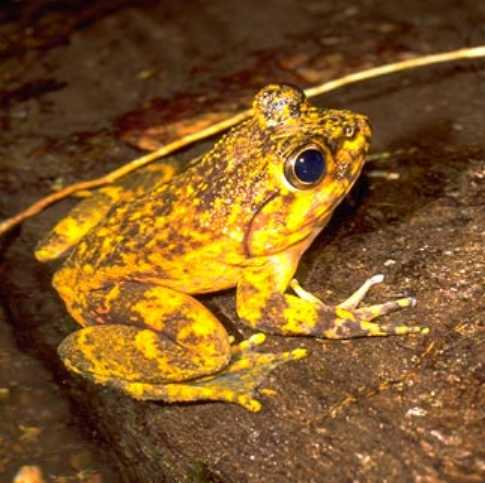
Mantidactylus grandidieri.
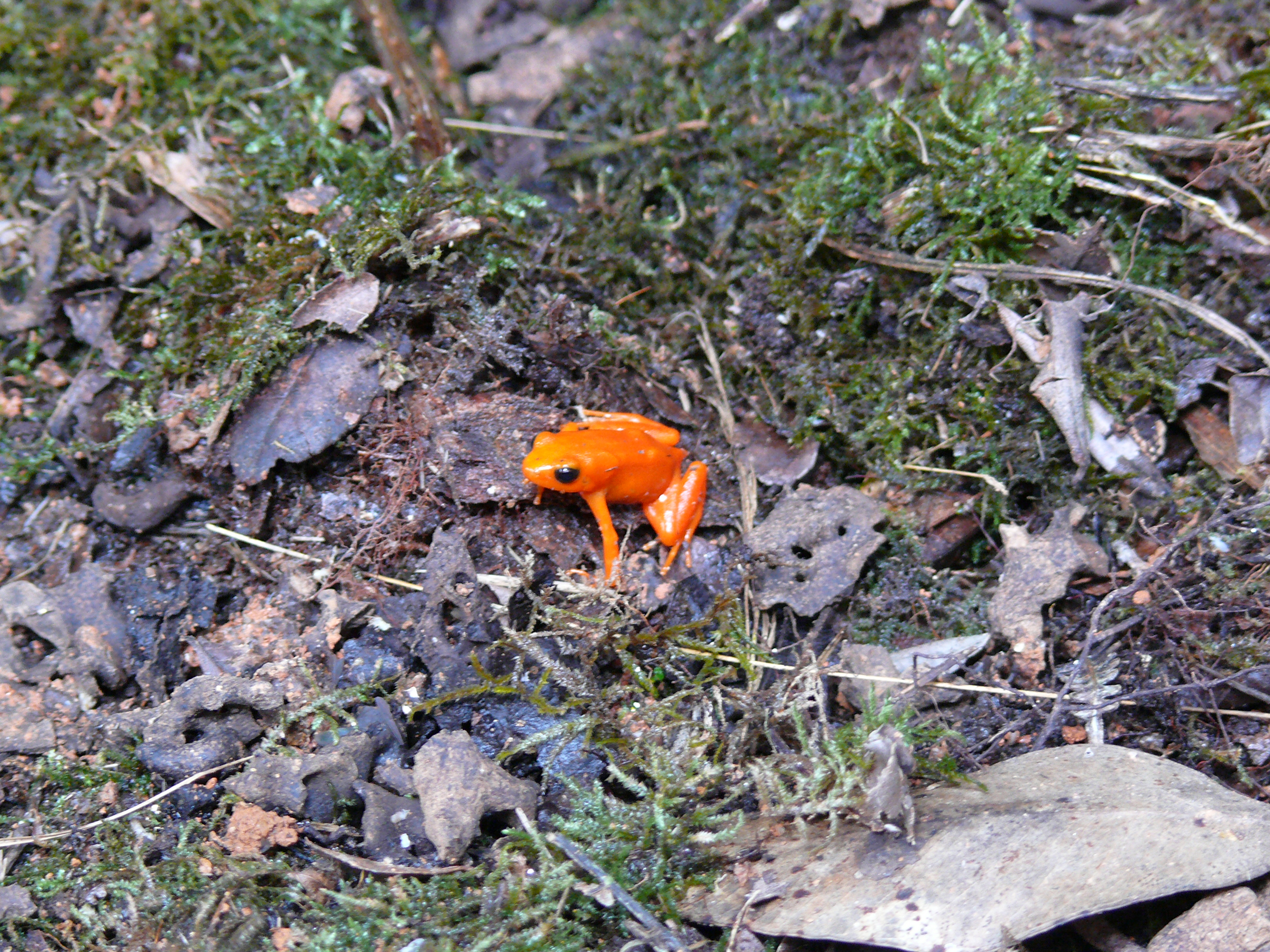
Mantella auranthium.
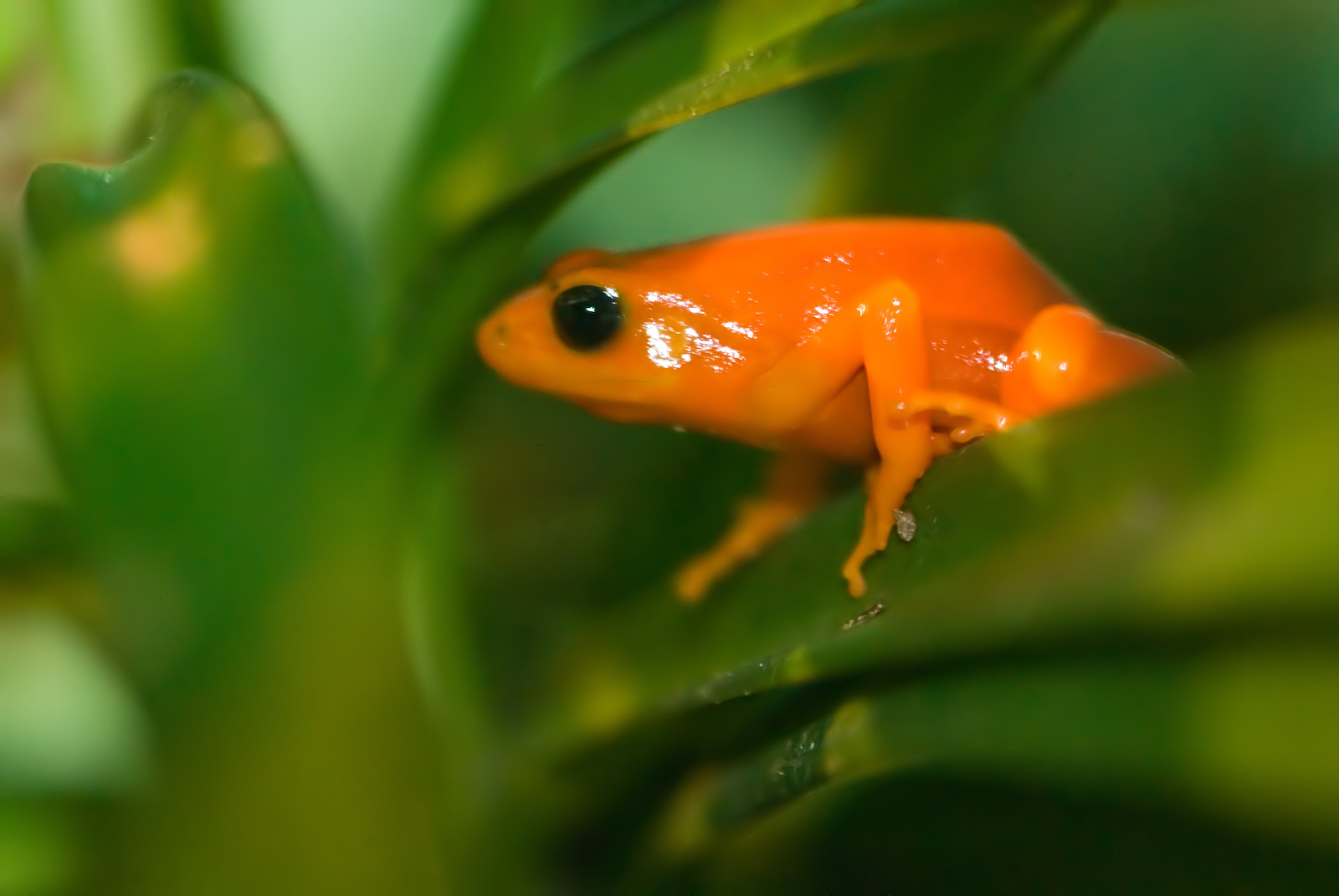
Mantella aurantiaca.
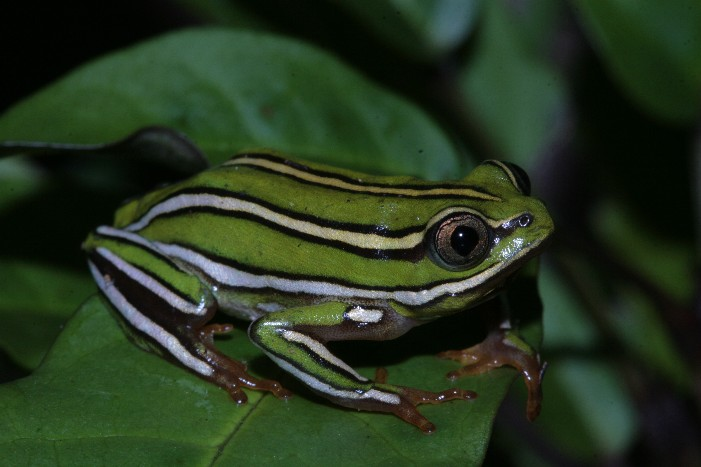
Heterixalus rutenbergi.
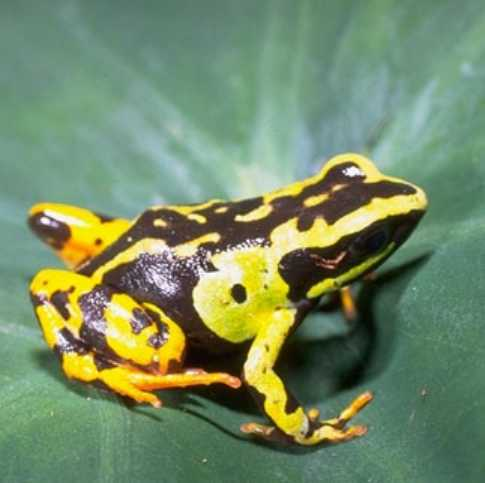
Mantella madagascariensis.
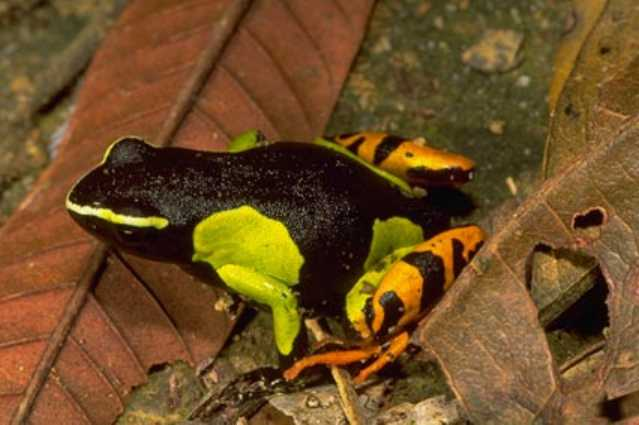
Mantella baroni.
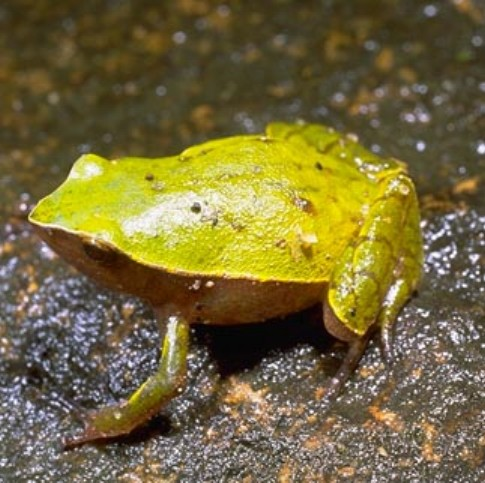
Plethodontohyla notosticta.
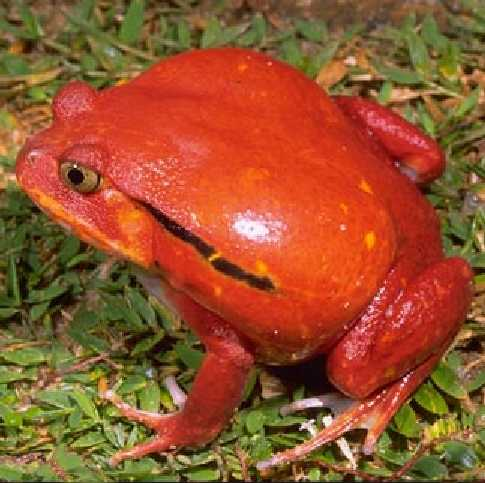
Dyscophus antongilii.
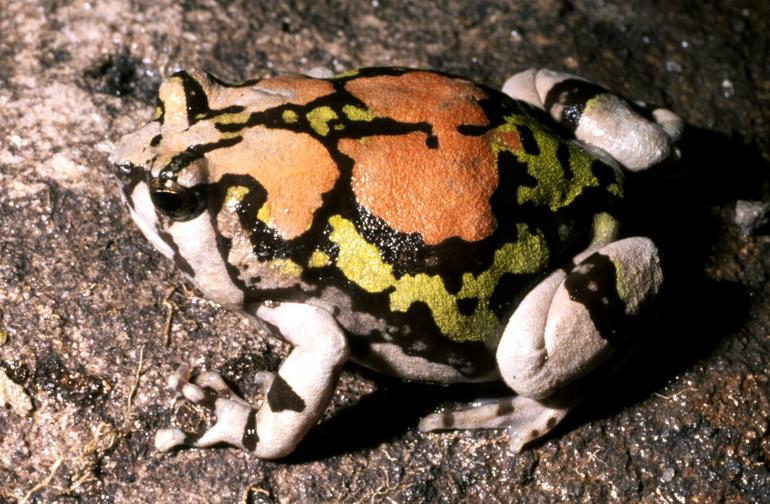
Scaphiophryne gottlebei.
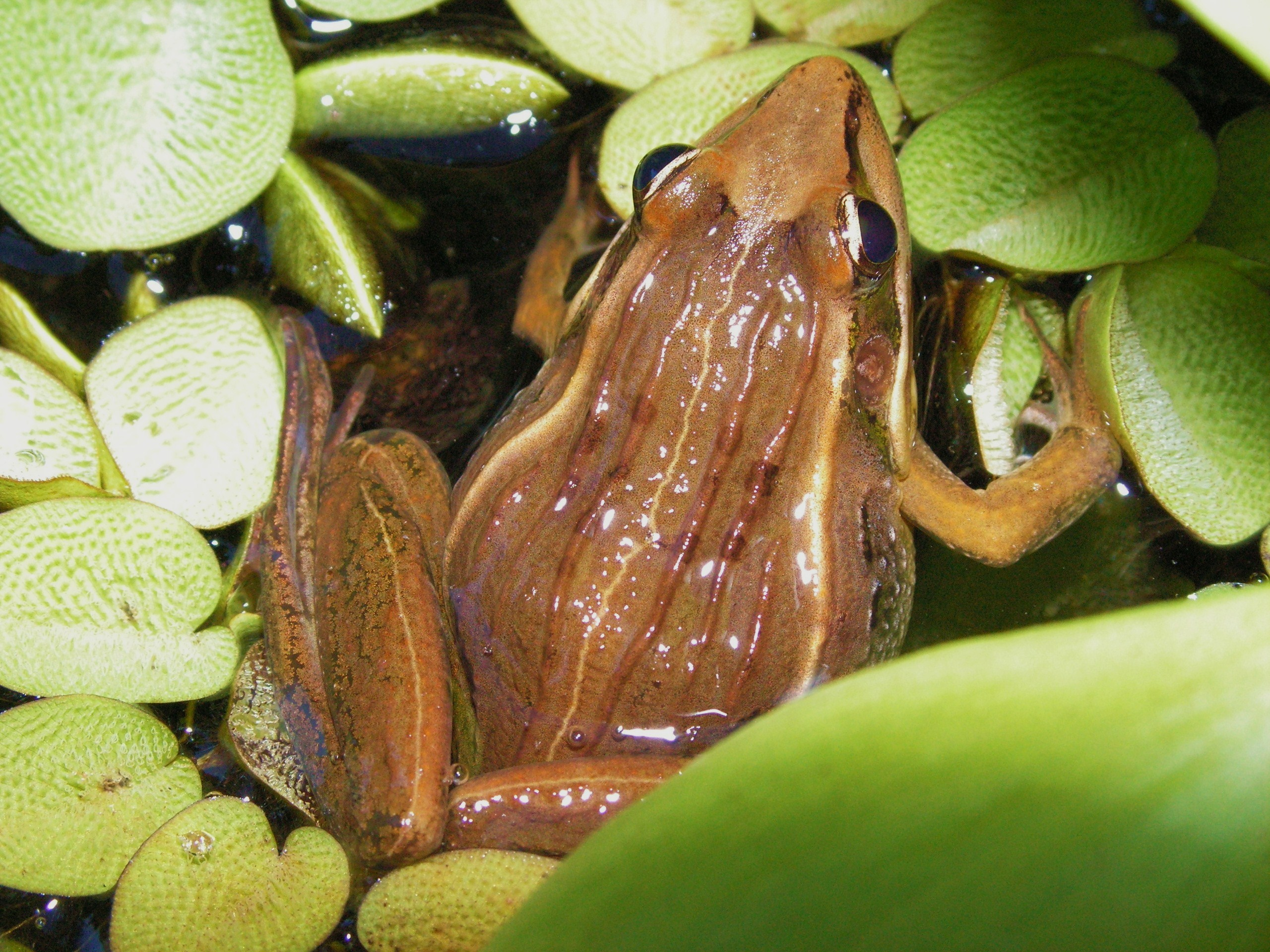
Ptychadena mascareniensis.
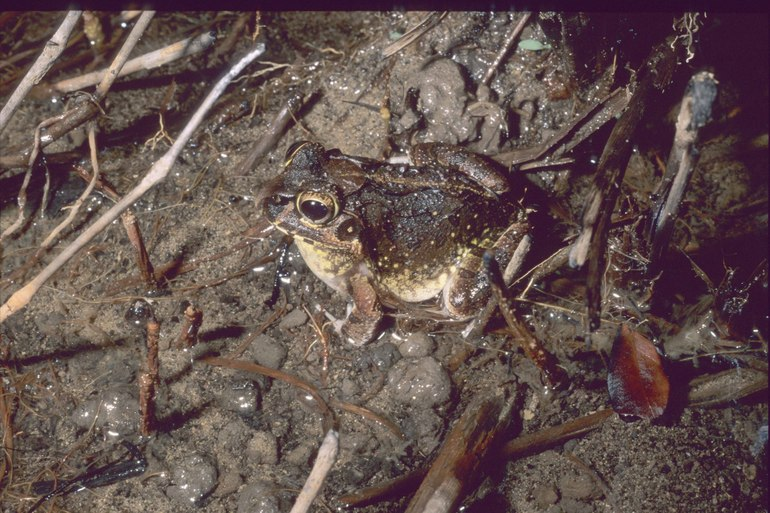
Laliostoma labrosum.
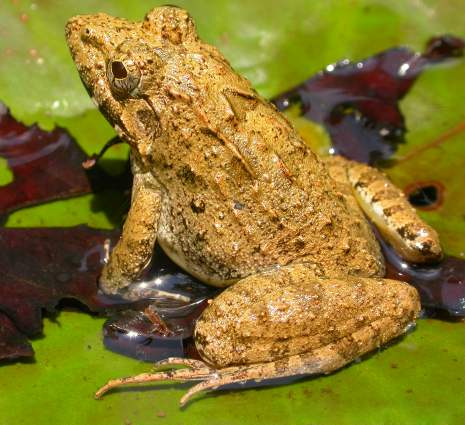
Hoplobatrachus tigerinus.
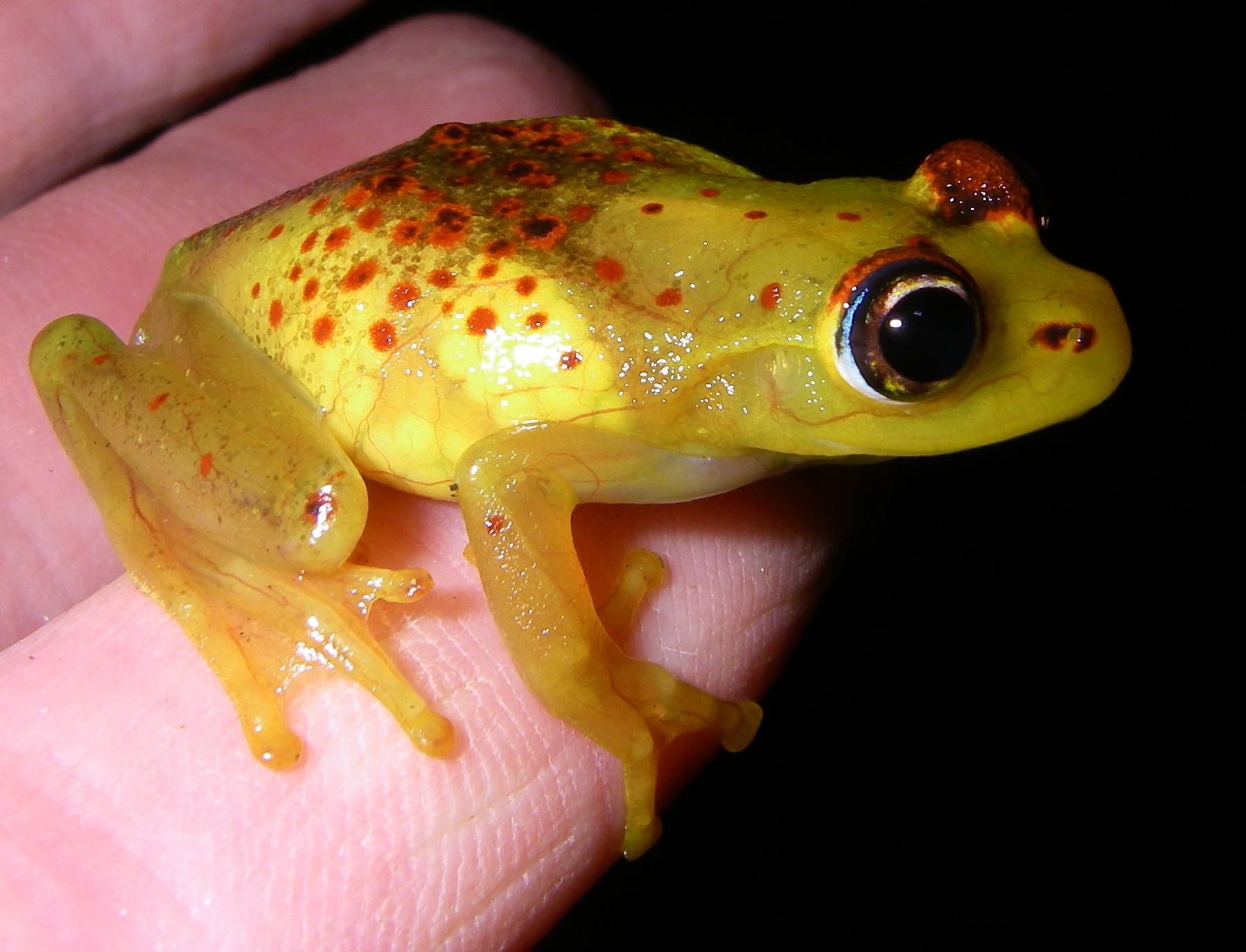
Boophis bottae.
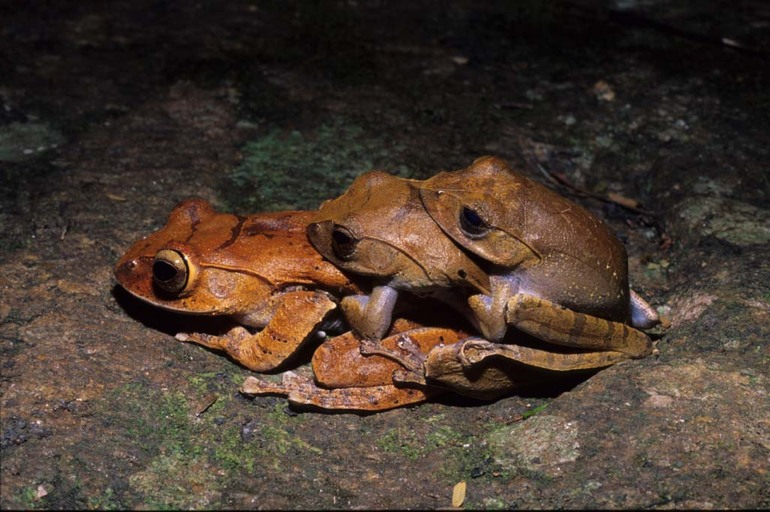
Boophis madagascariensis.
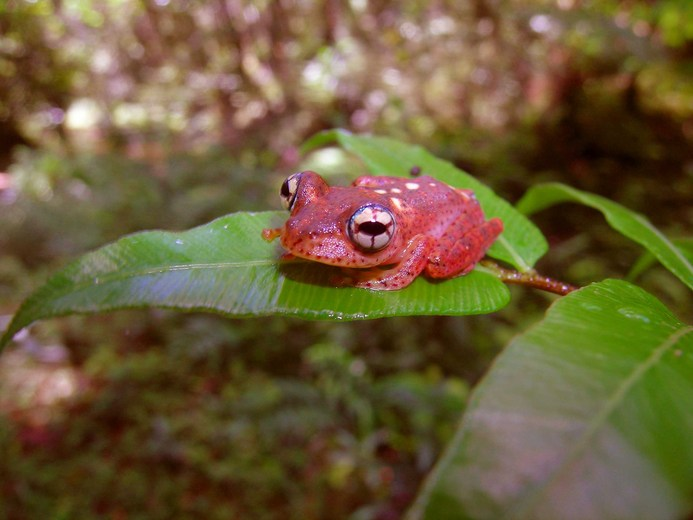
Boophis pyrrhus.
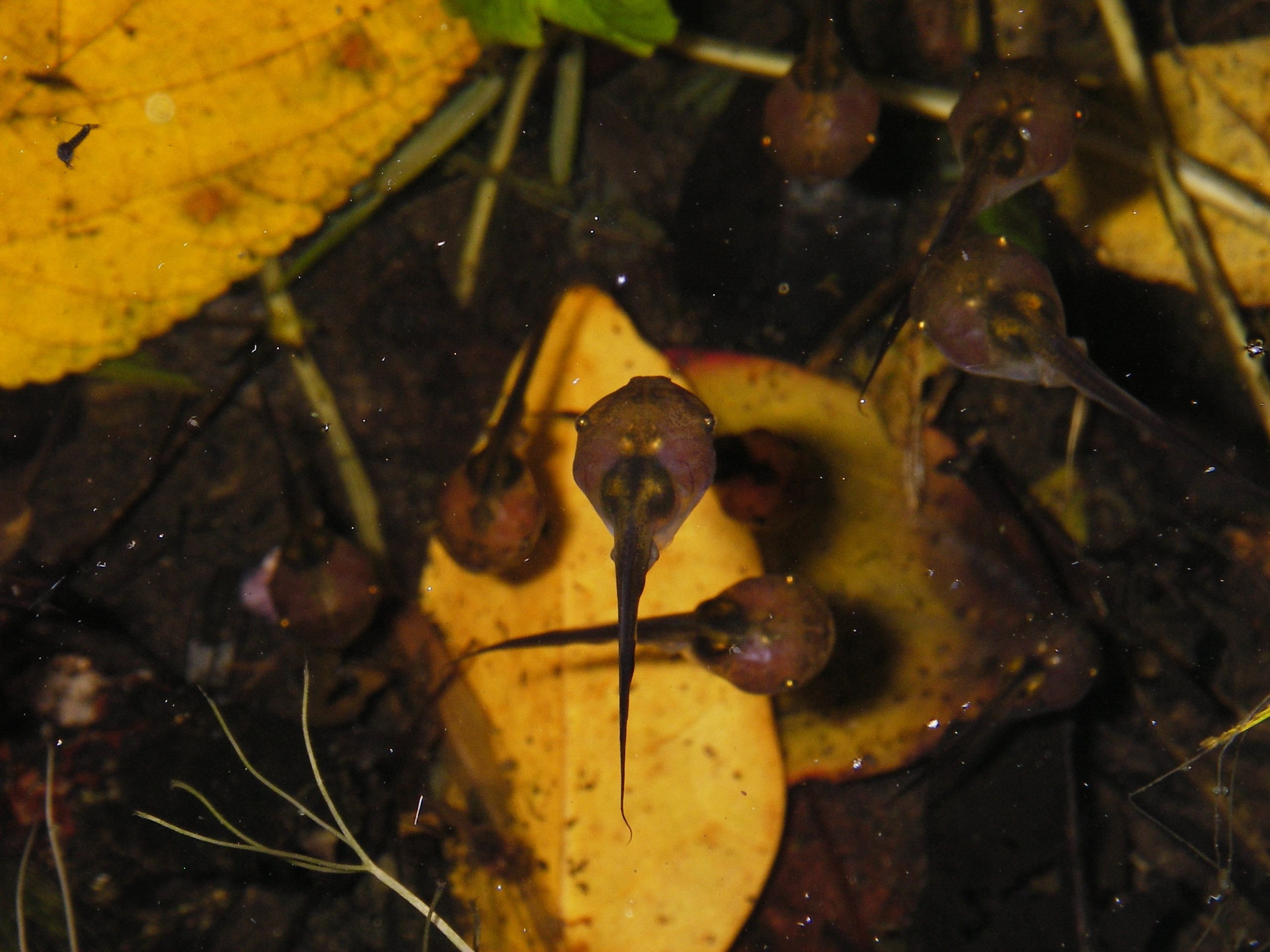
Tétards de Paradoxophyla palmata.

## Reptiles

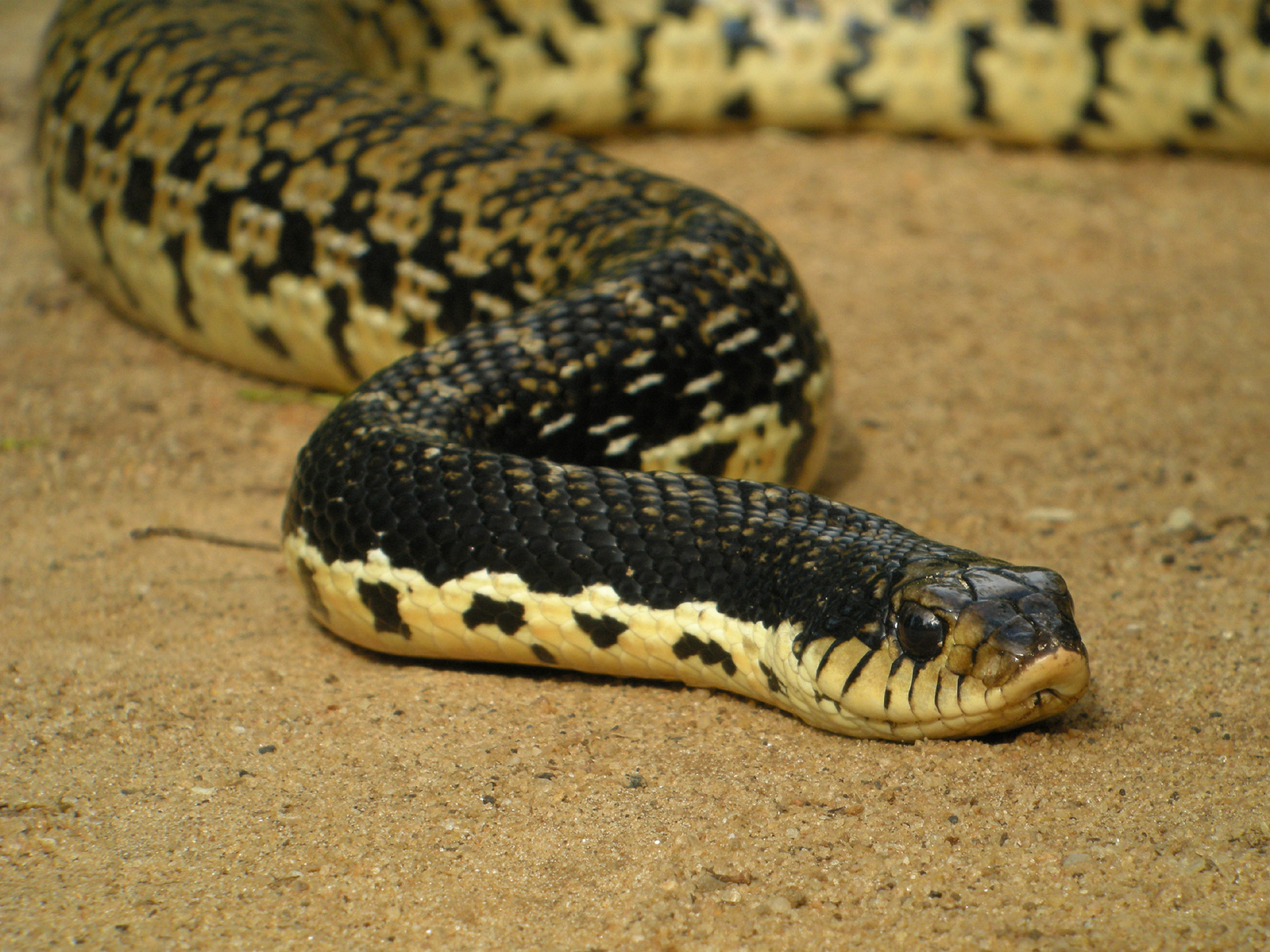
Leioheterodon madagascariensis.

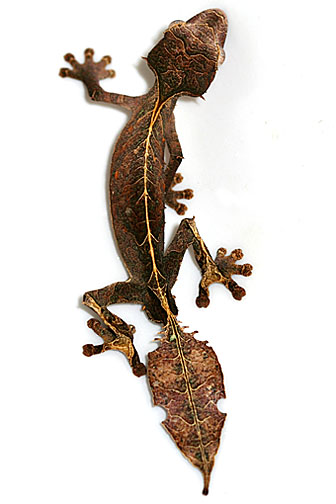
Uroplatus phantasticus.

En 2005, 364 espèces de reptiles sont connues à Madagascar, dont 332 sont strictement endémiques à l'île et 358 non marins. (Raxworthy. 2003 et Smith & al. 2005)
La diversité des reptiles à Madagascar est des plus respectable vis-à-vis de la surface de l'île à peine inférieure à 600 000 km2. En comparaison les États-Unis (9 millions de km2) abrite 273 espèces de reptiles, l'Europe et l'Asie du Sud-Ouest (11 millions de km2) 380 espèces.
Si l'on ne tient pas compte des crocodiles et serpents de mer, l'ensemble des reptiles de Madagascar ne présentent pas de danger pour l'Homme, bien que les populations aient une certaine appréhension vis-à-vis de leur morsure. L'un des serpents les plus redoutés est le Menarana (Leioheterodon madagascariensis). Les caméléons sont craints au même titre que les serpents, cependant ils sont respectés, car considérés comme intelligent et mystique. D'autres espèces en fonction des groupes culturels sont fady (tabous) comme les uroplatus ou la fameuse tortue Astrochelys radiata.
Les mers entourant Madagascar abritent une faune reptilienne cosmopolite. Deux familles de tortues (Cheloniidae - Dermochelyidae) et une famille de serpents de mer (Elapidae) représenté par Hydrophis platura.
Douze familles de reptiles non marins sont représentées à Madagascar: Testudinidae - Pelomedusidae - Podocnemididae - Gekkonidae - Chamaeleonidae - Opluridae - Scincidae - Gerrhosauridae - Typhlopidae - Boidae - Colubridae - Crocodylidae.
La famille des Opluridae (Iguanes de Madagascar) est endémique à Madagascar. Elle se compose de sept espèces réparties dans deux genres (Chalarodon et Oplurus). L'isolement prolongé de l'île de toute autre masse terrestre a maintenu d'anciennes lignées du Gondwana qui ont aujourd'hui disparu en Asie et en Afrique. C'est le cas d'Oplurus cuvieri par exemple. Le long isolement fut, pour d'autres groupes qui réussirent à coloniser l'île après sa séparation, source de radiations adaptatives, diversifiant les espèces dans les proportions importantes que l'on observe aujourd'hui.
Aucune espèce de reptile ne peuple la totalité de l'île. Furcifer lateralis, Phelsuma lineata, Sanzinia madagascariensis, Crocodylus niloticus, Leioheterodon madagascariensis, Mimophis mahfalensis et Madagascarophis colubrinus pour ne citer que celles-ci ont les distributions les plus étendues. Cependant à l'exception de Phelsuma lineata, on ne retrouve aucune de ces espèces dans les régions de montagnes au-dessus de 2 000 m d'altitude.

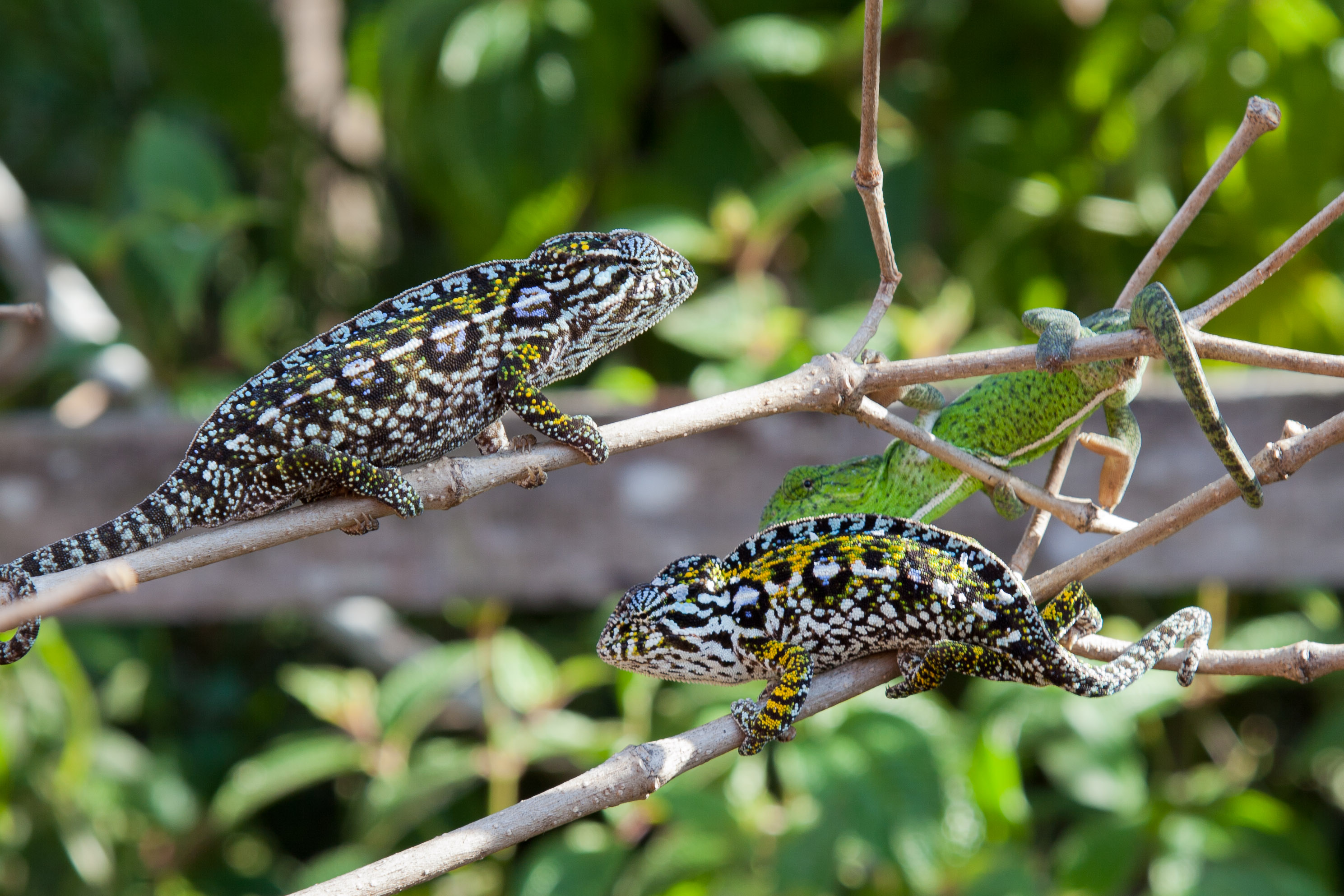
Furcifer campani.

L'aire de répartition de la plupart des espèces de reptiles est étroitement liée avec les gradients altitudinaux et pluviométriques mais aussi conditionnée par les types de formations végétales (Forêts denses humides - Forêts claires succulentes…), l'exposition des versants (Ubac - Adret), les types de substrats (Drainant - Argileux…), les caractéristiques géologiques (grottes, canyons…) etc. Par voie de conséquence, la plupart des reptiles de Madagascar sont limités à une petite portion de l'île définie par un fonctionnement écosystémique spécifique. Ainsi l'endémisme régional, le micro-endémisme et la spécialisation à une niche écologique sont importants à l'échelle des reptiles malgaches.
Certaines espèces montagnardes telles Furcifer campani, Phelsuma barbouri et Lygodactylus montanus présentent des aires de répartitions disjointes entre les massifs des hautes terres (Ankaratra, Ibity, Itremo, Andringitra) et également au sud-est (Andohahela). Ces distributions disjointes sont liées à des changements climatiques survenus à la fin du Pléistocène, marquant la fin de la dernière ère glaciaire.
Un bon exemple de reptiles dépendant de la nature du substrat sont les scinques fouisseurs comme Androngo trivittatus, ou les individus du genre Voeltzkowia qui privilégient les substrats sableux ou meubles. D'autres donnent préférence aux formations karstiques (Paroedura karstophila - Zonosaurus tsingy) ou aux crevasses rocheuses Oplurus saxicola - Ebenavia maintimainty.

### Crocodiles

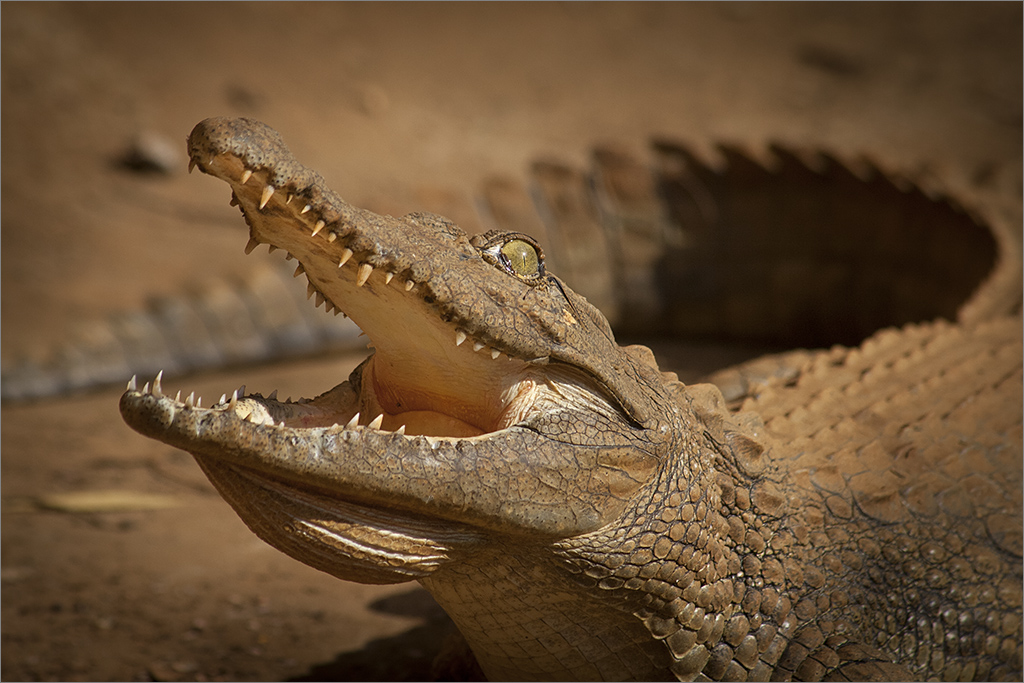
Crocodylus niloticus.

À ce jour, l'espèce Crocodylus niloticus occupe seule les rivières malgaches. Cependant l'île abritait autrefois une espèce de crocodile endémique, Crocodylus robutus, aujourd'hui disparue. Longtemps sujet polémique entre les scientifiques, car considérée comme une sous-espèce, ou indistincte de Crocodylus niloticus, cette espèce subfossile est désormais reconnue comme espèce endémique à part entière. Son plus proche parent serait le Crocodile nain d'Afrique Osteolaemus tetraspis.
Crocodylus niloticus est sans aucun doute le prédateur le plus redoutable de l'île, les plus gros spécimens peuvent dépasser une tonne et mesurer plus de 5 mètres de long. Très bon nageur, il est présent dans la plupart des rivières, des lacs, des lagunes et des zones marécageuses de la côte ouest de Madagascar, jusqu'à 900 m d'altitude. La femelle pond en moyenne 20 œufs au mois d'octobre sur des bancs de sable ensoleillés. Cette dernière prend soin de les enfouir dans des trous pouvant mesurer jusqu'à un mètre de profondeur. Les œufs vont alors incuber pendant une période de 20 à 25 jours avant de libérer de petits crocodiles d'une quinzaine de centimètres.
Pendant toute la durée de la saison fraiche (d'avril à octobre), le crocodile du Nil malgache est dans un état de vie végétative. Absorbant peu de nourriture, il passe le plus clair de sa journée étendu ventre à terre, à faire la sieste et prendre des bains de soleil. Puis, dès que la nuit tombe, il rejoint l'eau et son abri. Les abris sont creusés dans les berges, l'entrée est au moins en partie dans l'eau, le reste est au sec. Quand arrivent les premières chaleurs, le crocodile sort de sa torpeur et se met à l'affût. Son régime alimentaire se compose principalement de poissons, d'oiseaux d'eau, de tortues, parfois de bœufs, de chèvres ou de chiens. Les plus grosses proies ne sont pas immédiatement englouties, le crocodile les laissera d'abord subir un début de décomposition dans son abri.
Le crocodile est commensal d'autres espèces fréquentant son milieu, il sert par exemple de perchoir à Egretta gularis, à Anhinga melanogaster, et son abri peut servir de refuge à d'autres espèces.
À l'origine de nombreuses légendes, contes, croyances et rituels, le crocodile (« voay » ou « mamba » en malgache) est souvent sacré et vénéré à Madagascar. Tantôt ancêtre pour le clan des Zafindravoay (Antandroy), ou protecteur pour les Antanosy Antavaratra, le crocodile serait selon ces croyances la réincarnation de certains humains. Autrefois, les entrailles des rois Sakalava leur étaient données en pâture. Les zébus font aussi souvent les frais de rites sacrificiels en l'honneur des sauriens. Dans de nombreuses régions, il est interdit de chasser ou de tuer des crocodiles, voire de pointer un fusil ou une sagaie au-dessus d'un plan d'eau. Les dents des crocodiles servent à confectionner des talismans, et autrefois des reliques pour conserver les restes royaux (débris de dents, d'ongles et de cheveux). Mais, si la culture malgache est riche de faits et d'anecdotes concernant les crocodiles, la peau de ceux-ci a été très convoitée, et ils subissent encore une chasse quasi industrielle.

### Tortues

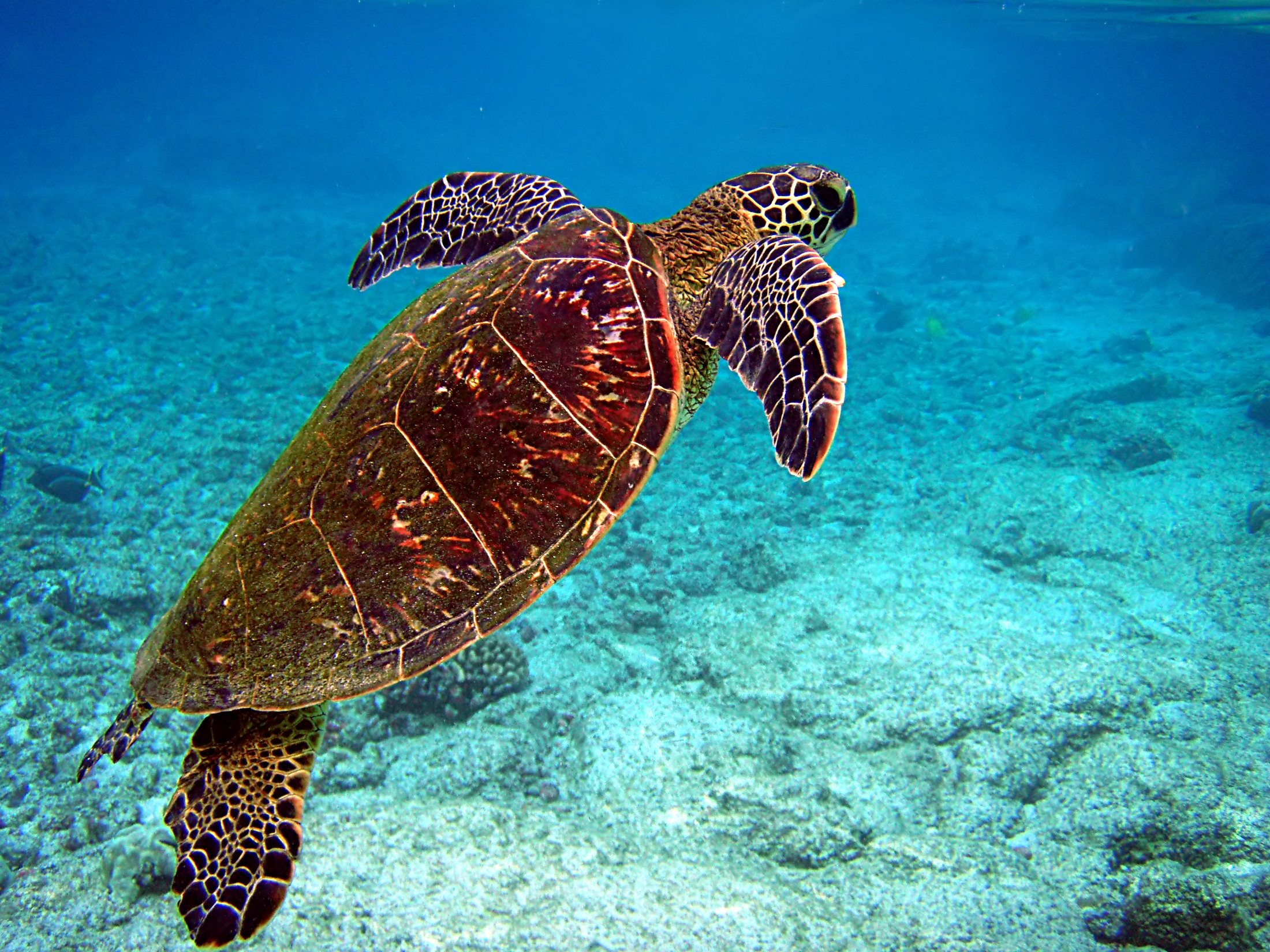
Chelonia mydas.

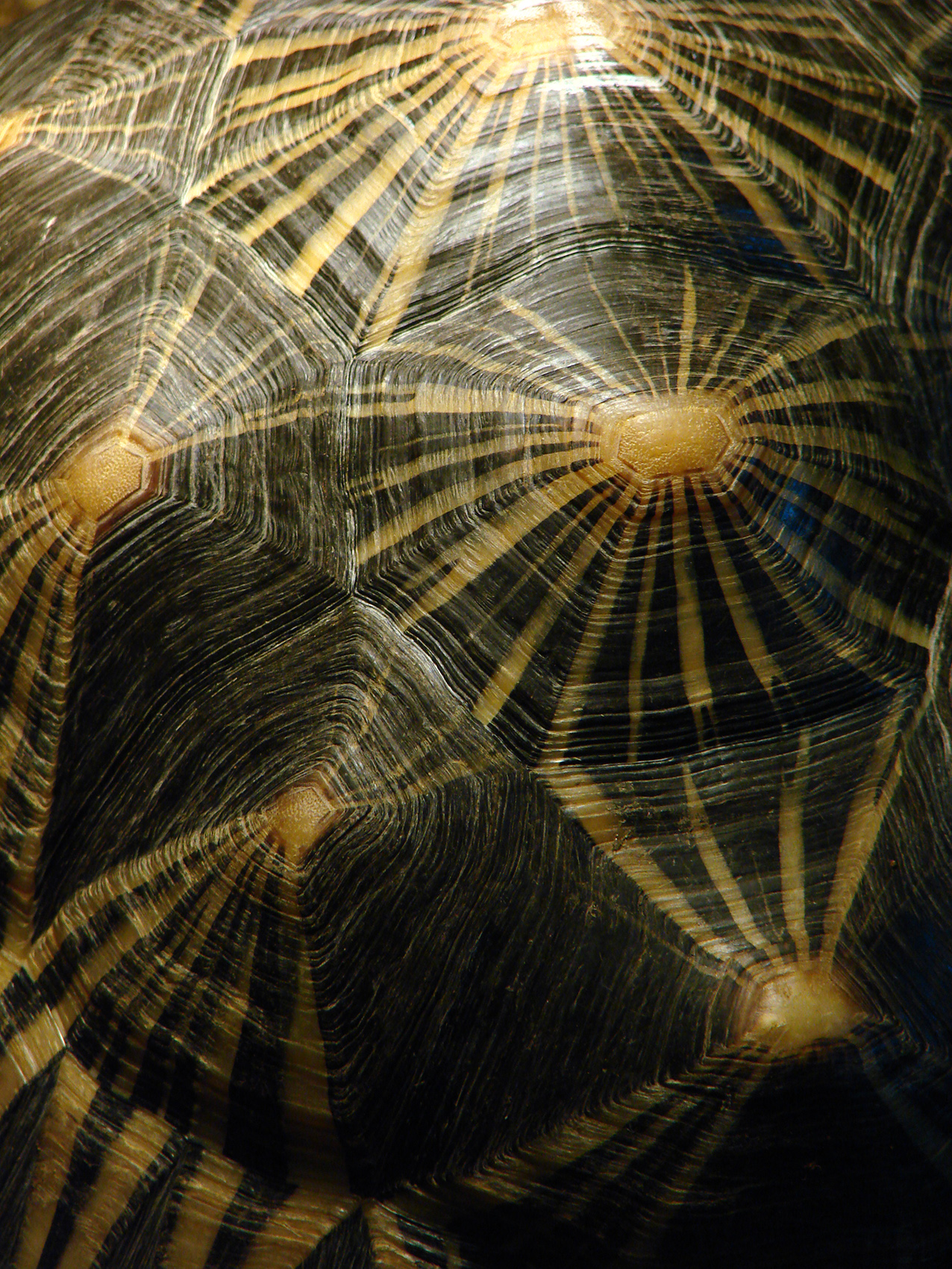
Détail carapace d'Astrochelys radiata.

Quelque 16 espèces de tortues vivent à Madagascar, réparties dans 12 genres et 5 familles. Cinq espèces sont marines, avec une distribution cosmopolite dans les différents océans du monde, comme Chelonia mydas. Quatre espèces, d'origine africaine, ont été introduites par l'Homme, et sept autres sont endémiques de Madagascar. Comme dans de nombreux pays, les tortues de Madagascar sont très menacées par les pratiques agricoles et l'exploitation non durable des forêts qui détruisent leurs habitats naturels.
Le terme de Tortue terrestre ne s'applique véritablement qu'aux tortues de la famille des Testudinidae. Cette famille est représentée à Madagascar par 4 espèces endémiques (Astrochelys radiata, A.yniphora, Pyxis arachnoides et P. planicauda), par une espèce originaire d'Afrique et probablement introduite à Madagascar (Kinixys belliana), et par deux espèces de tortues géantes éteintes (Dipsochelys abrupta et Dipsochelys grandidieri). Ces deux dernières espèces occupaient autrefois le centre et l'ouest de l'île, puis s’éteignirent, comme de nombreux autres grands herbivores, au cours de la période d'extinction de la mégafaune de Madagascar qui a commencé il y a deux millénaires.
Toutes les tortues de cette famille privilégient un régime végétarien, mais elles peuvent aussi manger des insectes, des vers, des mollusques, des charognes ou des excréments. Principalement actives le matin et en fin d'après midi, ces tortues survivent à la saison sèche prolongée en s'enterrant dans le sol.
Les deux tortues du genre Pyxis, qui vivent dans le sud aride de Madagascar, estivent durant la majeure partie de l'année en se réfugiant dans des terriers. Dès que la saison des pluies commence, elles sortent de leur cachette et n'ont alors que quelques semaines pour se nourrir, se reproduire et pondre, avant le retour des chaleurs.
Astrochelys radiata est aussi distribuée dans les régions arides de sud-ouest de l'île, où elle constitue encore un mets apprécié des populations locales. Gravement menacée d'extinction, elle est inscrite à l'annexe I de la CITES. Au centre-ouest de l'île se rencontre l'espèce voisine Astrochelys yniphora, dite Tortue à soc ou à éperon, aussi nommée Angonoka localement. Le mâle porte sur l'avant du plastron un long éperon, qui joue un rôle important lors des combats entre mâles rivaux pendant la saison de reproduction. Cette espèce est également en danger critique d'extinction.
Astrochelys radiata et Pyxis arachnoides, bien que sous statut de protection totale, car menacées d'extinction, sont cependant toujours chassées pour être commercialisées, sur l'île ou à l'exportation. De ce fait, des actions de sensibilisation et d'information sont menées envers les populations locales et les touristes par des associations de protection, afin de réduire le braconnage et le trafic, ainsi que des programmes de recensement des espèces et des biotopes, de formation de naturalistes et d'herpétologues, avec le soutien de partenaires institutionnels ou privés.
| Famille des Cheloniidae – 2 genres, 2 espèces |

| Espèce          | Nom vernaculaire | Auteur(s) | Date | Statut | Origine     | Habitat |
| --------------- | ---------------- | --------- | ---- | ------ | ----------- | ------- |
| Caretta caretta | Tortue Caouanne  | Linnaeus  | 1758 | (EN)   | Cosmopolite | Marin   |
| Chelonia mydas  | Tortue verte     | Linnaeus  | 1758 | (EN)   | Cosmopolite | Marin   |

| Famille des Podocnemididae – 2 genres, 2 espèces |

| Espèce                 | Nom vernaculaire | Auteur(s)   | Date | Statut | Origine     | Habitat |
| ---------------------- | ---------------- | ----------- | ---- | ------ | ----------- | ------- |
| Eretmochelys imbricata | Tortue imbriquée | Linnaeus    | 1766 | (CR)   | Cosmopolite | Marin   |
| Lepidochelys olivacea  | Tortue olivâtre  | Eschscholtz | 1829 | (VU)   | Cosmopolite | Marin   |

| Famille des Dermochelyidae – 2 genres, 2 espèces |

| Espèce                        | Nom vernaculaire          | Auteur(s)  | Date | Statut | Origine     | Habitat                         |
| ----------------------------- | ------------------------- | ---------- | ---- | ------ | ----------- | ------------------------------- |
| Dermochelys coriacea          | Tortue luth               | Linnaeus   | 1766 | (CR)   | Cosmopolite | Marin                           |
| Erymnochelys madagascariensis | Podocnémide De Madagascar | Grandidier | 1867 | (CR)   | Madagascar  | Semi-aquatique / Régions sèches |

| Famille des Pelomedusidae – 2 genres, 3 espèces |

| Espèce                           | Nom vernaculaire             | Auteur(s) | Date | Statut | Origine              | Habitat        |
| -------------------------------- | ---------------------------- | --------- | ---- | ------ | -------------------- | -------------- |
| Pelomedusa subrufa               | Tortue à cou caché d’Afrique | Lacepède  | 1788 | (LC)   | Afrique - Introduite | Semi-aquatique |
| Pelusios castanoides castanoides |                              | Hewitt    | 1931 | (LC)   | Afrique - Introduite | Semi-aquatique |
| Pelusios subniger                | Peluse noirâtre              | Lacepède  | 1788 | (LC)   | Afrique - Introduite | Semi-aquatique |

| Famille des Testudinidae – 4 genres, 7 espèces |

| Espèce                  | Nom vernaculaire             | Auteur(s)  | Date | Statut | Origine             | Habitat                           |
| ----------------------- | ---------------------------- | ---------- | ---- | ------ | ------------------- | --------------------------------- |
| Dipsochelys abrupta     | *                            | Grandidier | 1866 | (EX)   | Madagascar          | Régions humides                   |
| Dipsochelys grandidieri | *                            | Vaillant   | 1885 | (EX)   | Madagascar          | Régions sèches                    |
| Astrochelys radiata     | Tortue étoilée de Madagascar | Shaw       | 1802 | (CR)   | Madagascar          | Milieux arides et secs            |
| Astrochelys yniphora    | Tortue angonoka              | Vaillant   | 1885 | (CR)   | Madagascar          | Mangrove et forêt sèche           |
| Kinixys belliana        | Tortue articulée de Bell     | Gray       | 1831 | (LC)   | Afrique - Introduit | Régions sèches et humides au Nord |
| Pyxis arachnoides       | Tortue araignée              | Bell       | 1827 | (CR)   | Madagascar          | Milieux arides du Sud             |
| Pyxis planicauda        | Pyxide à queue plate         | Grandidier | 1867 | (CR)   | Madagascar          | Milieux arides du Sud             |

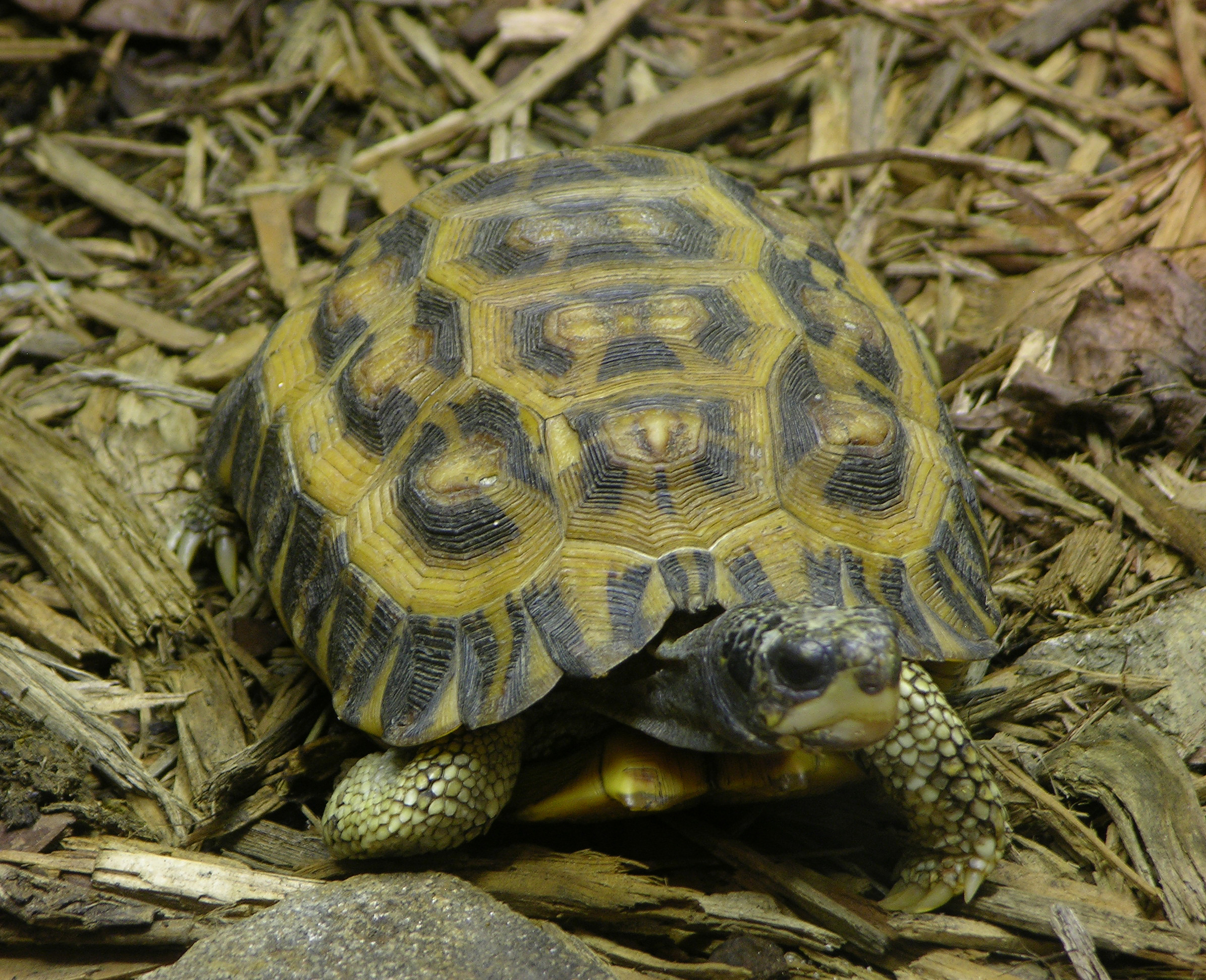
Pyxis planicauda.
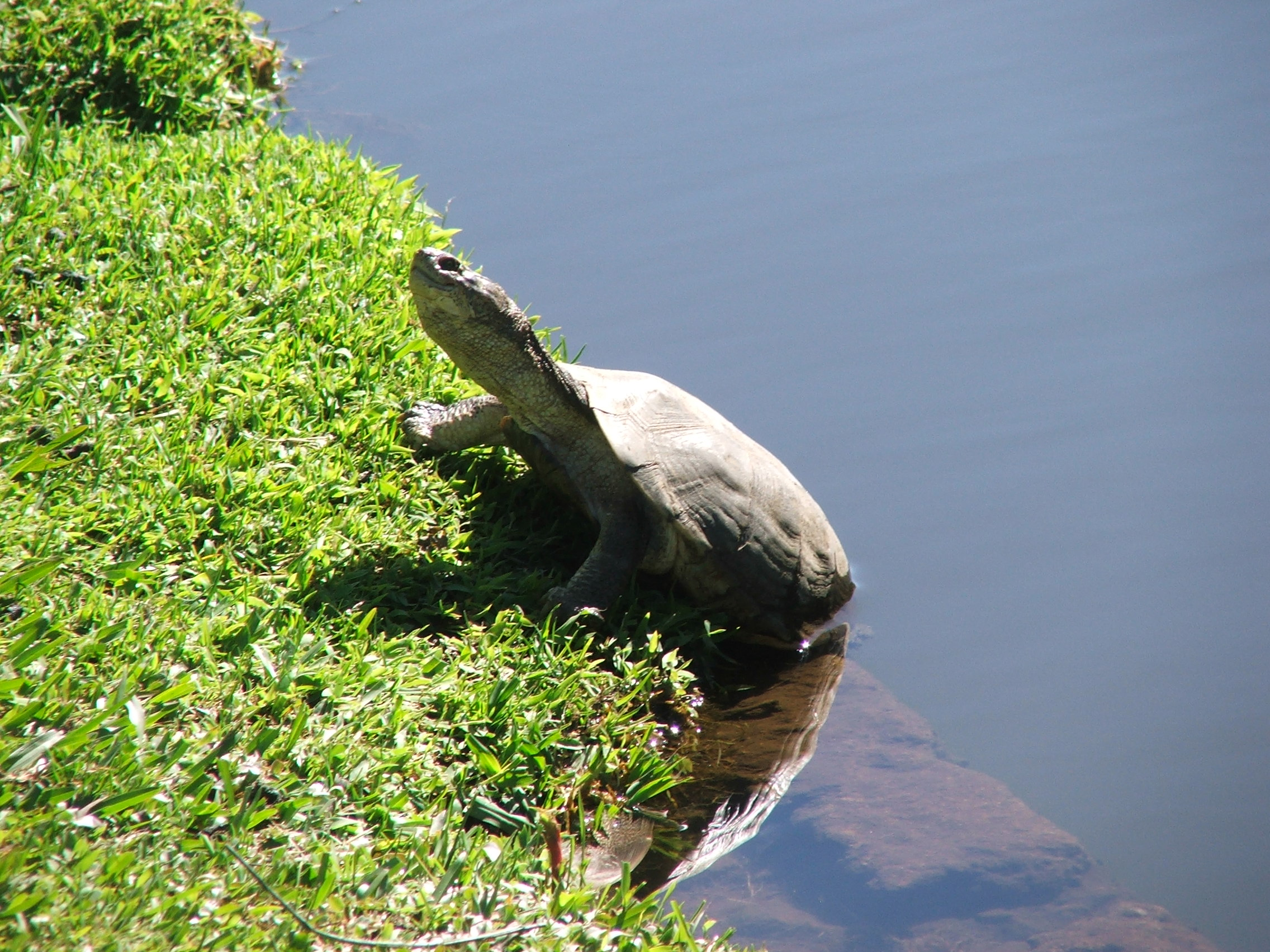
Pelomedusa subrufa.
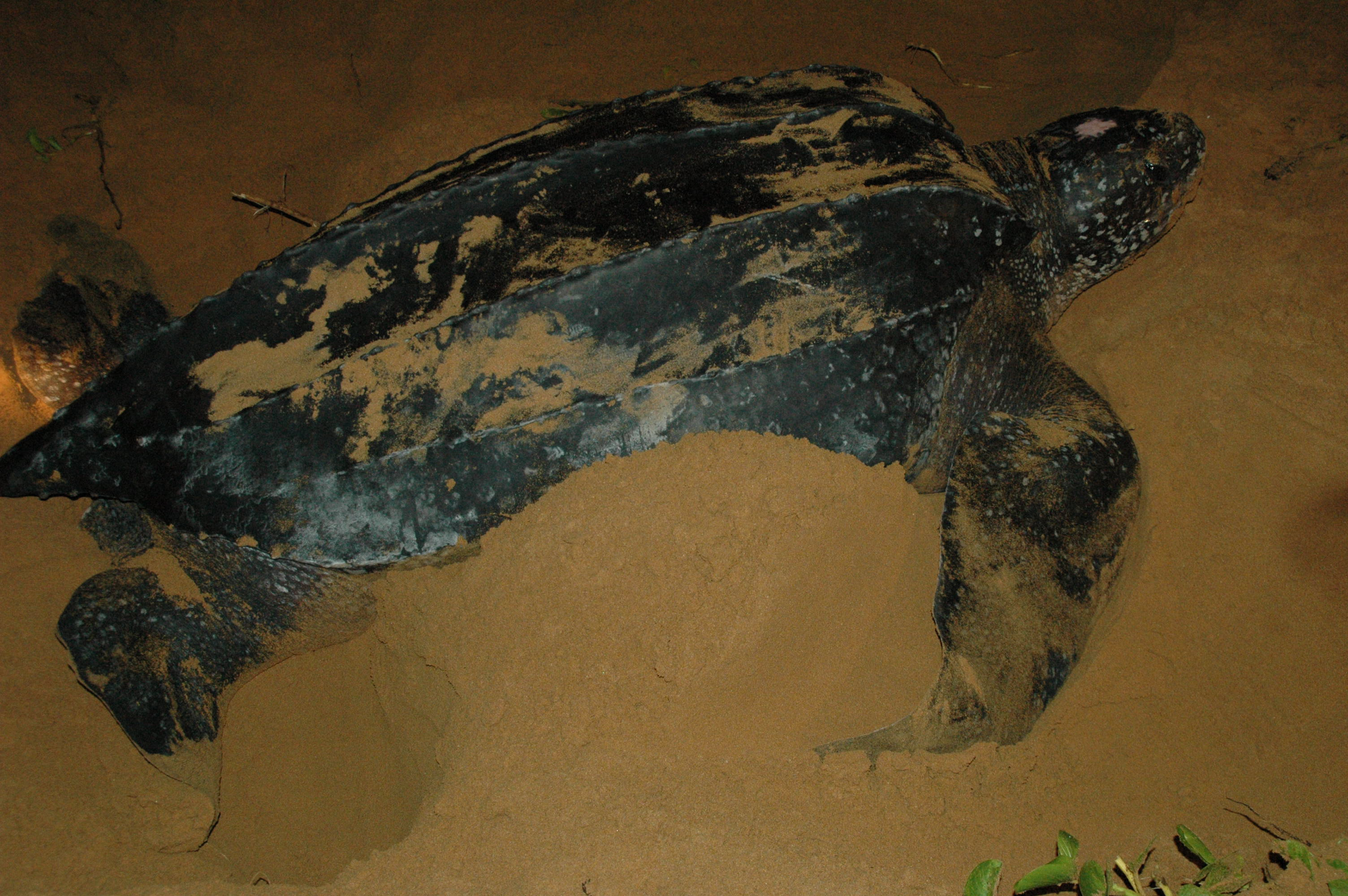
Dermochelys coriacea.
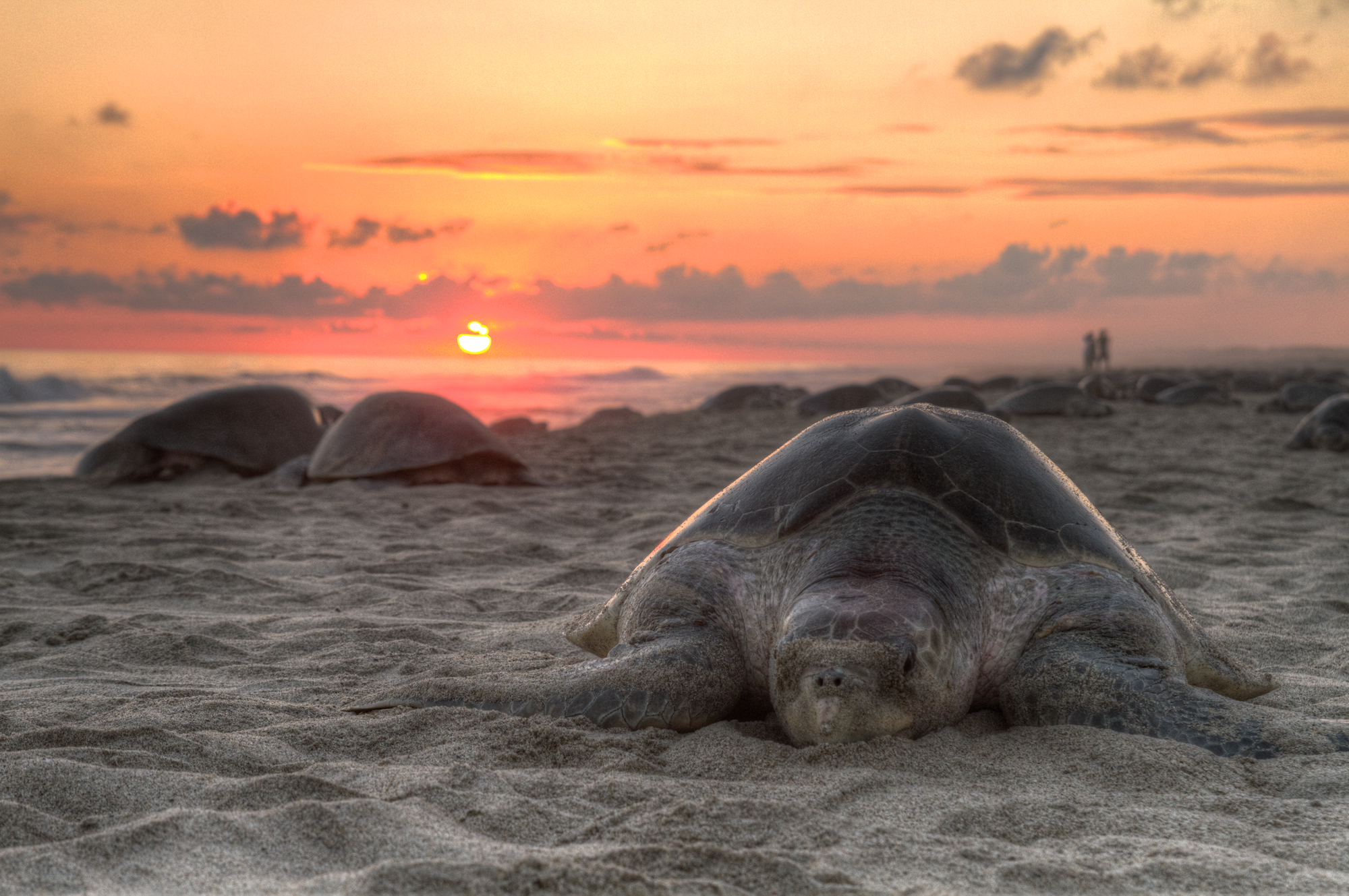
Lepidochelys olivacea.
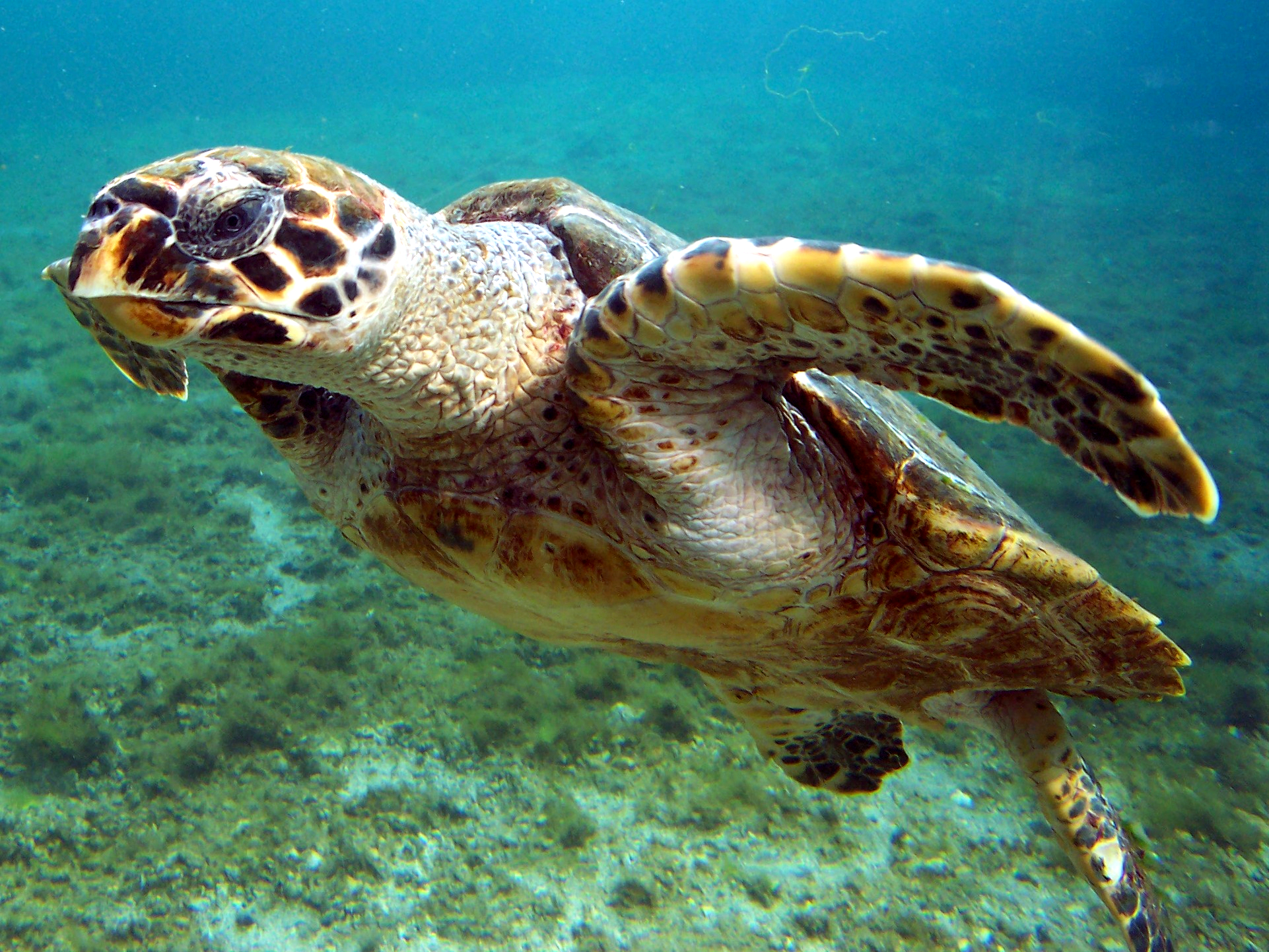
Eretmochelys imbricata.
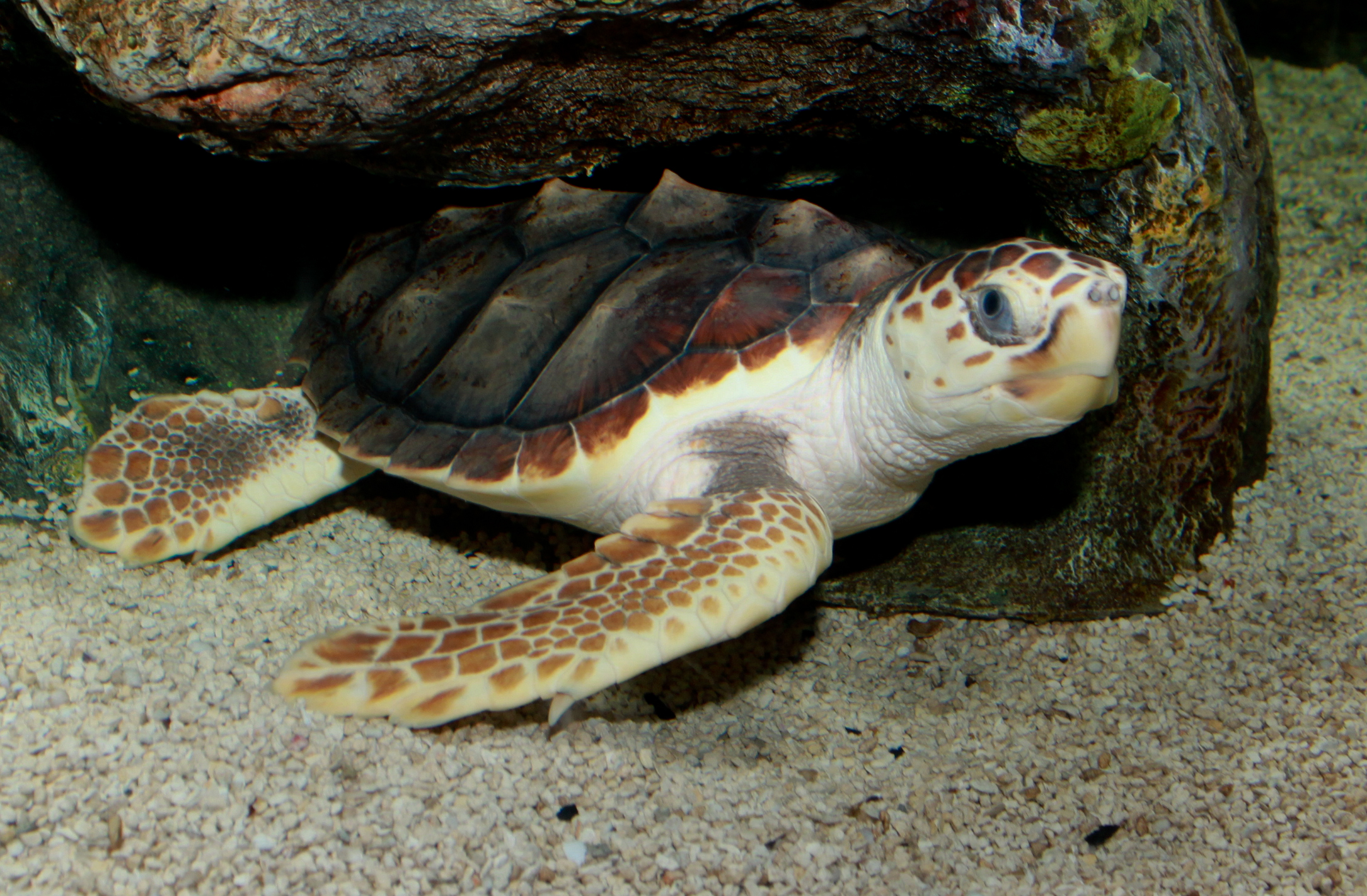
Caretta caretta.
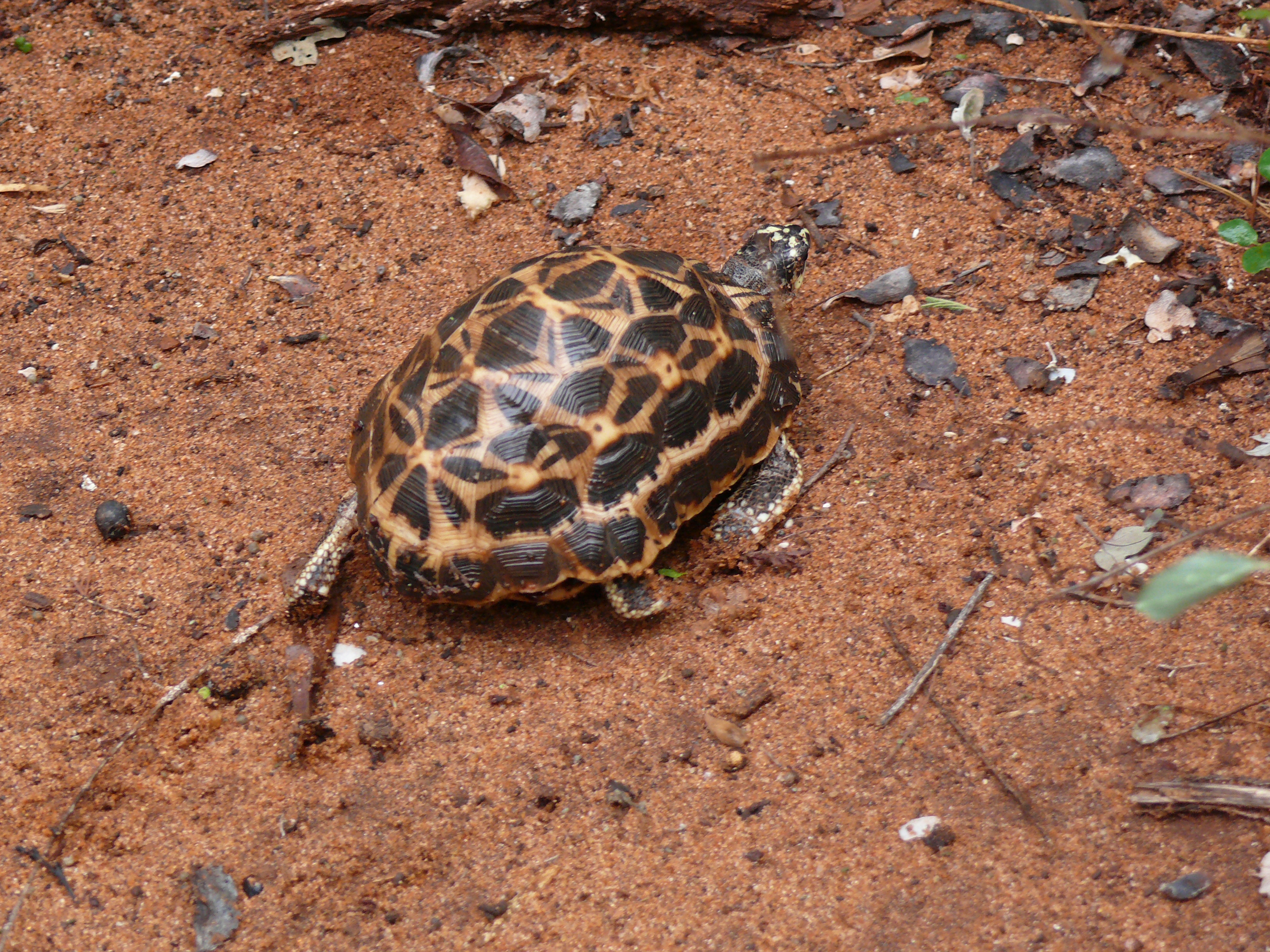
Pyxis arachnoides.
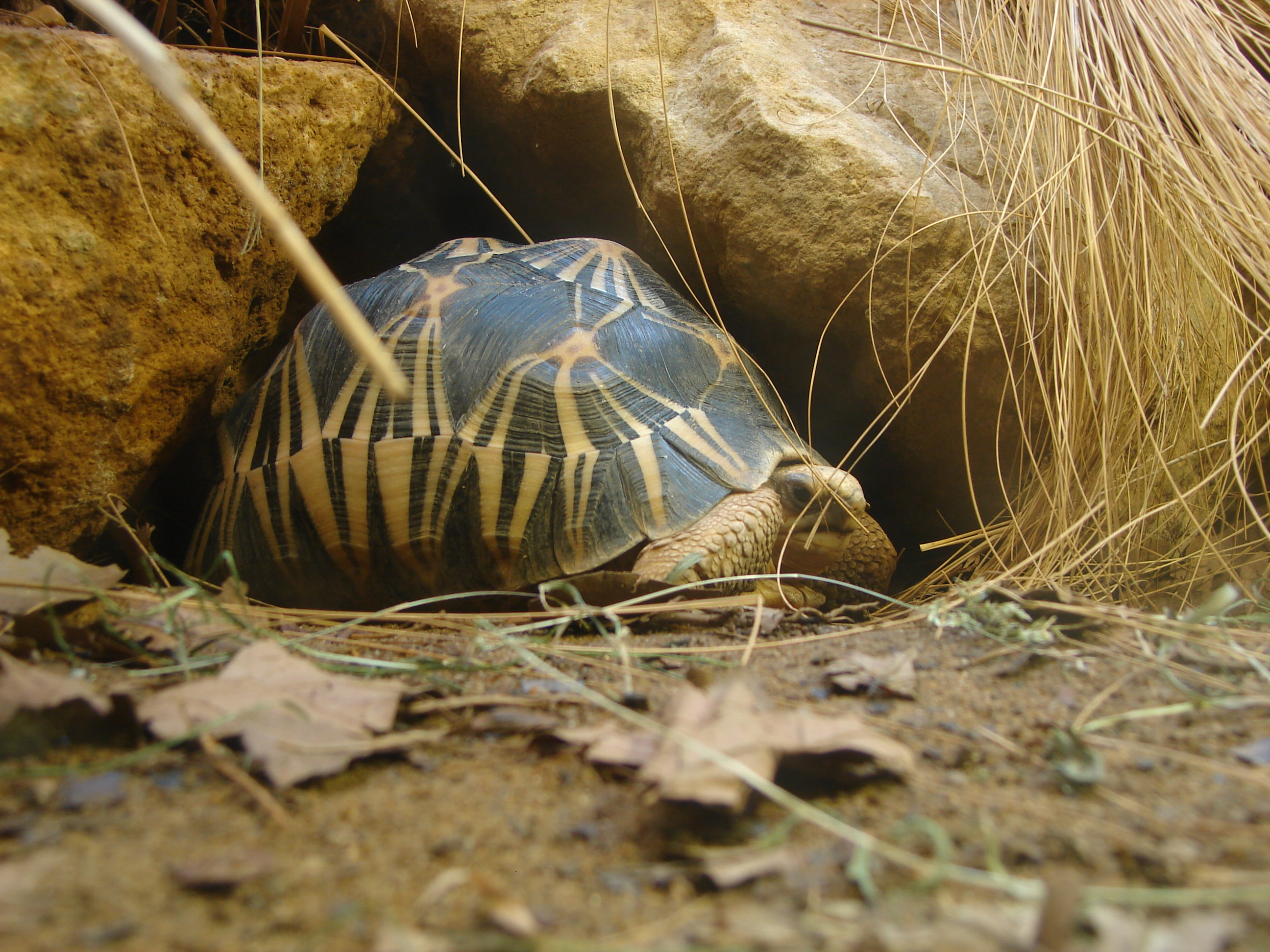
Astrochelys radiata.

### Serpents
Madagascar abrite de nombreuses espèces de serpents, dont la plupart sont endémiques de l'île : on en dénombre à l'heure actuelle 99, réparties dans 27 genres.
Les genres les plus diversifiés sont : Pseudoxyrhopus (11 espèces, toutes endémiques), Liophidium (9 espèces), Lycodryas (8 espèces), Liopholidophis (8 espèces, toutes endémiques), Madatyphlops (8 espèces) et Compsophis (7 espèces, toutes endémiques également).
Cinq espèces appartiennent à la famille des Typhlopidae : une des particularités de ces serpents, outre d'être aveugles et couverts d'écailles toutes identiques, est d'être nommés serpents-minute, appellation souvent comprise à tort comme « au venin rapidement mortel », alors qu'elle désigne leur petite taille (minutus, petit en latin).
Il est notable également que quatre espèces de boas (famille des Boidae), toutes endémiques, soient présentes sur l'île. Deux espèces du genre Acrantophis sont nommées Boas terrestres de Madagascar : Acrantophis madagascariensis, qui mesure entre 2,5 et 3 m, et Acrantophis dumerili (environ 2 m). Deux autres espèces, du genre Sanzinia, sont des boas arboricoles : Sanzinia madagascariensis et Sanzinia volontany.
Cependant, malgré l'extrême diversité de ces espèces, dont toutes ne sont pas encore répertoriées, le risque d'extinction augmente, devant la destruction des habitats due à la déforestation accélérée par des pratiques agricoles intensives. Or, l'endémisme de nombre d'espèces, absentes des autres régions du globe, donne un caractère d'urgence à tout plan de sauvegarde de l'écosystème visant la réussite.
Selon les connaissances actuelles, aucun des serpents présents à Madagascar n'est réellement dangereux pour les humains, y compris Hydrophis platurus, serpent marin noir et jaune venimeux vivant exclusivement dans l'eau de mer.

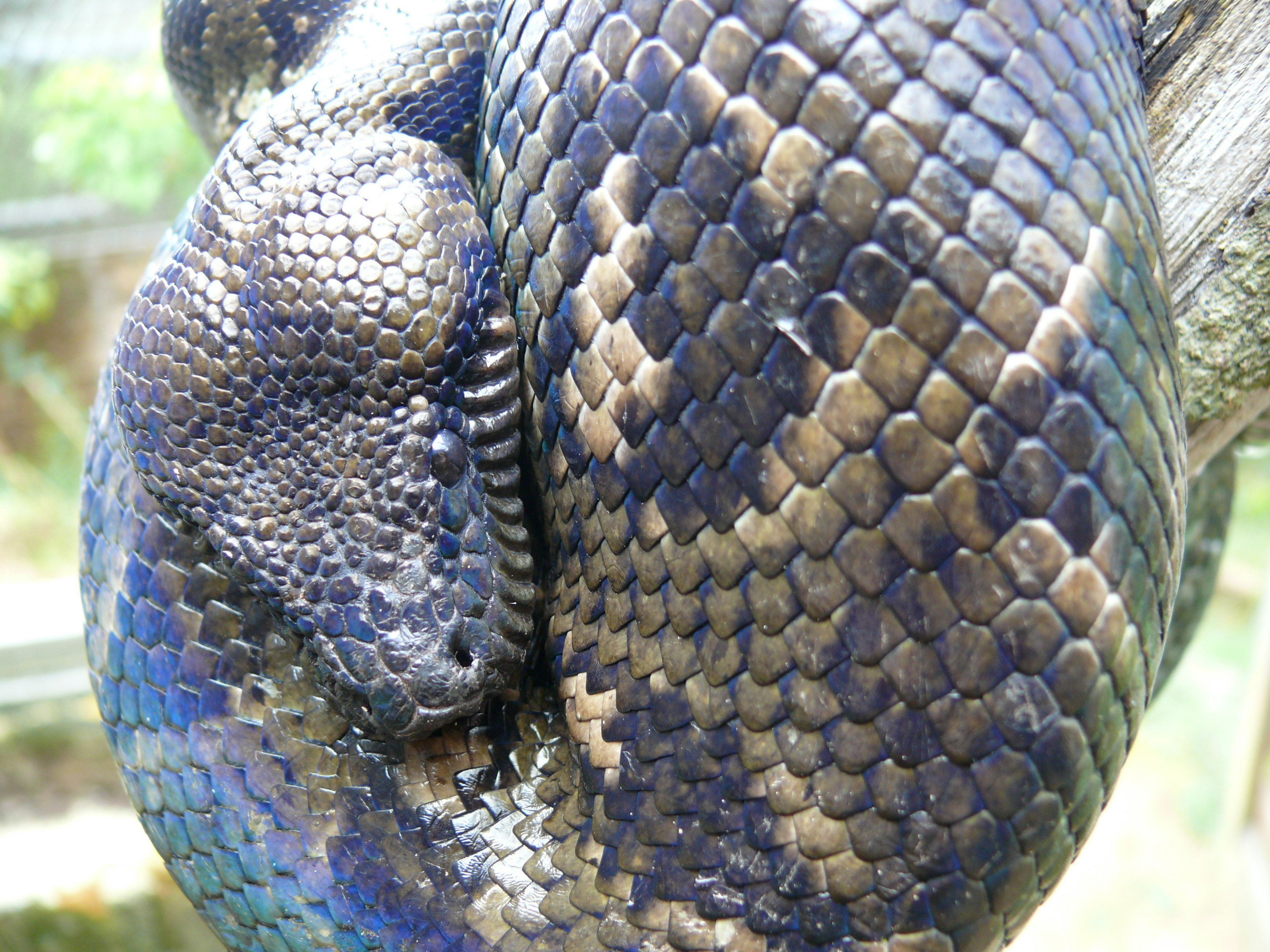
Sanzinia madagascariensis.
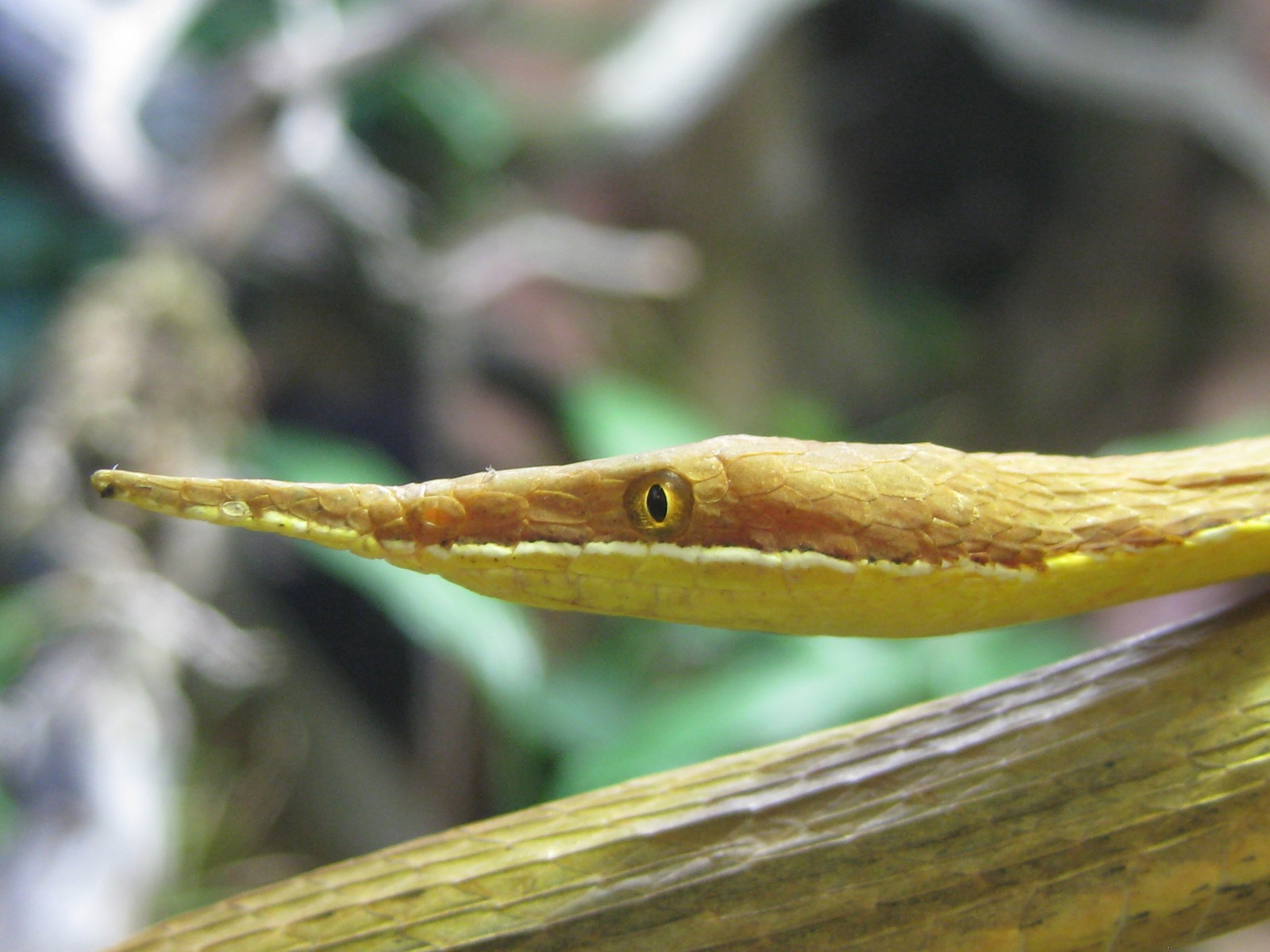
Langaha madagascariensis.
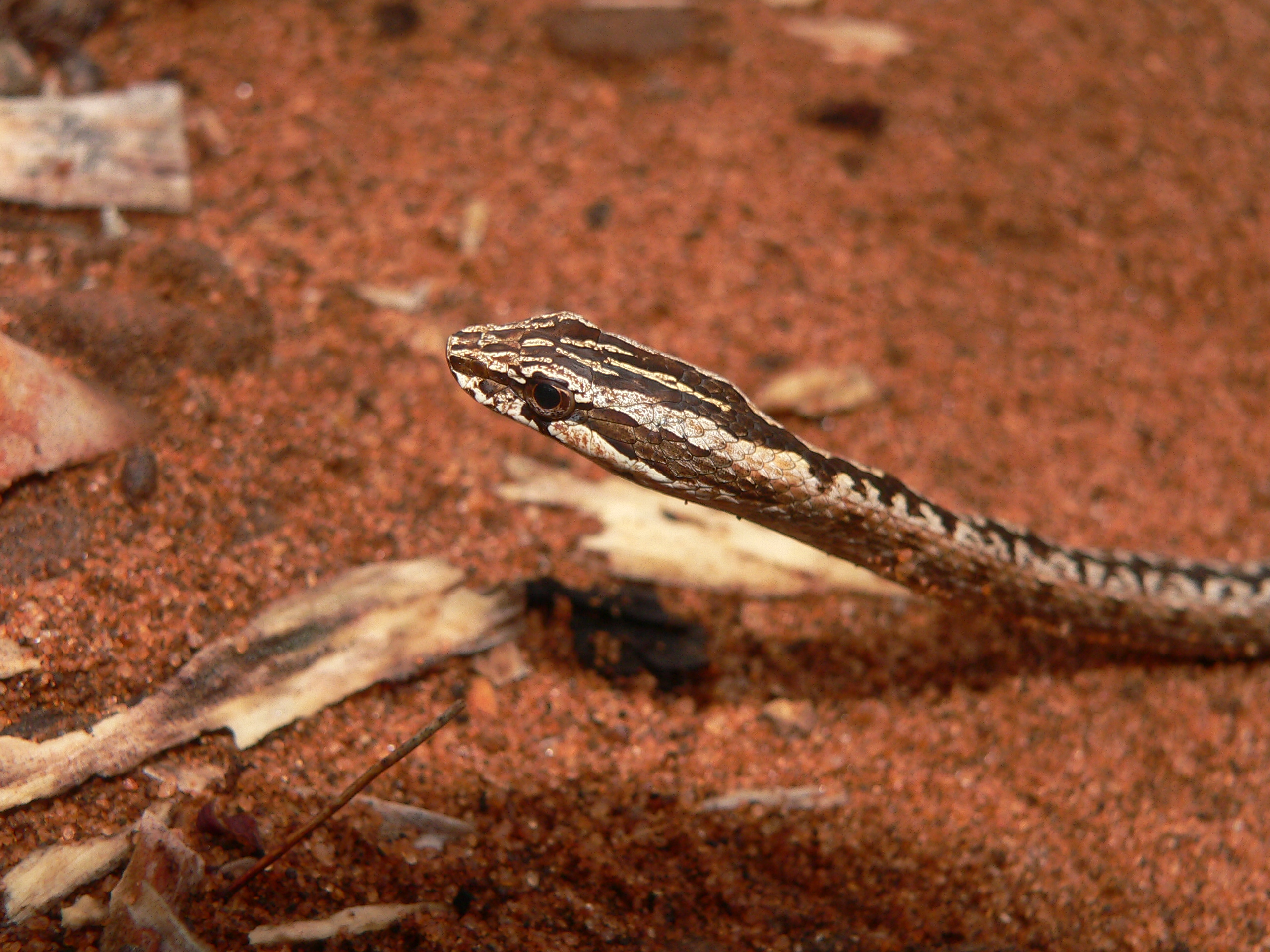
Mimophis mahfalensis.
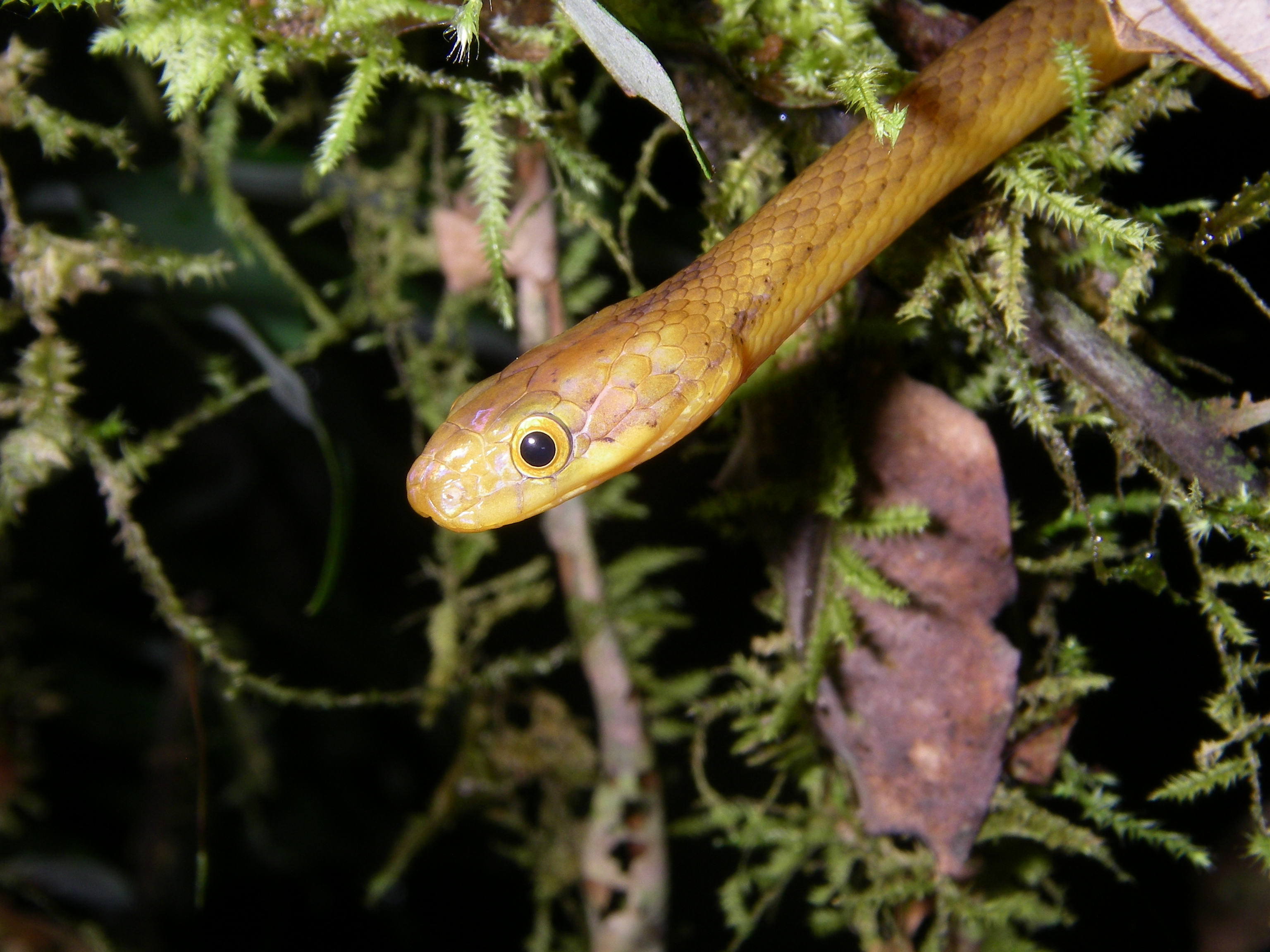
Compsophis laphystius.
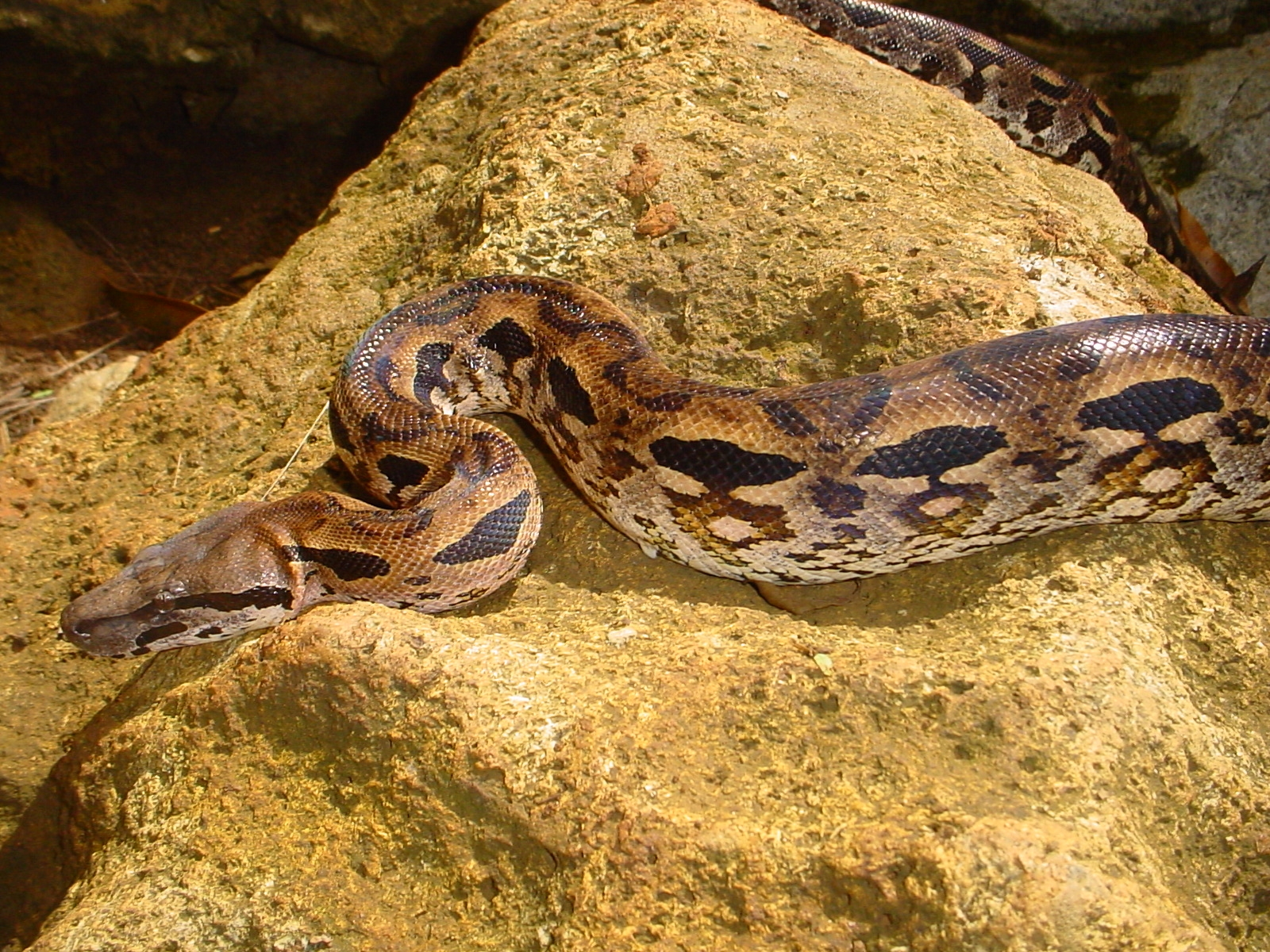
Acrantophis madagascariensis.
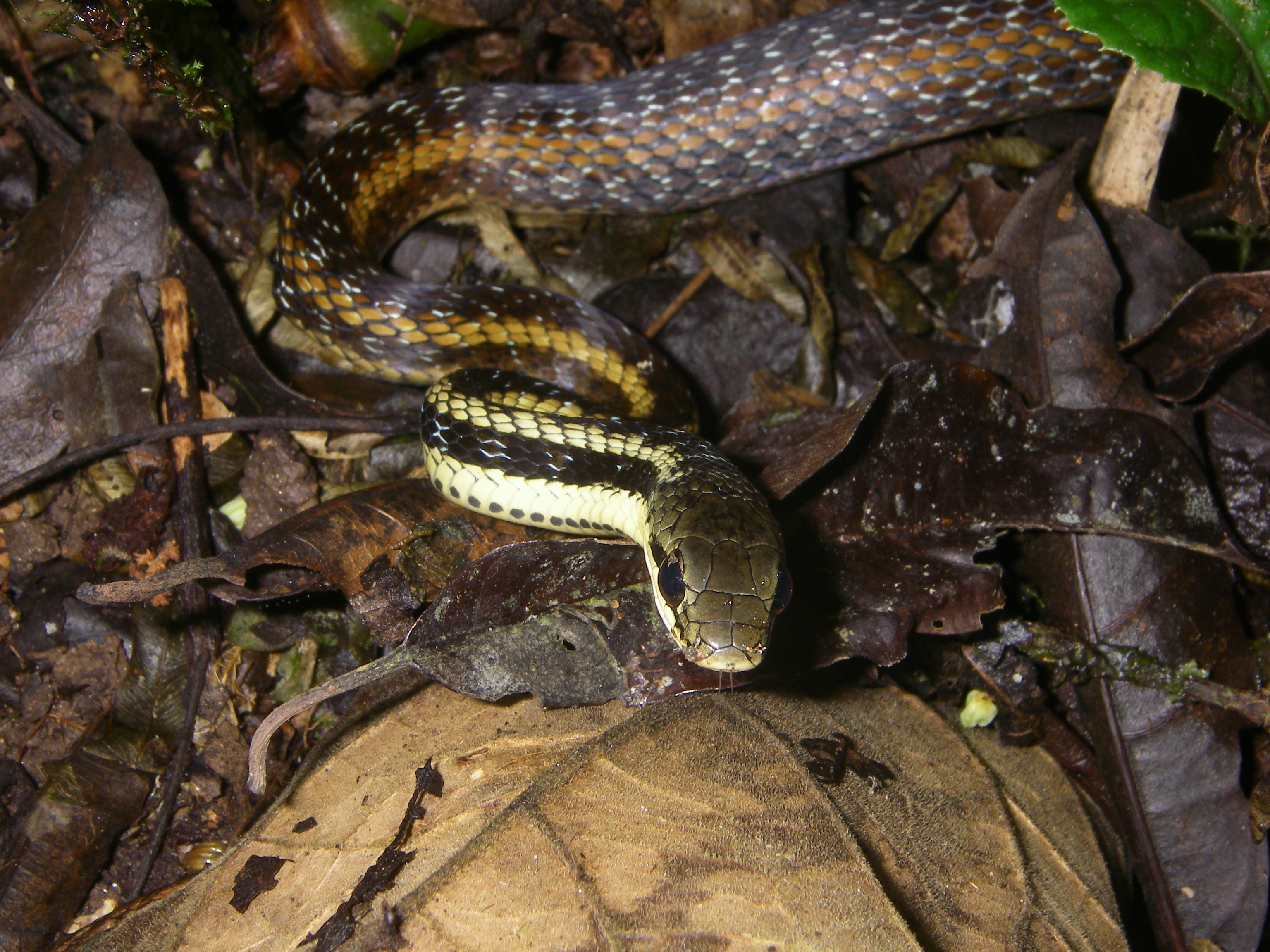
Thamnosophis epistibes.
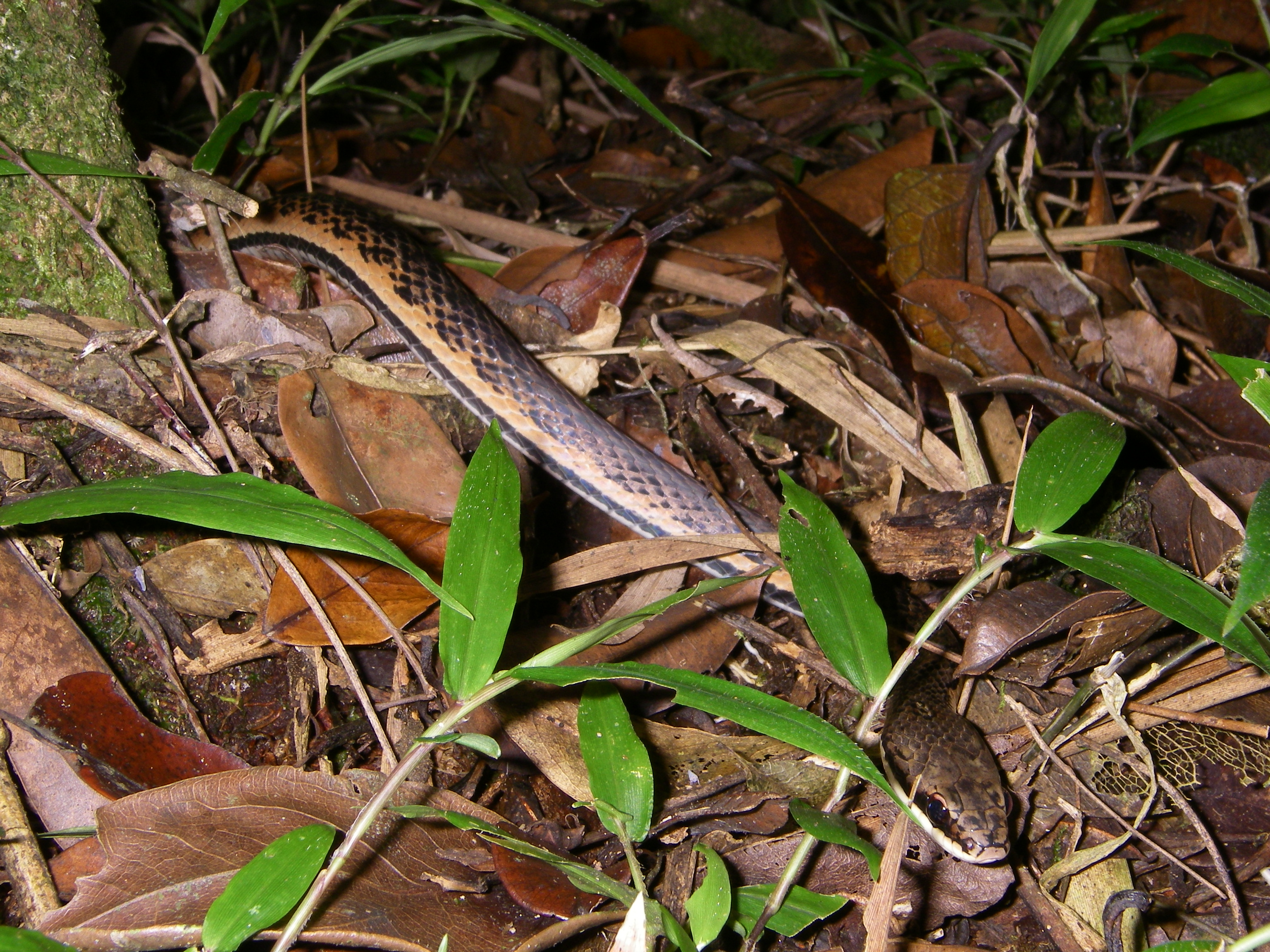
Liopholidophis dolicocercus.
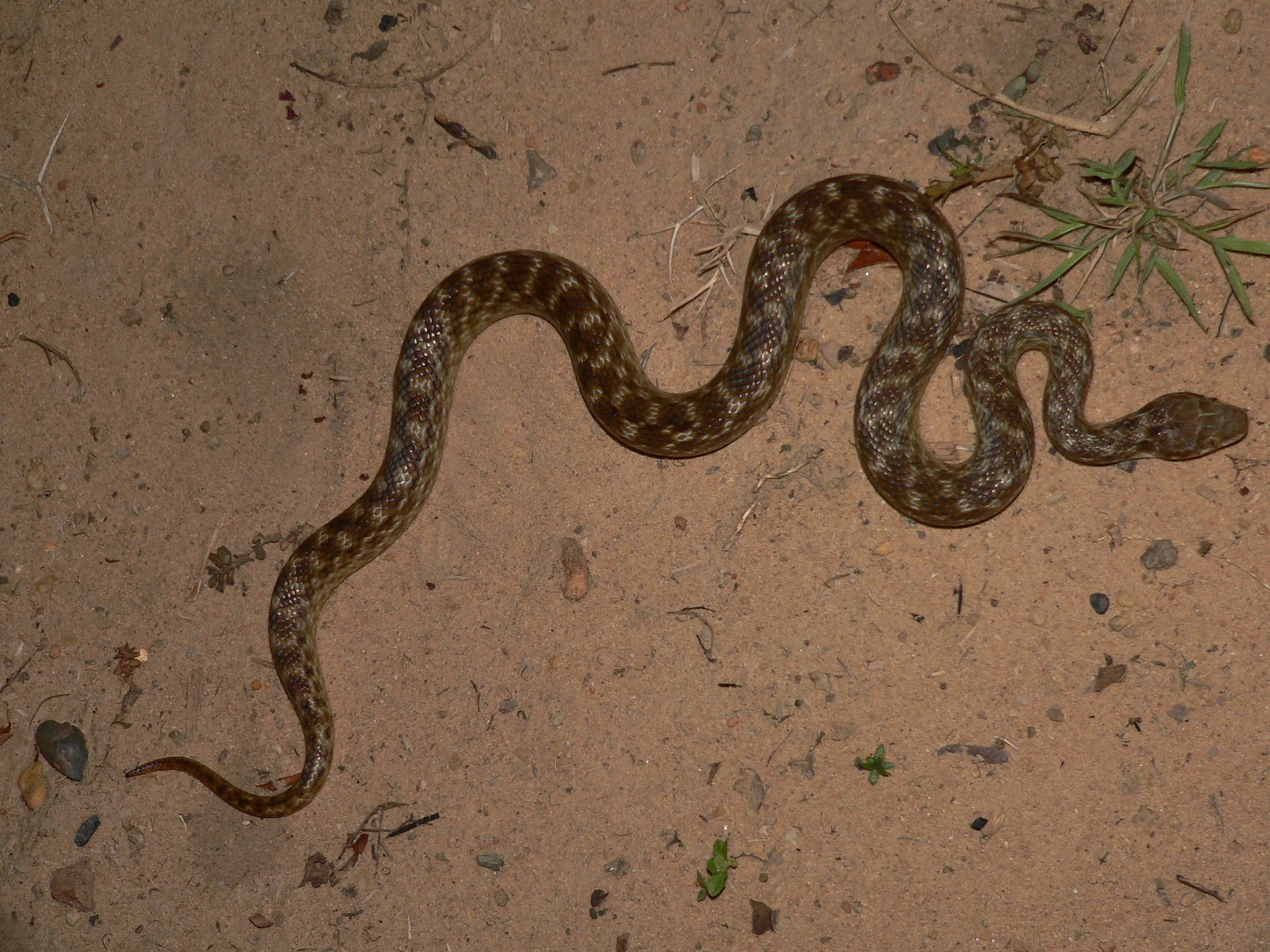
Madagascarophis colubrinus.

### Lézards

#### Chamaeleonidae -Caméléons

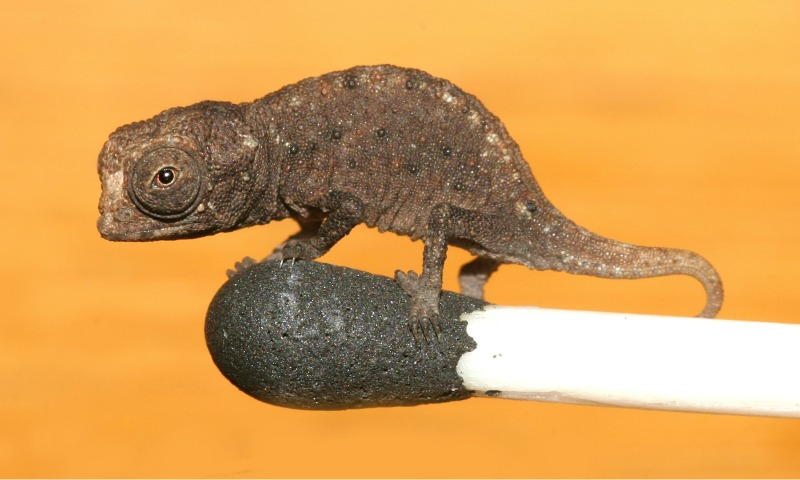
Brookesia micra.

Madagascar abrite les deux tiers des caméléons présents dans le monde, avec là encore de nombreux spécimens endémiques, tel le caméléon panthère, Furcifer pardalis, qui témoigne d'un exceptionnel dimorphisme sexuel (le mâle est vert avec des taches rouges et jaunes, alors que la femelle est orange mouchetée de noir).
Les Chamaeleonidae (197 espèces) constituent la plus spécialisée des familles de Lézards Sauriens. Ils sont proches des Agaminae, dont ils partagent certains caractères anatomiques et comportementaux, comme une denture acrodonte (dents sans racines, sur le rebord de la mâchoire). Les caméléons se distinguent par un corps comprimé latéralement, une queue préhensile, des doigts partiellement soudés, ainsi que des yeux saillants et mobiles indépendamment, leur conférant une très bonne appréhension du relief et des distances. Leur langue est protractile : projetée en quelques dixièmes de seconde, elle leur sert à capturer de petites proies, principalement des arthropodes, mais certaines des espèces les plus grosses peuvent aussi capturer de petits oiseaux et mammifères.

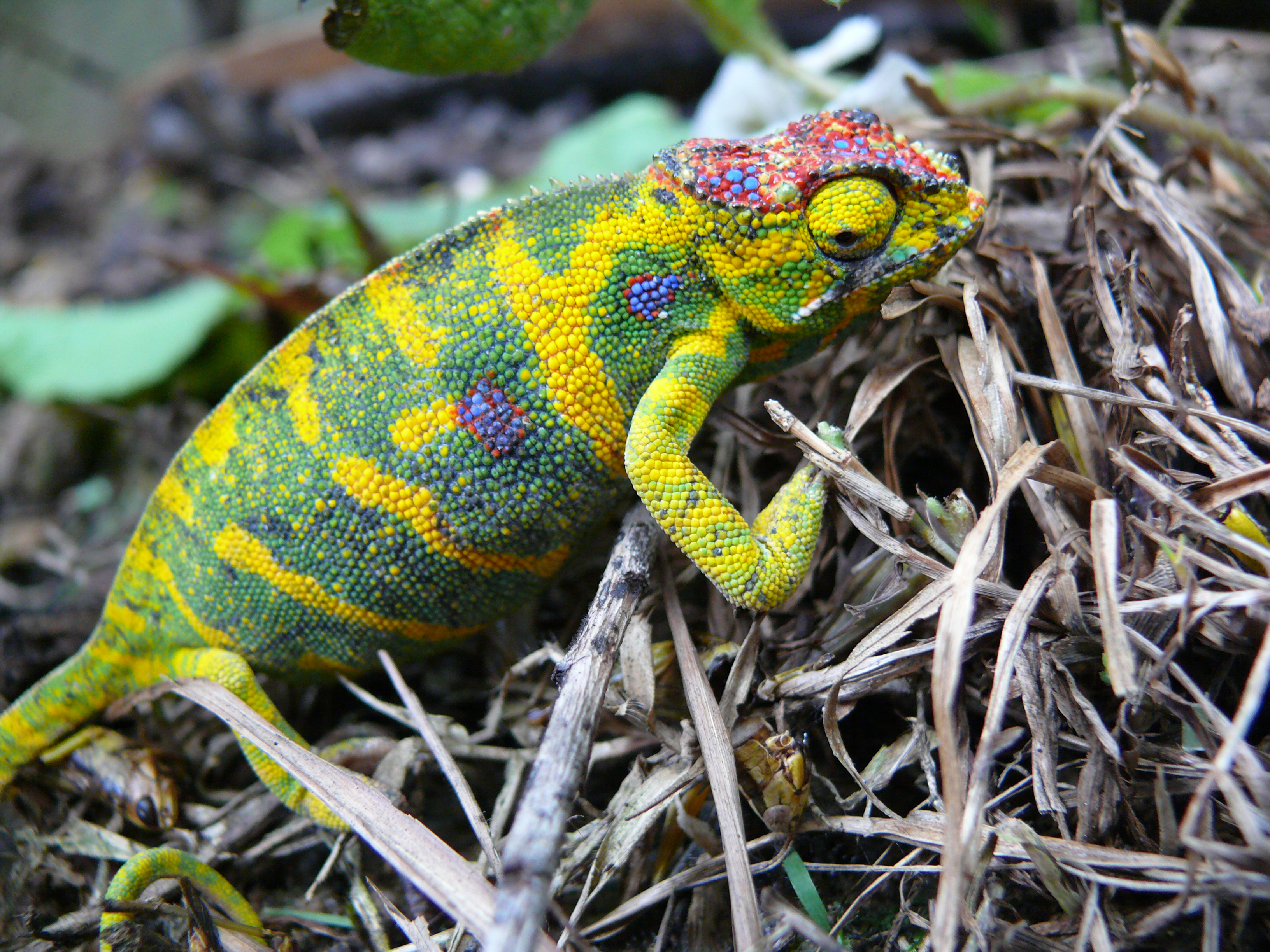
Furcifer minor.

Un autre trait bien connu des caméléons est leur capacité à changer de couleur. En plus de leur permettre de se fondre dans le paysage, les changements de couleurs sont aussi associés à la température et au comportement, notamment lors des combats entre mâles et représente un avantage non négligeable pour chasser ou éviter les prédateurs.
Les caméléons de Madagascar sont répartis dans trois genres endémiques (Brookesia, Calumma et Furcifer) soit 84 espèces.
Le genre Brookesia (Caméléons nains) accueille le plus petit caméléon du monde (25 mm de long) Brookesia micra, découvert en 2007 et décrit en 2012. Les individus du genre Brookesia, qui n'ont pas de queue préhensile comme les autres caméléons, sont difficiles à apercevoir en raison d'étonnantes capacités à se fondre dans leur environnement. Ils sont principalement terrestres alors que les autres caméléons sont plutôt arboricoles. Ces petits caméléons (la plus grosse espèce Brookesia perarmata ne dépasse pas 11 cm) à queue courte ont des livrées tachées de brun et de gris avec parfois des excroissances osseuses ou de peaux qui masquent leur forme. Pour peu qu'ils restent immobiles, le mimétisme avec le support, branches, feuilles mortes au sol ou mousses sur les troncs est quasi parfait.

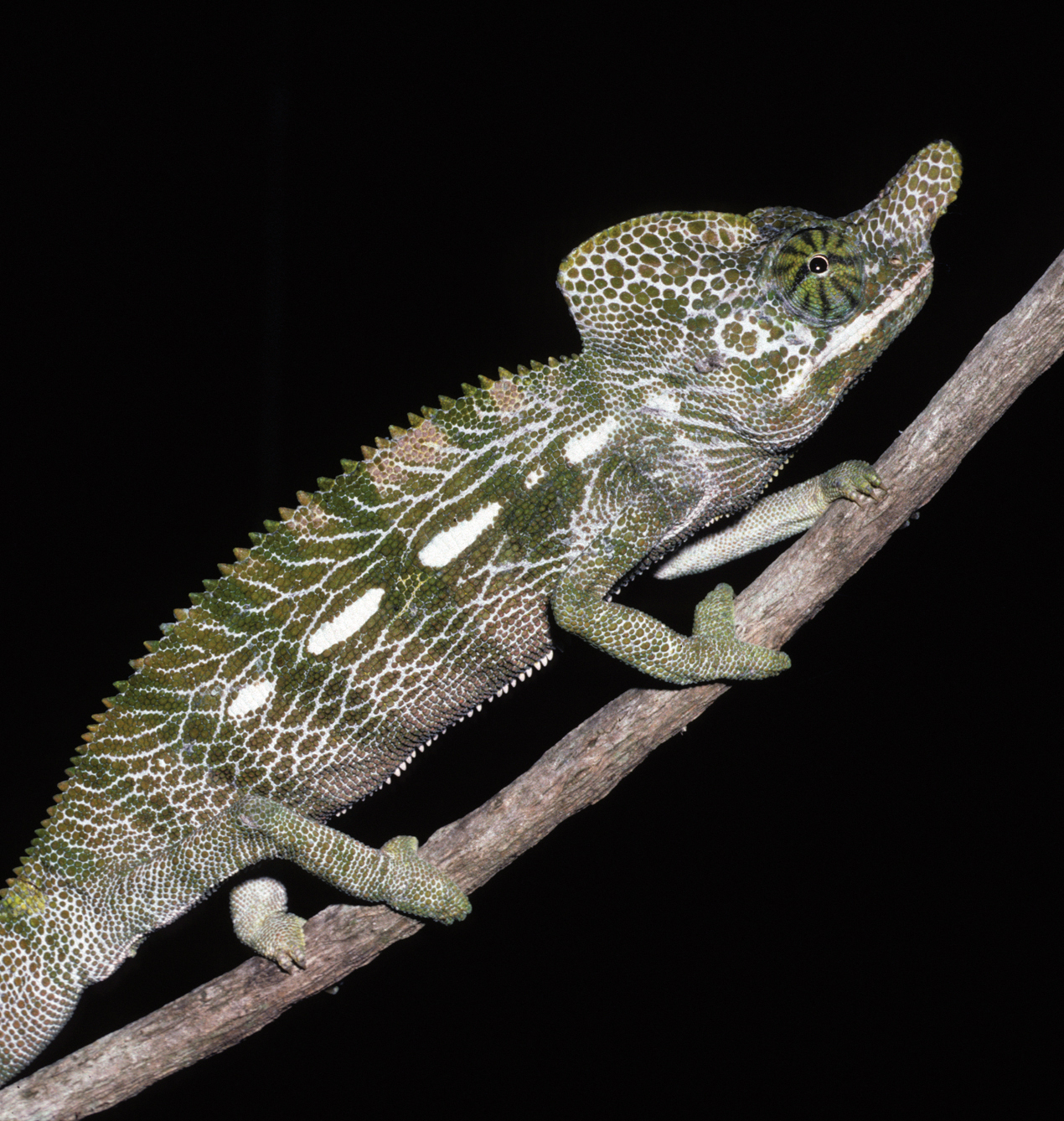
Furcifer labordi.

Brookesia superciliaris est une espèce qui vit au sol dans les forêts pluviales et se confond avec les feuilles mortes. Brookesia stumpffi est une espèce largement répandue. Les caméléons du genre Brookesia passent beaucoup de leur temps allongés le long d'une branche, et leur peau se confond avec l'écorce. Ils ont des comportements de défense étonnants : ils peuvent se laisser tomber et feindre la mort lorsqu'ils sont touchés, ou encore émettre une vibration interne qui peut surprendre les prédateurs et leur faire lâcher prise.
Territoriaux et solitaires, les caméléons de Madagascar montrent un fort taux d'endémisme et les espèces ont souvent des aires de répartition très limitées. La grande majorité d'entre eux occupent des zones forestières en dessous de 1 200 m d'altitude. Peu d'espèces sont présentes aux plus hautes altitudes: Brookesia betschi, Brookesia lolontany, Calumma peyrierasi ou encore Calumma capuroni.
Le genre Calumma est absent des forêts sèches de l'Ouest.
Les caméléons, d'un grand intérêt pour les scientifiques, et très prisés par les touristes, sont devenus d'une grande importance pour le marché international des animaux de compagnie. La plupart des caméléons fournis sur ce marché, exportés de Madagascar, sont des animaux prélevés dans la nature souvent en dehors de tout contrôle. Cette exploitation non durable, ajoutée à la détérioration voire à la disparition de leur habitat, ne fait qu'accentuer la très sérieuse menace qui pèse sur la survie de ces animaux remarquables.

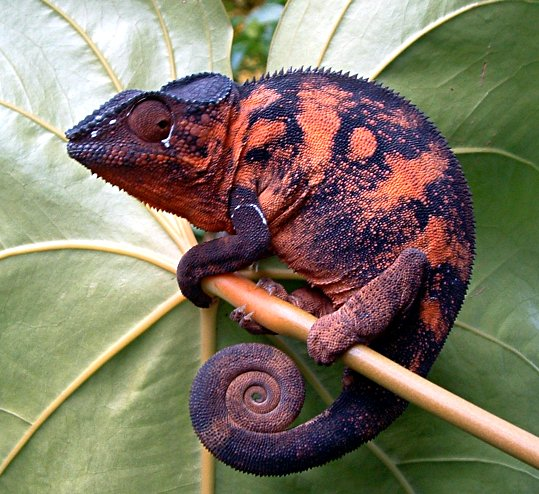
Furcifer pardalis (femelle).
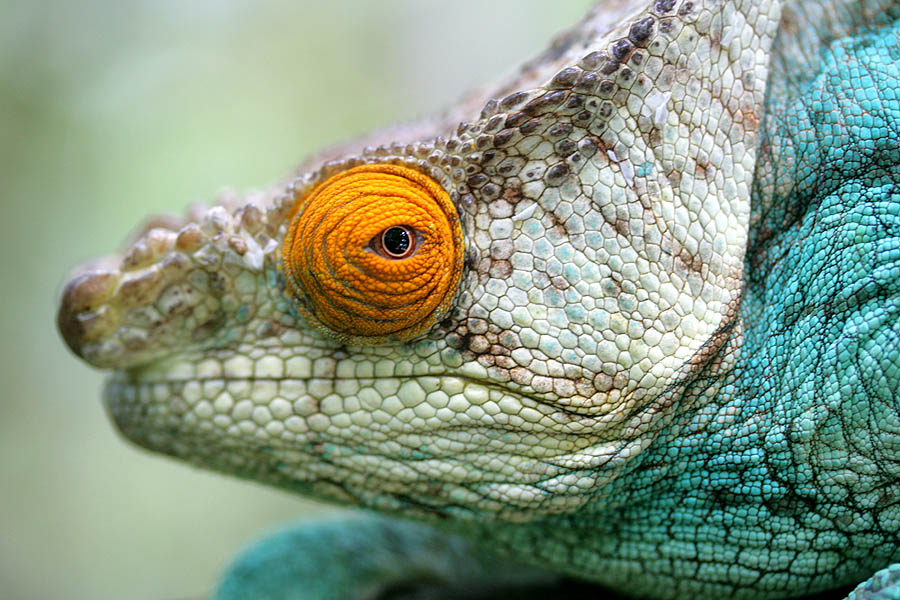
Calumma parsonii.
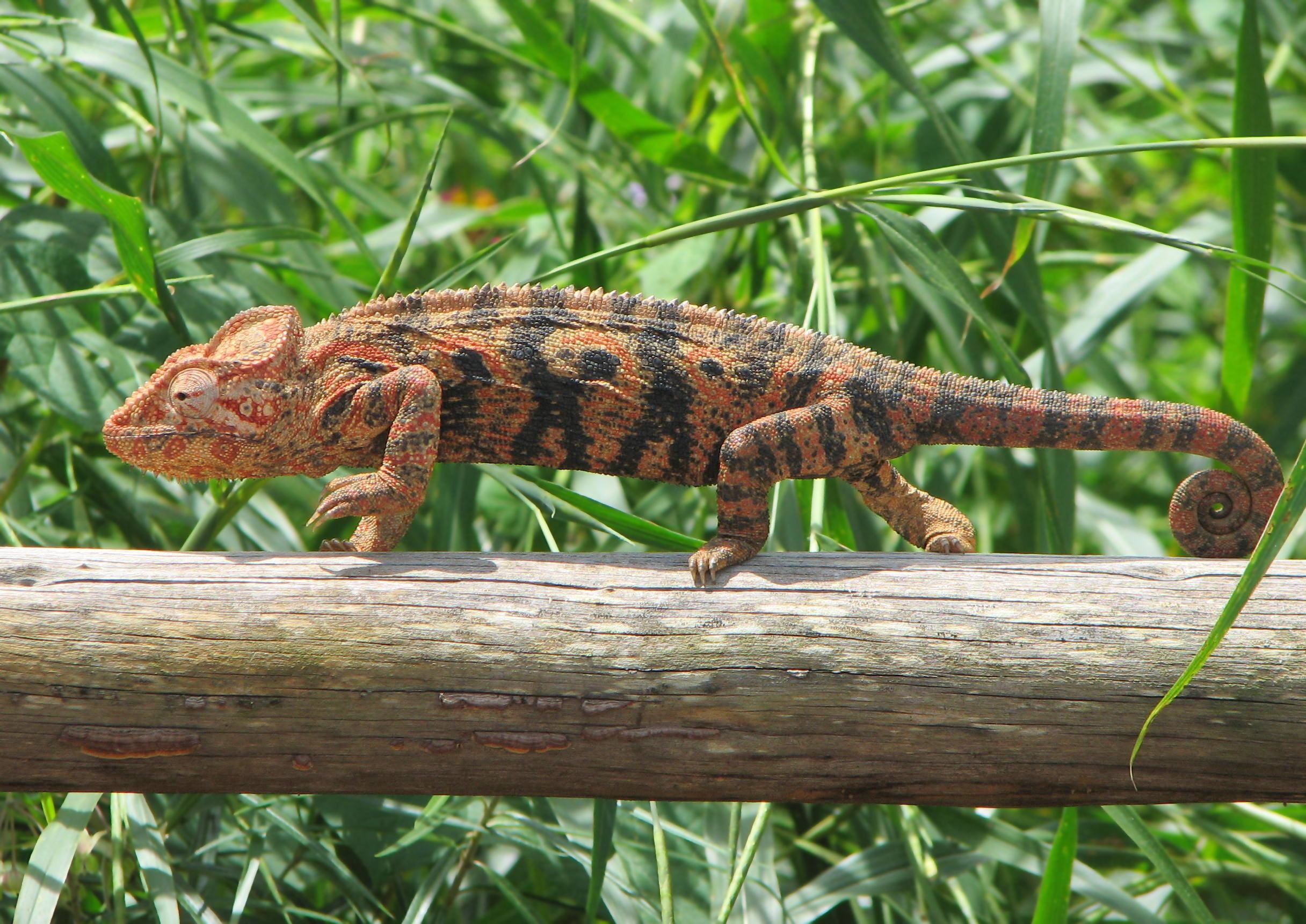
Furcifer oustaleti.
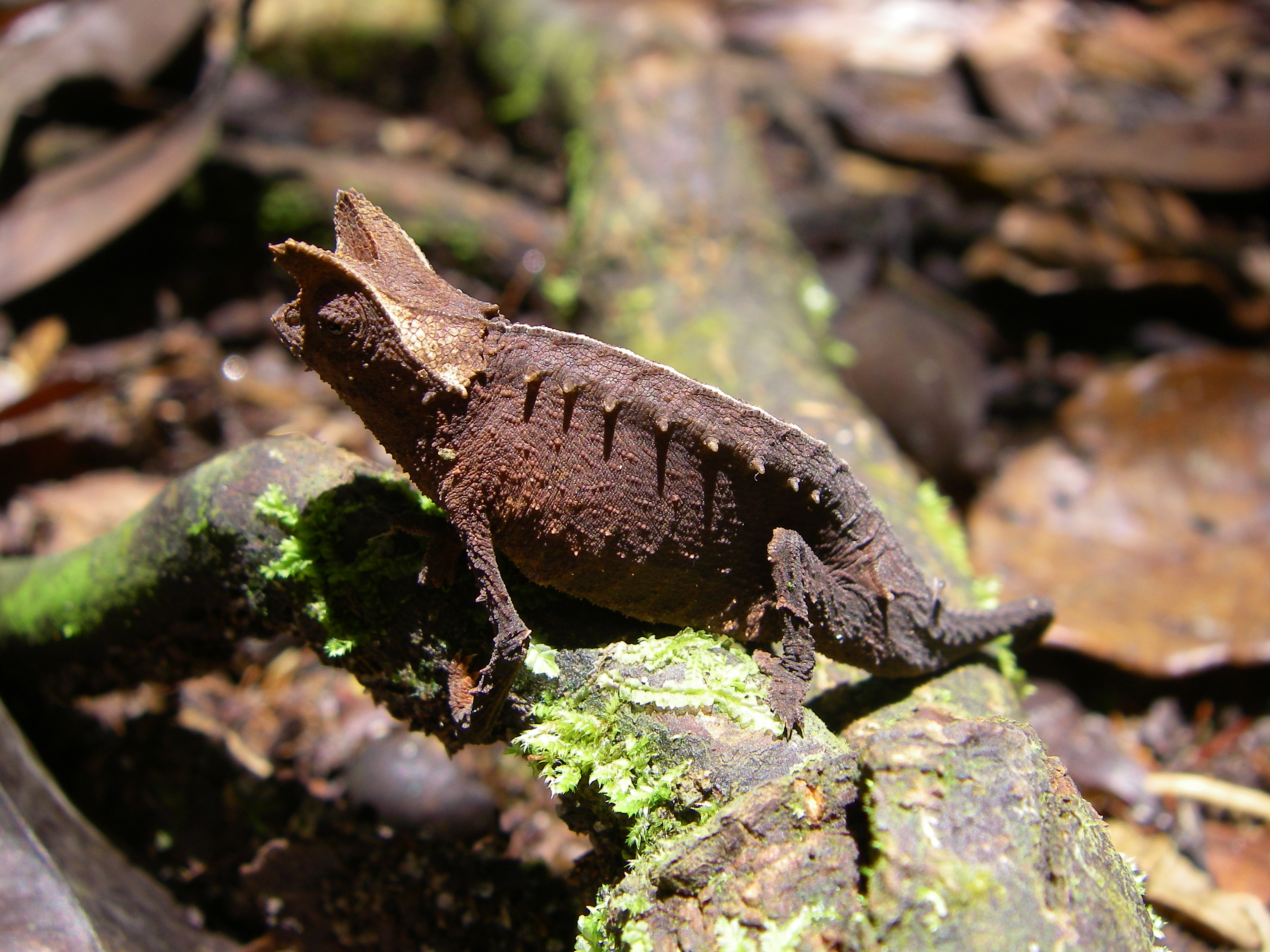
Brookesia superciliaris.
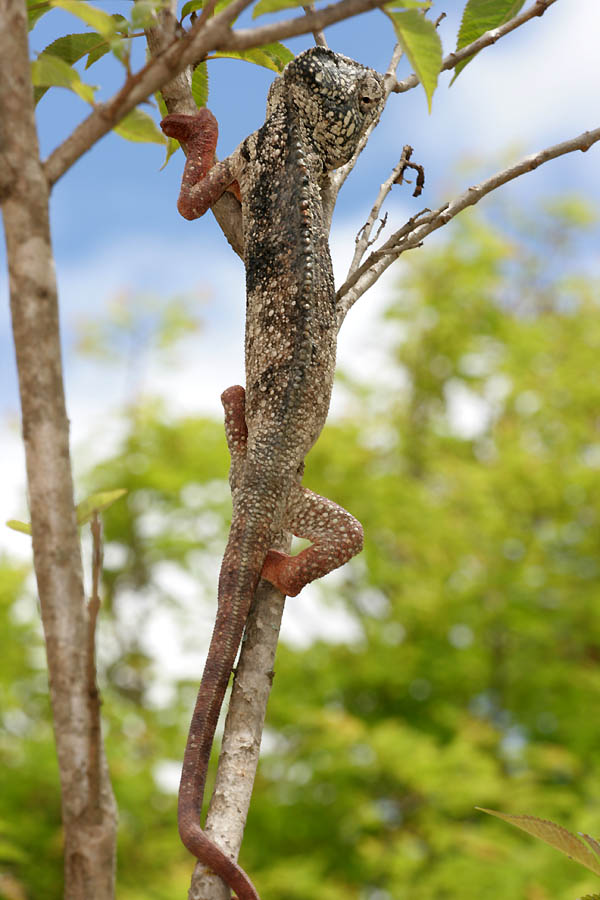
Furcifer oustaleti.
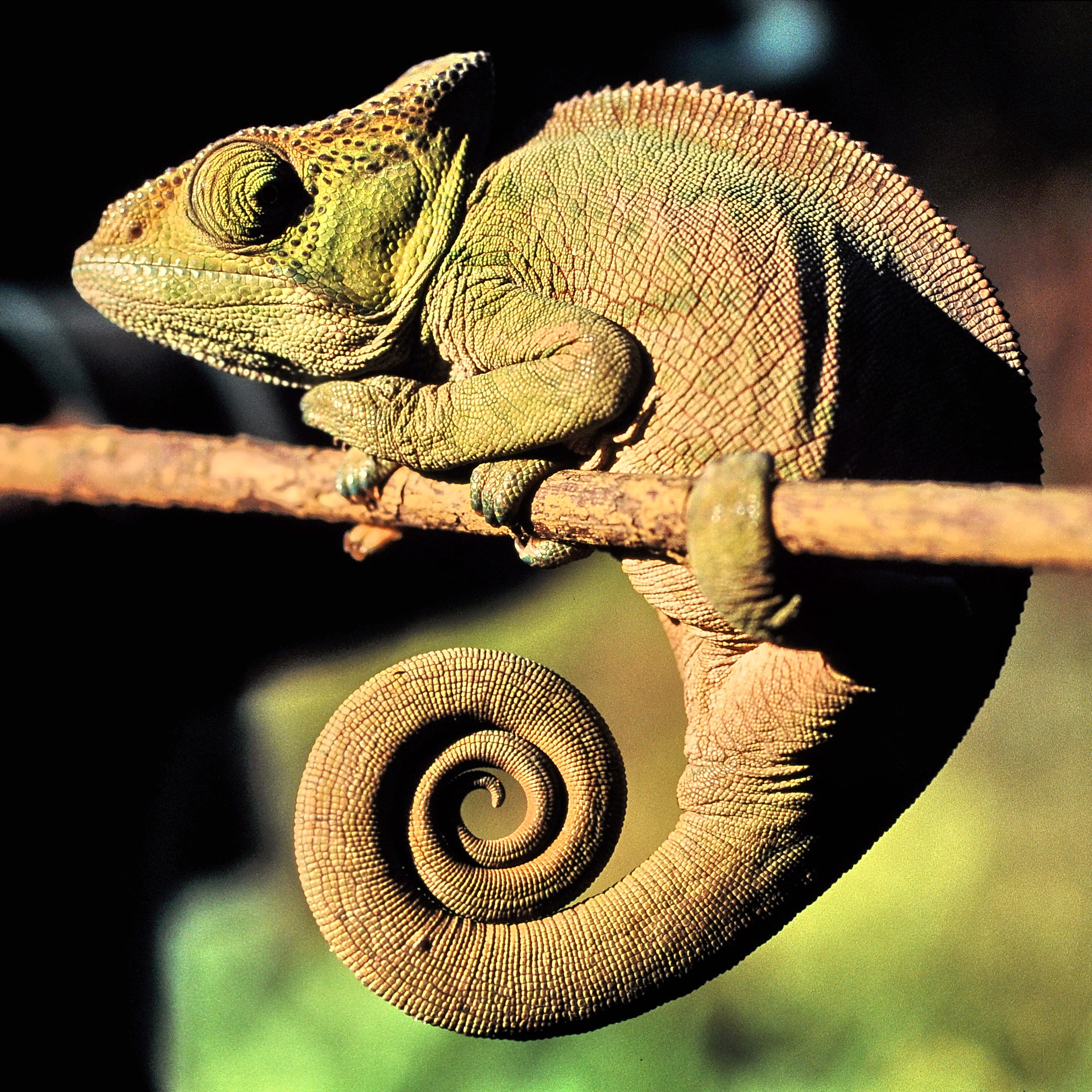
Furcifer sp.
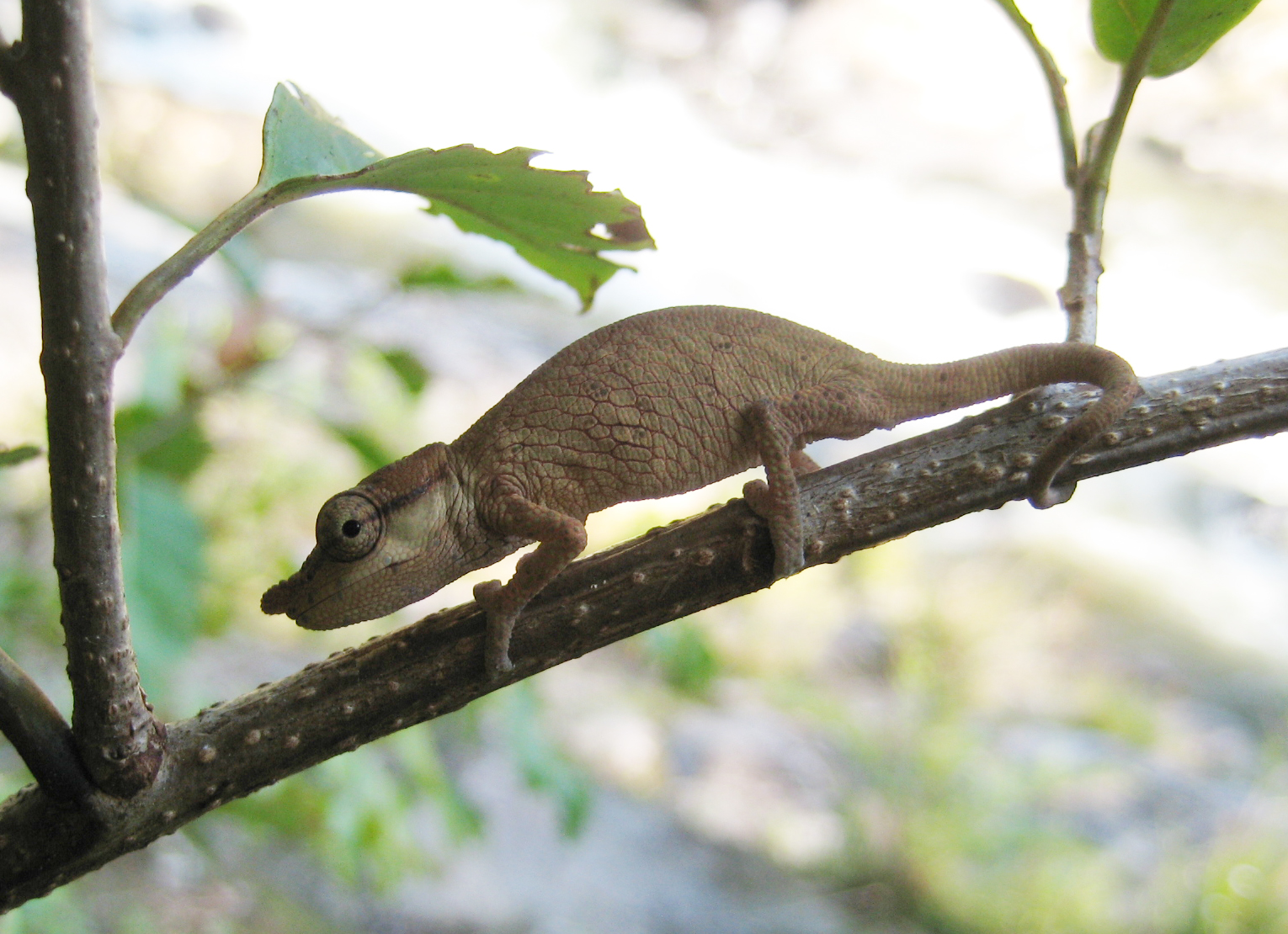
Calumma nasutum Ranomafana National Park.
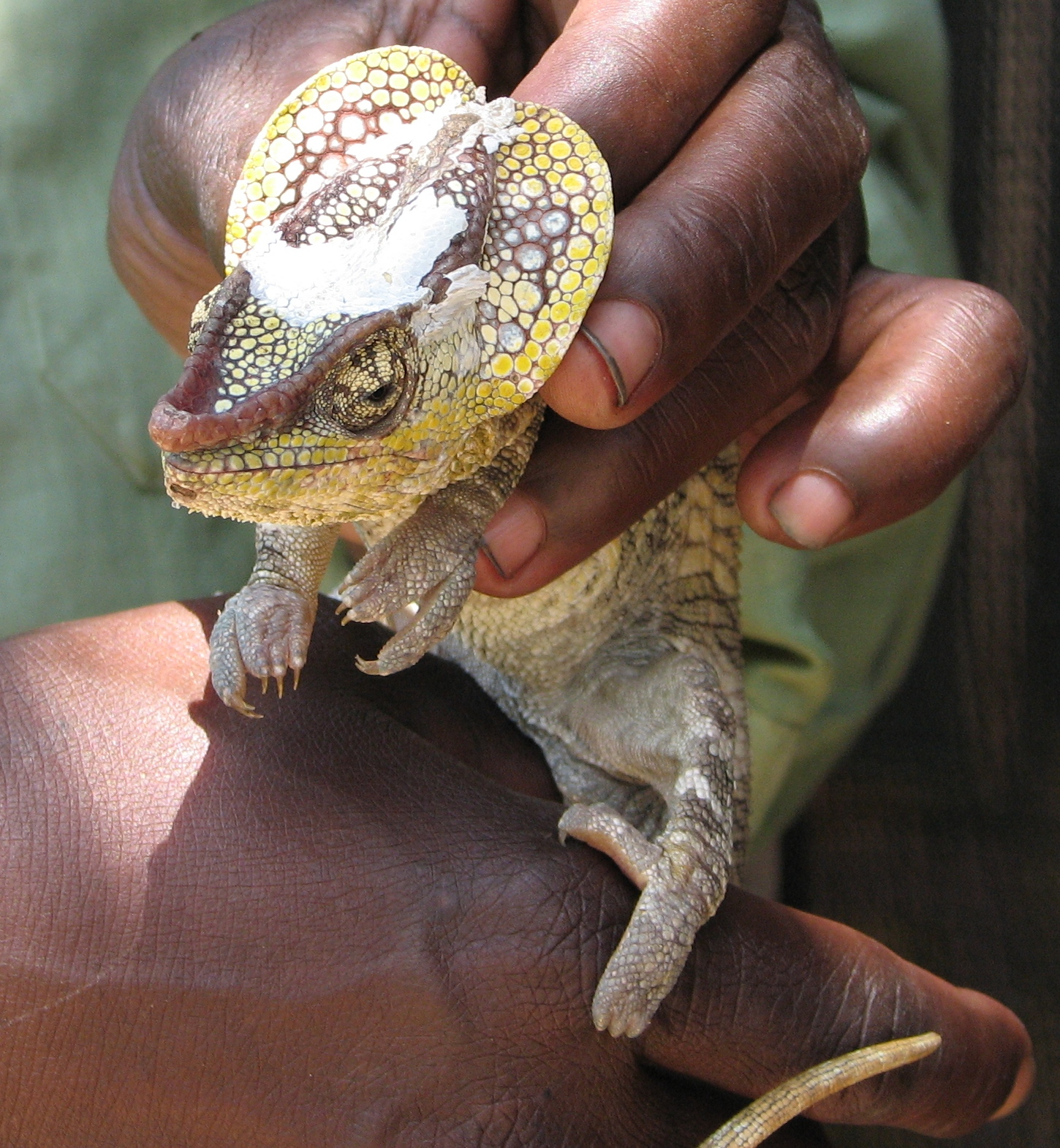
Calumma brevicorne.

#### Gerrhosauridae
Les Zonosaurus ou Gerrhosaures sont des lézards diurne que l'on rencontre a l'heure chaudes, se chauffant sur les rochers. Leurs régimes alimentaires comprend des insectes, des amphibiens et de certains fruits. Il existe une dizaine d'espèces tous endémique à Madagascar. Leur aire de répartition s'étend sur toute l'île. La plus grande espèces mesure soixante dix centimètres (Zonosaurus maximus) et le plus petit, sept centimètres (Zonosaurus aeneus).

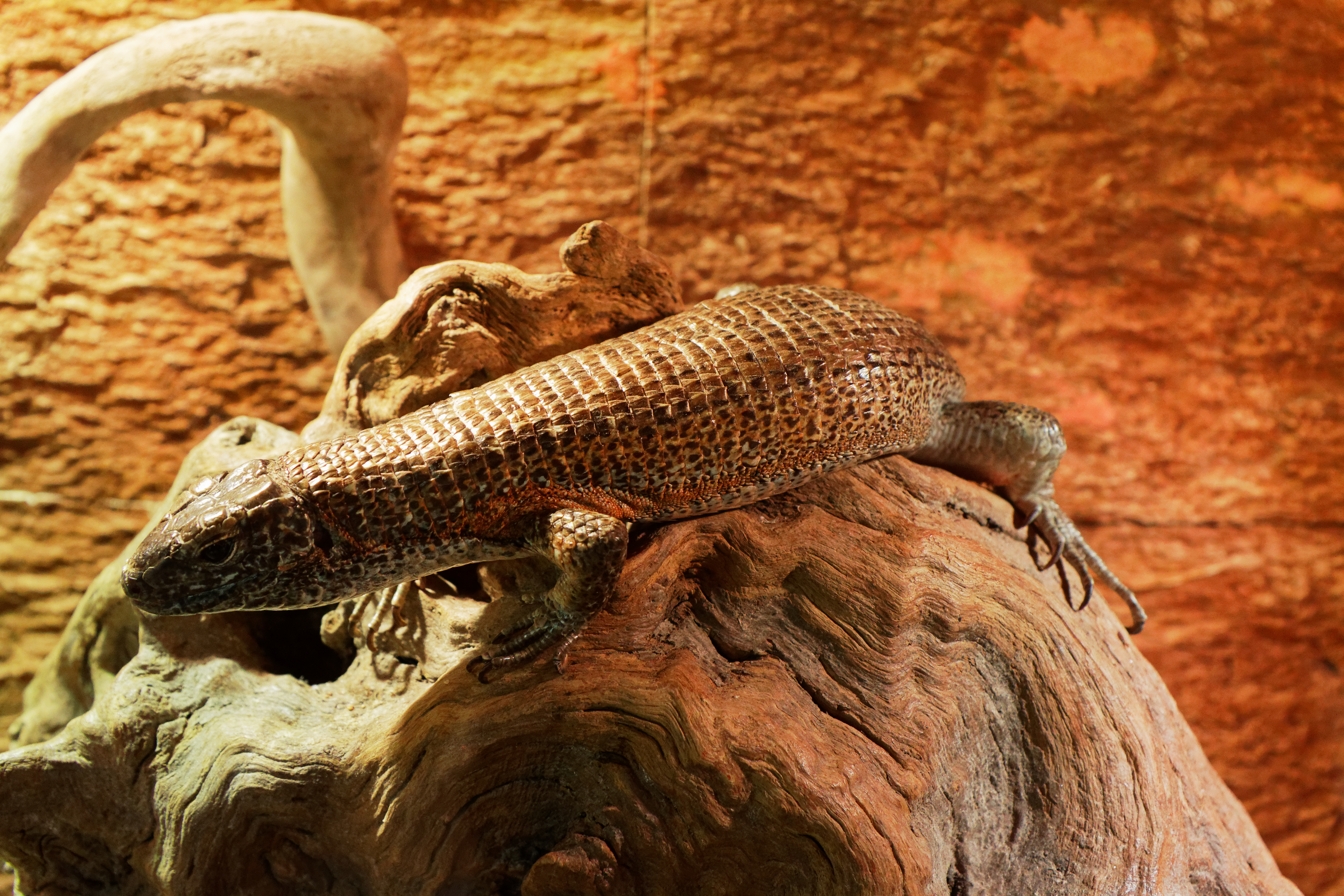
zonosaure géant (Zonosaurus maximus)

#### Opluridae

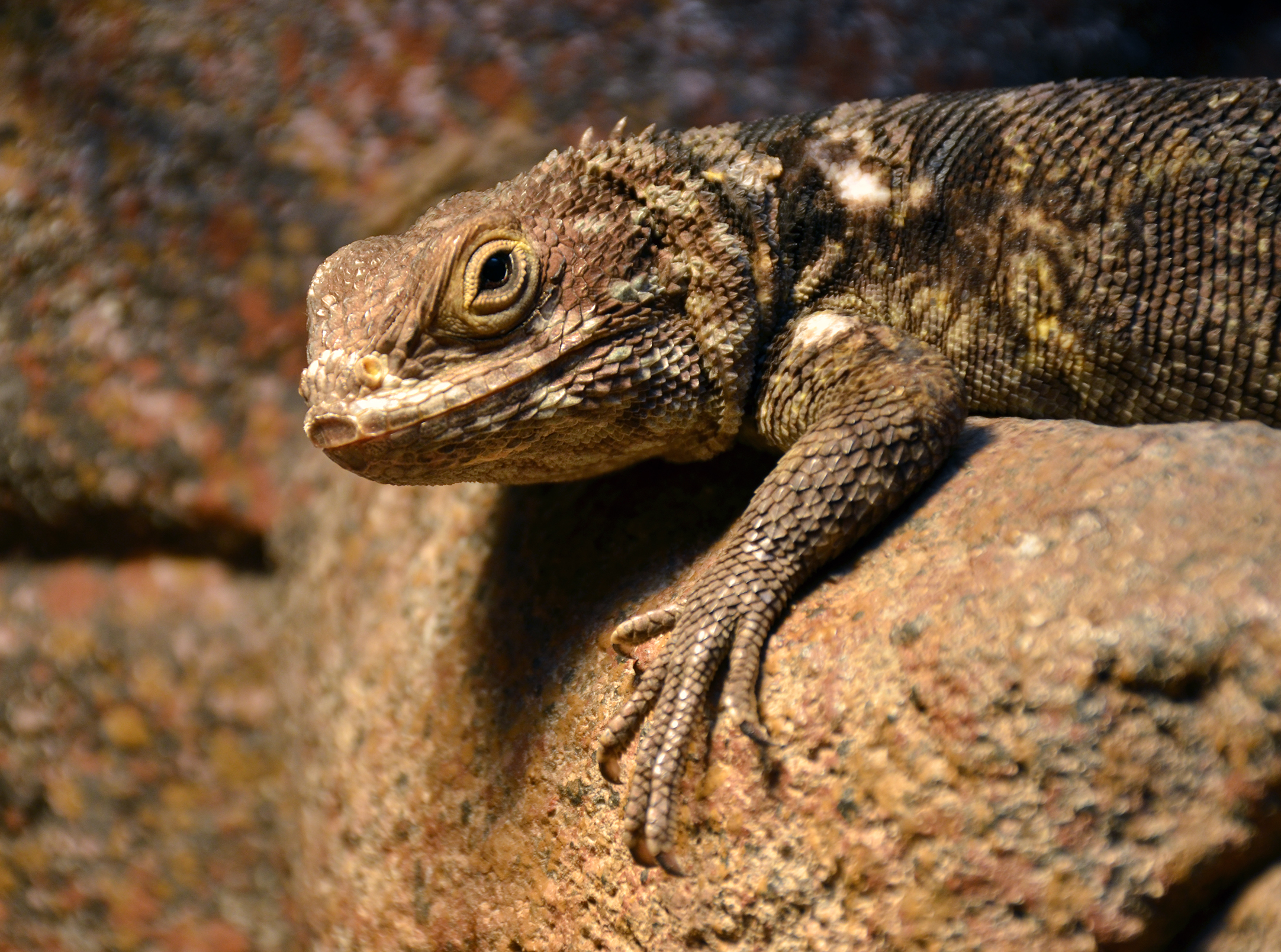
oplure ou iguane de Cuvier

#### Scincida

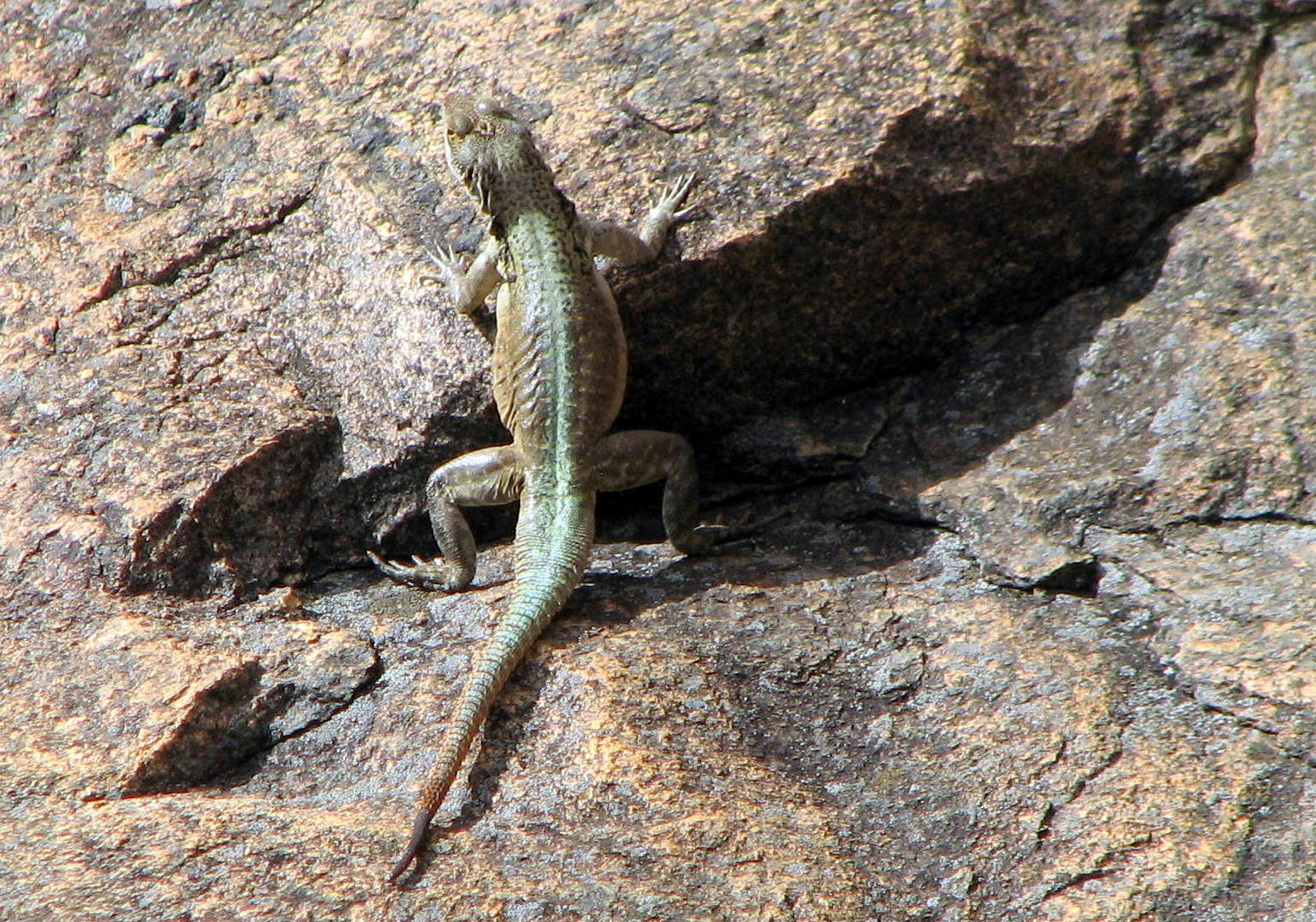
Oplurus grandidieri.
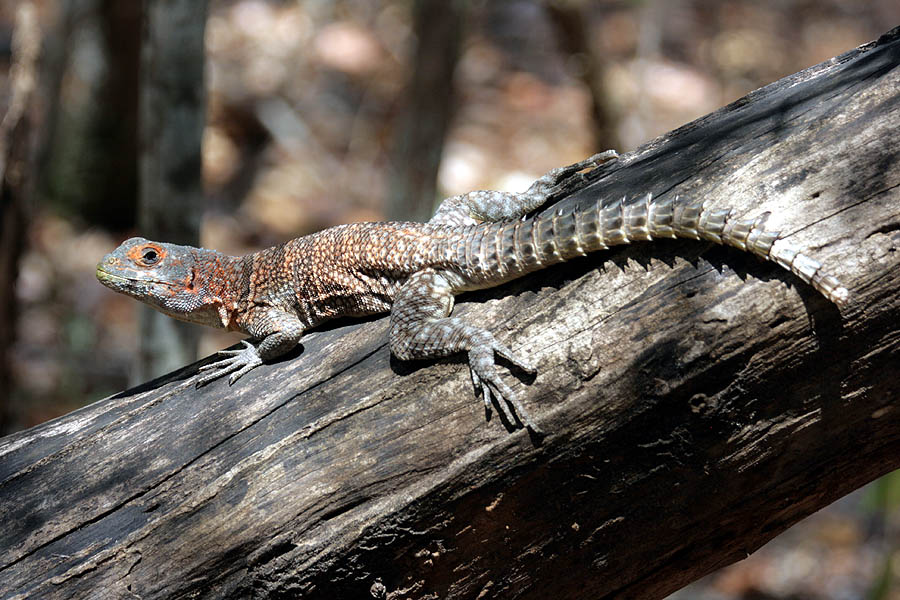
Oplurus Cuvieri Kirindy Madagascar.
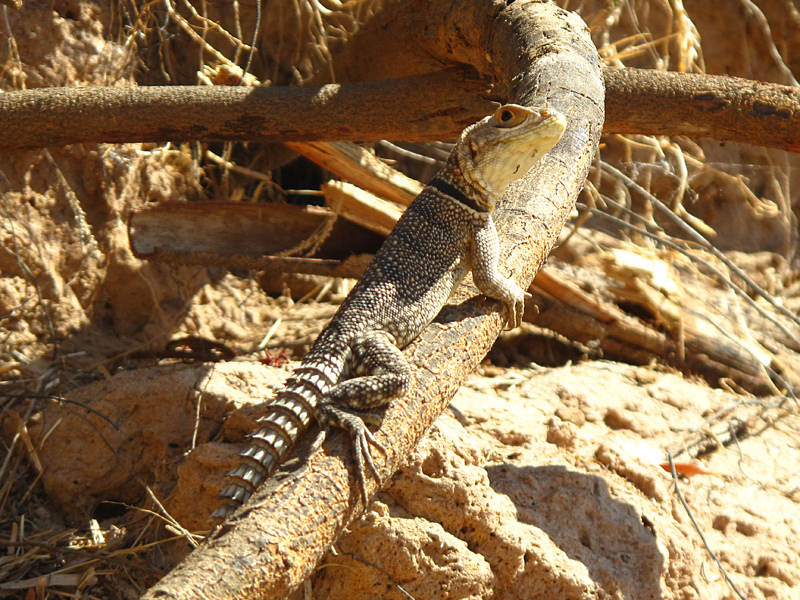
Oplurus cyclurus.

## Oiseaux
| - Un brachyptérolle leptosome (Brachypteracias leptosomus), endémique de l'est de Madagascar. - Un foudi rouge (Foudia madagascariensis). |

L'avifaune malgache (voir la liste des espèces d'oiseaux de Madagascar) comprend 293 espèces dont 108 endémiques (y compris plusieurs nicheurs) et des familles complètes telles celle des Vangidae.

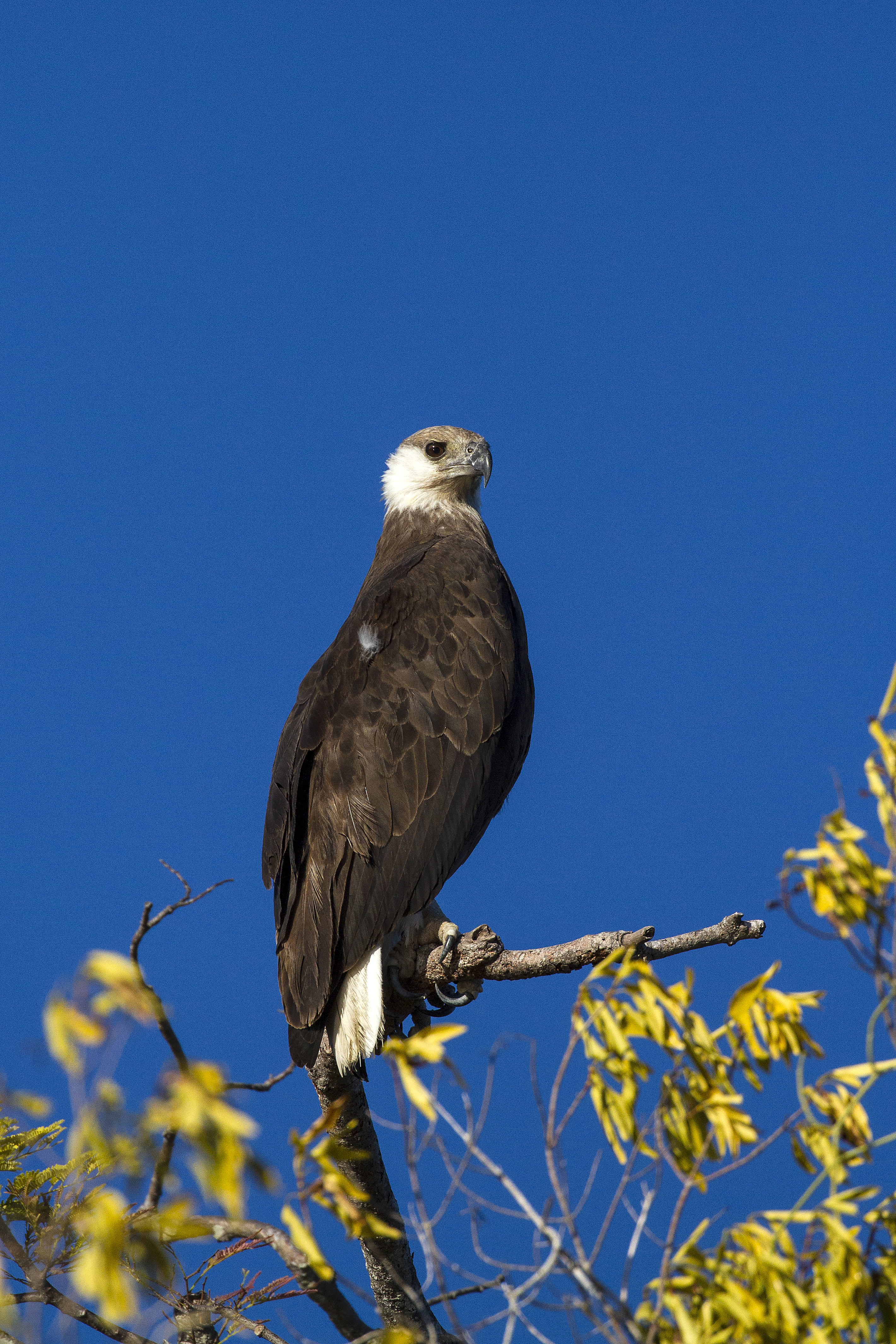
ankoay ou pygargue de Madagascar (Haliaeetus vociferoides)

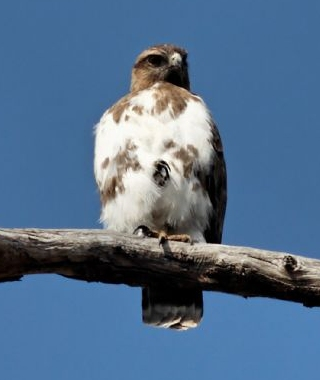
Buse de Madagascar (Buteo brachypterus)

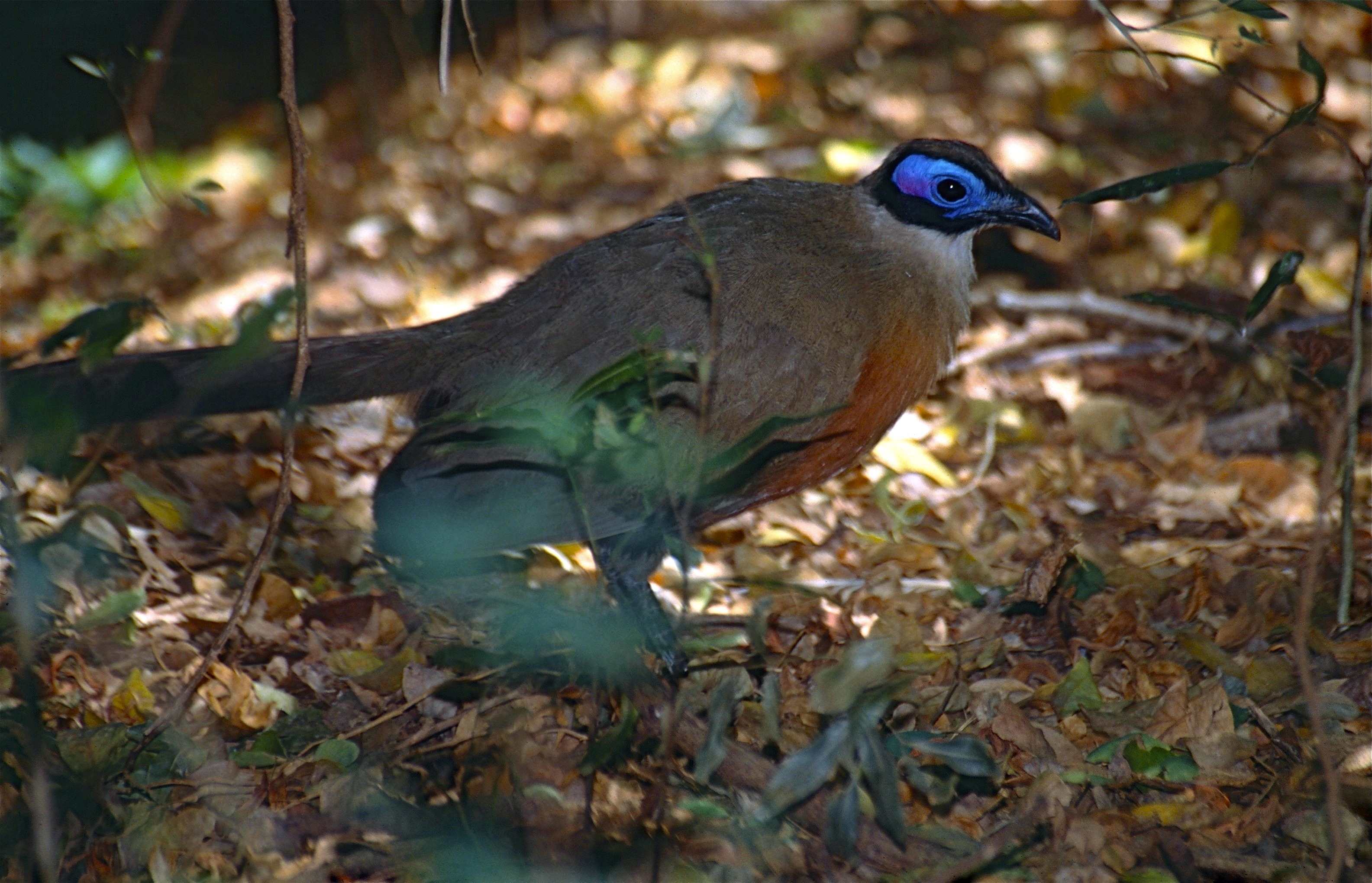
Coua géant (Coua gigas)

## Mammifères

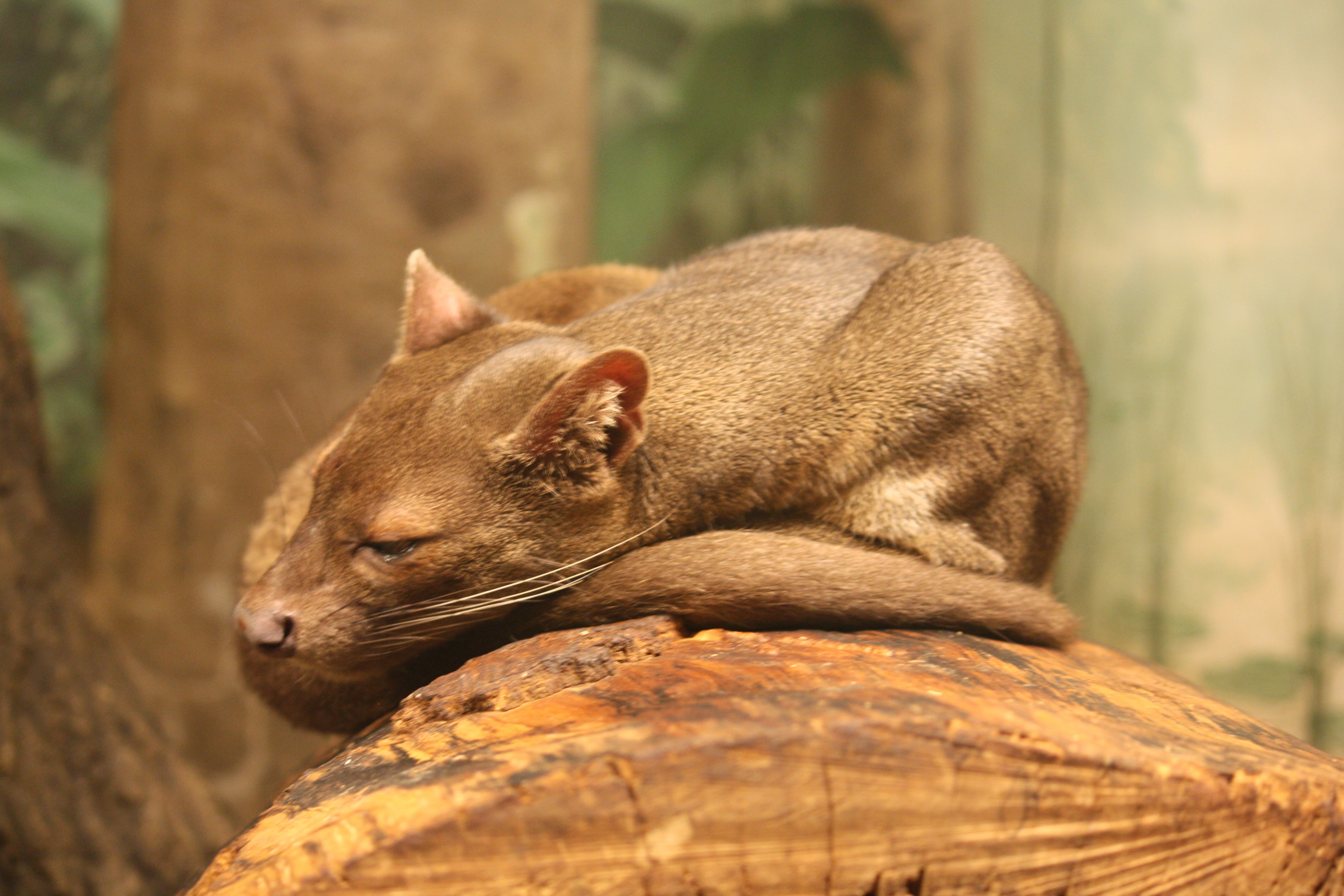
Fossa - Cryptoprocta ferox.

La mammalofaune malgache n'a rien à envier aux autres classes d'animaux de l'île, cette dernière étant exceptionnelle à bien des égards. Elle est répartie en 7 ordres (Afrosoricida, Soricomorpha, Chiroptera, Primates, Carnivora, Artiodactyla et Rodentia) et 23 familles, soit plus de 150 espèces quasiment toutes endémiques de Madagascar et des Comores. Il faut noter (si l'on exclut les espèces introduites) l'absence des grandes espèces africaines appartenant aux groupes mammaliens modernes aux affinités éthiopiennes (éléphants, girafes, rhinocéros, zèbres, cervidés, bovidés et félidés). De même, les groupes primitifs, tels les monotrèmes et les marsupiaux, sont également absents.
Il est généralement admis que les mammifères malgaches se sont différenciés et diversifiés en occupant les niches écologiques vacantes à la suite de la séparation de l'île du continent africain et de l'Inde (respectivement 160 Ma et 80 Ma). L'évolution par radiation des mammifères modernes se serait donc produite après la dislocation des masses terrestres gondwaniennes. Corroborée par l'étude des dépôts fossiles, cette théorie est particulièrement bien adaptée aux insectivores tenrecoïdes qui sont très variés tant en termes d'habitats que de comportements. Une sous-famille (Tenrecinae) a évolué vers des formes proches des hérissons tandis que l'autre (Oryzorictinae) comprend des espèces aquatiques (Limnogale), fouisseuses (Oryzorictes) et d'autres encore aux mœurs voisines des musaraignes (Microgale et Geogale).
Le potamochère est le seul grand mammifère présent à la fois sur le continent africain et à Madagascar.
Le fossa (Cryptoprocta ferox), mammifère de la famille des Eupleridae, endémique de Madagascar, est le plus gros mammifère carnivore de l'île.

### Afrosoricides
À Madagascar, les Afrosoricides ne sont représentés que par une seule famille: les Tenrecidae. Cette famille inclut 4 sous-familles, une est africaine, les trois autres sont endémiques de Madagascar.

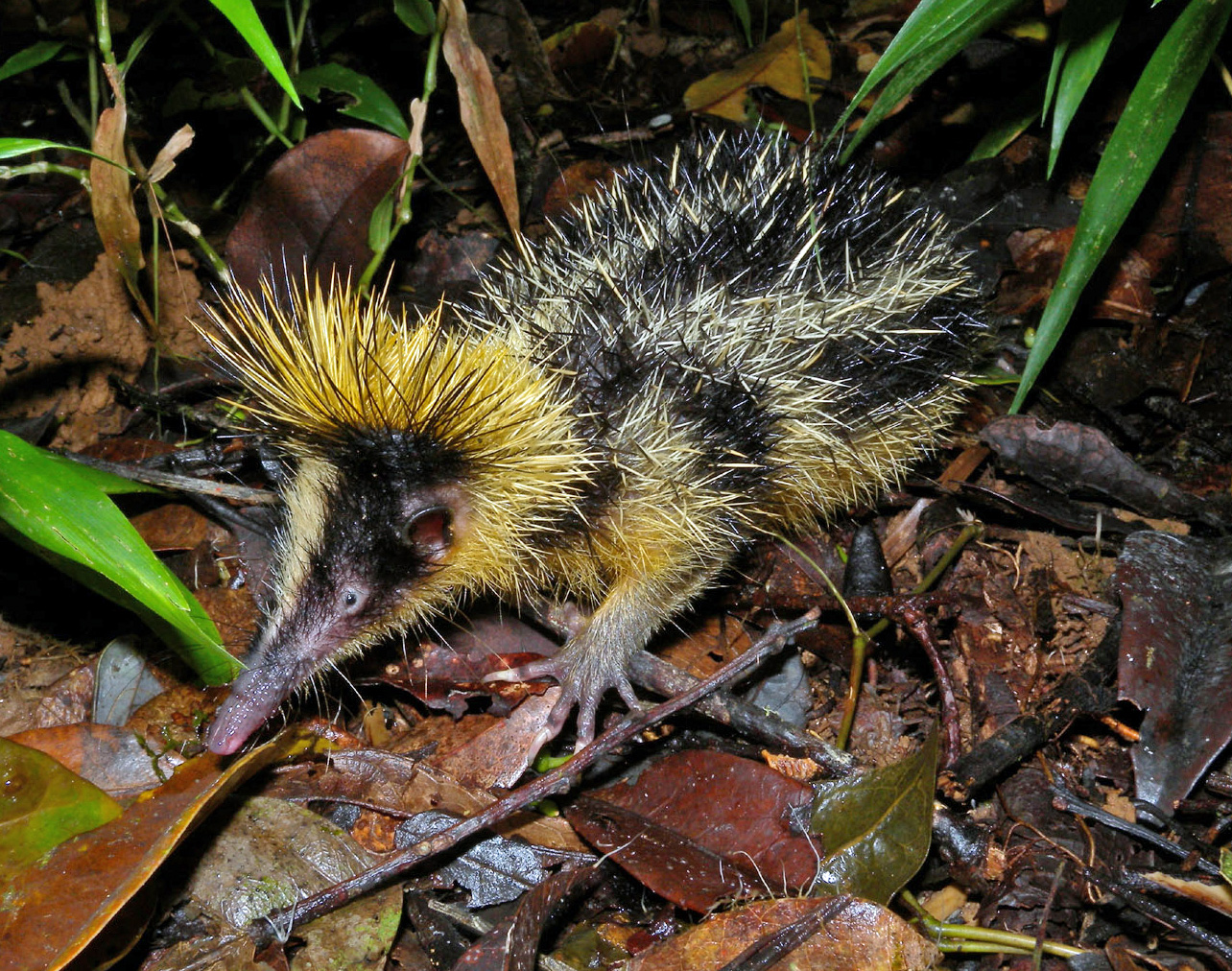
Hemicentetes semispinosus.

- Les Geogalinae : représentés par une seule espèce Geogale aurita, cette dernière occupe les régions sèches du sud et de l'ouest, où elle se nourrit principalement de termites. Cette espèce est peu documentée et son mode de vie comporte encore de nombreuses inconnues.
- Les Oryzorictinae : représentés par 25 espèces réparties dans 3 genres (Limnogale, Microgale et Oryzorictes). Cette sous-famille se caractérise par une grande diversité de formes. Limnogale mergulus est aquatique, il a des pattes palmées et ressemble à une petite loutre. Les Microgales, comme Microgale jobihely, découvert en 2006, ou Microgale parvula qui pèse seulement 3 grammes à l'âge adulte, sont semblables à des musaraignes. Enfin les Oryzorictes ressemblent à des taupes, avec des pattes avant bien développées et munies de griffes.
- Les Tenrecinae : représentés par 5 espèces réparties dans 4 genres (Echinops, Hemicentetes, Setifer et Tenrec). Cette famille abrite les plus gros spécimens, comme Tenrec ecaudatus qui approche le kilogramme. Les individus des genres Echinops et Setifer ressemblent à de petits hérissons. Les Hemicentetes ont de longues épines détachables qui s'accrochent aux museaux d'éventuels prédateurs trop curieux, ainsi que 7 à 16 épines dorsales spécialisées émettant des stridulations complexes pour communiquer avec leur congénères. Les deux espèces du genre Hemicentetes communiquent aussi avec des claquements de langue, qui pourrait aussi être utilisés comme une sorte d'écholocation.

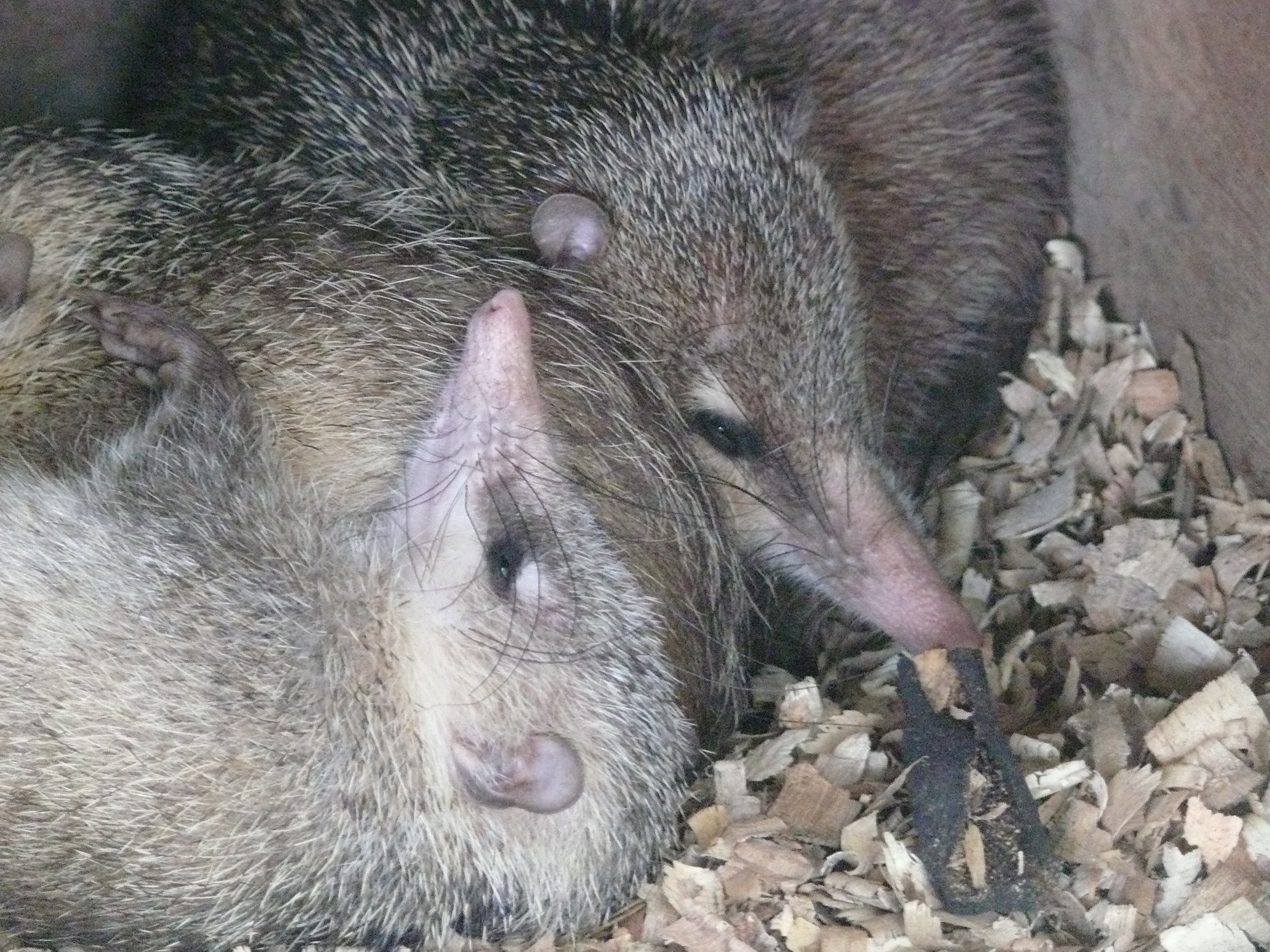
Tenrec ecaudatus.
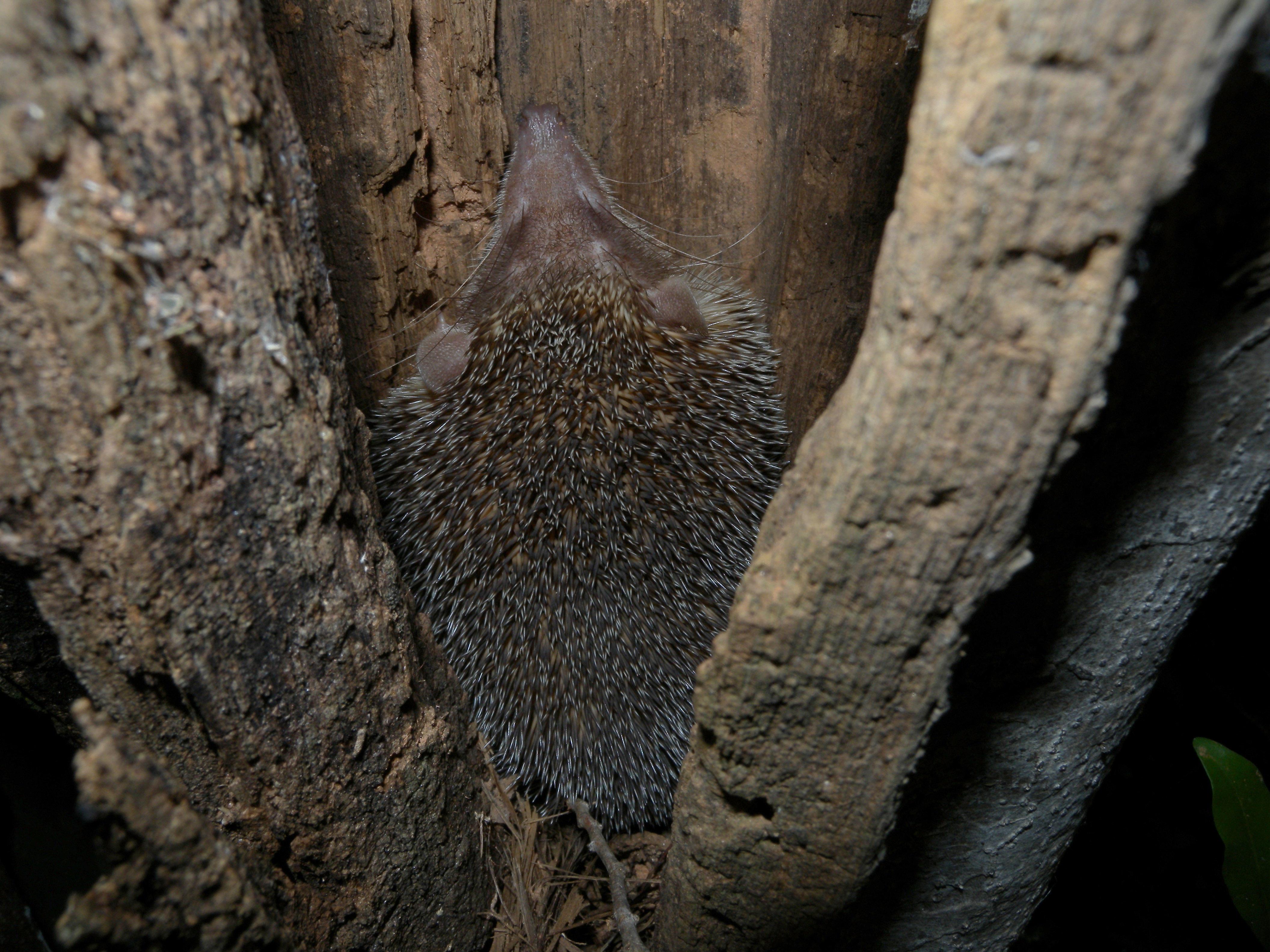
Setifer setosus.
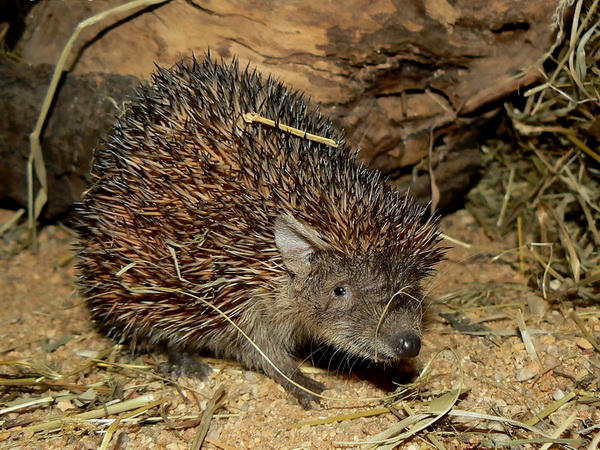
Echinops telfairi.

### Artiodactyles

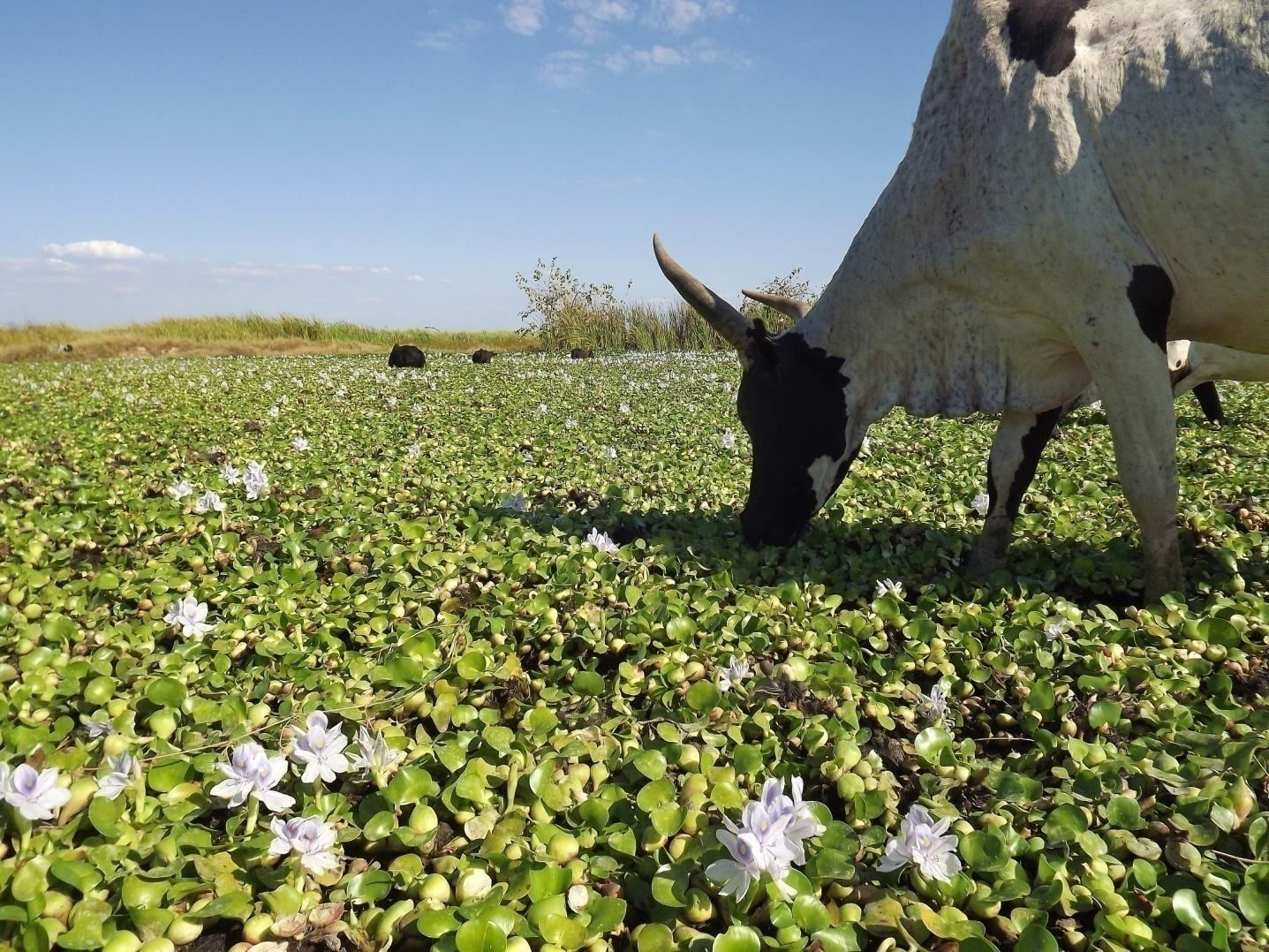
Zébu (Bos taurus indicus) dans un ranovory qui broute des jacinthes d'eau (Echornia crassipes).

Plusieurs espèces d'Artiodactyles ont été introduites à Madagascar. Celles-ci sont principalement des espèces de bétail tel, le cochon (Sus scrofa), le zébu (Bos taurus indicus), la chèvre (Capra hircus), le mouton (Ovis aries) et deux espèces de cervidés (Cervus timorensis et Dama dama).
On trouve aussi à l'état sauvage dans tous les massifs forestiers de l'île : le potamochère ou lambo en malgache (Potamochoerus larvatus) dont l'origine n'est pas déterminée. Il pourrait avoir été introduit il y a quelques siècles et serait aujourd'hui retourné à l'état sauvage. En effet aucune trace fossile de cet animal n'a pour l'instant été mise au jour, mis à part des ossements provenant de sites archéologiques. De plus, selon plusieurs auteurs le matériel étudié du potamochère en provenance de Madagascar ne pouvait pas toujours être distingué des spécimens présents en Afrique.
Les deux espèces de Cervidae, le cerf du Timor (Cervus timorensis) et le daim (Dama dama) ont été introduites sur l'île entre 1928 et 1932. Le daim fut introduit sur le massif de l'Ankaratra. Aujourd'hui, il ne subsisterait que quelques populations reliques de cet animal, les forêts de ce massif ayant été anéanties. Le cerf du Timor, introduit près de la station forestière d'Analamazaotra, a quant à lui disparu, victime du braconnage.
Trois espèces subfossiles d'hippopotames nains sont connues de Madagascar: Hippopotamus amphibius standini ou H. laloumela, qui fait débat dans la communauté scientifique, Hippopotamus lemerlei et Hexaprotodon madagascariensis. Ces deux derniers avaient probablement des habitats différents, Hexaprotodon madagascariensis adoptant un mode de vie plus terrestre que son cousin. Cette espèce d'Hippopotame nain fut la dernière à occuper l'île au cours du dernier millénaire.

### Carnivores
La faune carnivore autochtone de Madagascar est regroupée dans la famille endémique des Eupleridae et comporte 9 espèces séparées en deux sous-familles les Galidiinae et les Euplerinae.

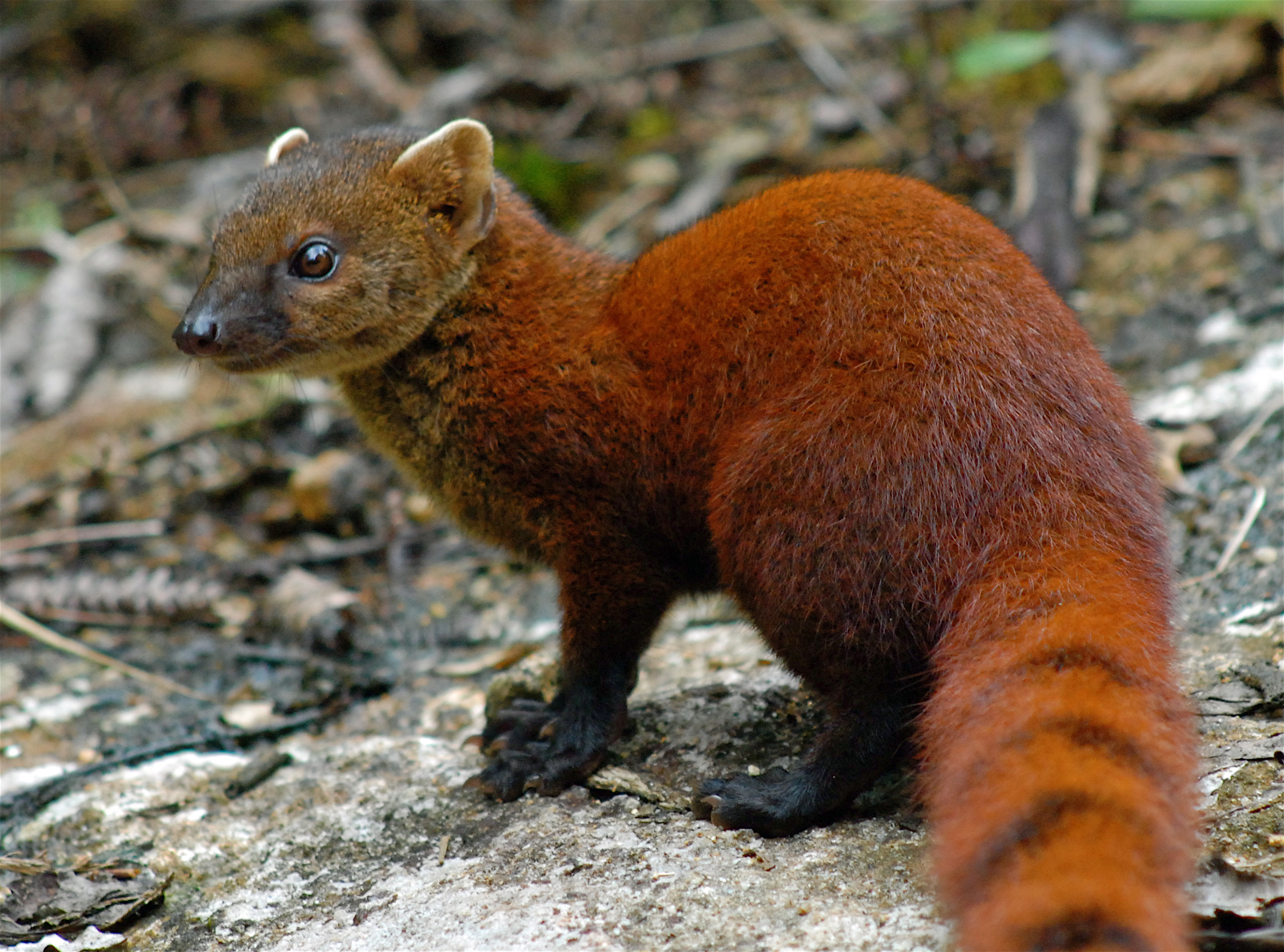
Mangouste à queue annelée Galidia elegans.

- Galidiinae : cette sous-famille comporte 4 genres pour 6 espèces communément appelées « Mangoustes » ou « Galidie ».

L'espèce Salanoia durrelli appartenant à cette sous-famille a été découverte récemment (2004) puis décrite en 2010. Elle a été observée seulement dans les environs du lac Alaotra. Les représentants de cette sous-famille sont tous menacés par les espèces introduites (chat, chien, civette indienne). Pour ces dernières les espèces autochtones sont soit des proies potentielles, soit des compétiteurs pour le territoire et la nourriture.
- Euplerinae : cette sous-famille remplace depuis 2005 la sous-famille des Cryptoproctinae et comporte 3 genres monospécifiques.

L'espèce la plus connue étant Cryptoprocta ferox (Fossa), un animal féliforme souvent comparé à un petit puma. Carnivore opportuniste, il se nourrit principalement de lémuriens notamment les plus grands, mais aussi de rongeurs, de reptiles, d'invertébrés et de fruits. Son régime alimentaire peut varier en fonction de son habitat, voire se spécialiser en fonction de la ressource alimentaire disponible. Grâce à ses griffes semi-rétractiles le Fossa est capable de descendre la tête en bas le long des troncs. Il est aussi à l'aise au sol que dans la canopée. Discret et farouche, il est répandu dans tous les habitats forestiers de l'île. Ses populations sont cependant menacées par la déforestation intense qui sévit à Madagascar, d'autant que celles-ci sont généralement faibles du fait d'un territoire très étendu (Entre 7,8 et 26,2 km2).
Trois espèces carnivores ont été introduites à Madagascar : le chien (Canis lupus familiaris), le chat (Felis silvestris) et la civette indienne (Viverricula indica). Le chat et le chien ont des populations qui vivent à l'état sauvage, c'est-à-dire indépendantes de groupes d'habitations humaines (bien que dans la majorité des cas, ces animaux restent commensaux de l'Homme). Les chats sauvages ont une taille plus importante que les chats domestiques, ils sont présents dans de nombreux types forestiers de l'île, bien que plus abondants dans les milieux secs de l'Ouest ; ils semblent descendre de chats domestiques échappés des bateaux de commerce arabes il y a plus de mille ans. Les chiens sauvages occupent des habitats dégradées, les lisières forestières et les milieux périphériques de villages. La civette indienne est, elle aussi, largement répandue dans les milieux naturels de Madagascar, sauf dans les milieux les plus arides du sud-ouest. Elle se retrouve fréquemment près des installations humaines, des villages, ou des villes, à la lisière entre milieux forestiers et milieux anthropisés.
| Sous-famille des Euplerinae – 3 genres, 3 espèces |

| Espèce             | Nom vernaculaire | Auteur(s) | Date | Statut | Habitat                                                |
| ------------------ | ---------------- | --------- | ---- | ------ | ------------------------------------------------------ |
| Cryptoprocta ferox | Fossa            | Bennett   | 1833 | (VU)   | Forestier sec et humide                                |
| Eupleres goudotii  | Falanouc         | Doyère    | 1835 | (EN)   | Forêts humides de l'est et forêts sèches du nord-ouest |
| Fossa fossana      | Civette malgache | Müller    | 1776 | (VU)   | Forêts humides de l'est                                |

| Sous-famille des Galidiinae – 4 genres, 6 espèces |

| Espèce                   | Nom vernaculaire          | Auteur(s)              | Date | Statut        | Habitat                                   |
| ------------------------ | ------------------------- | ---------------------- | ---- | ------------- | ----------------------------------------- |
| Galidia elegans          | Mangouste à queue annelée | Geoffroy Saint-Hilaire | 1837 | (VU)          | Forêts humides de l'est                   |
| Galidictis fasciata      | Galidie à bandes          | Gmelin                 | 1788 | (VU)          | Forêts humides de l'est                   |
| Galidictis grandidieri   | Mangouste de Grandidier   | Wozencraft             | 1986 | (EN)          | Fourrés xérophiles de l'extrême sud-ouest |
| Mungotictis decemlineata | Mangouste à dix raies     | Grandidier             | 1867 | (EN)          | Forêts côtières sèches du sud-ouest       |
| Salanoia concolor        | Galidie unicolore         | Geoffroy Saint-Hilaire | 1837 | (VU)          | Forêts humides de l'est                   |
| Salanoia durrelli        | Galidie de Durrell        | Durbin & al.           | 2010 | Non déterminé | Alentours du lac Alaotra                  |

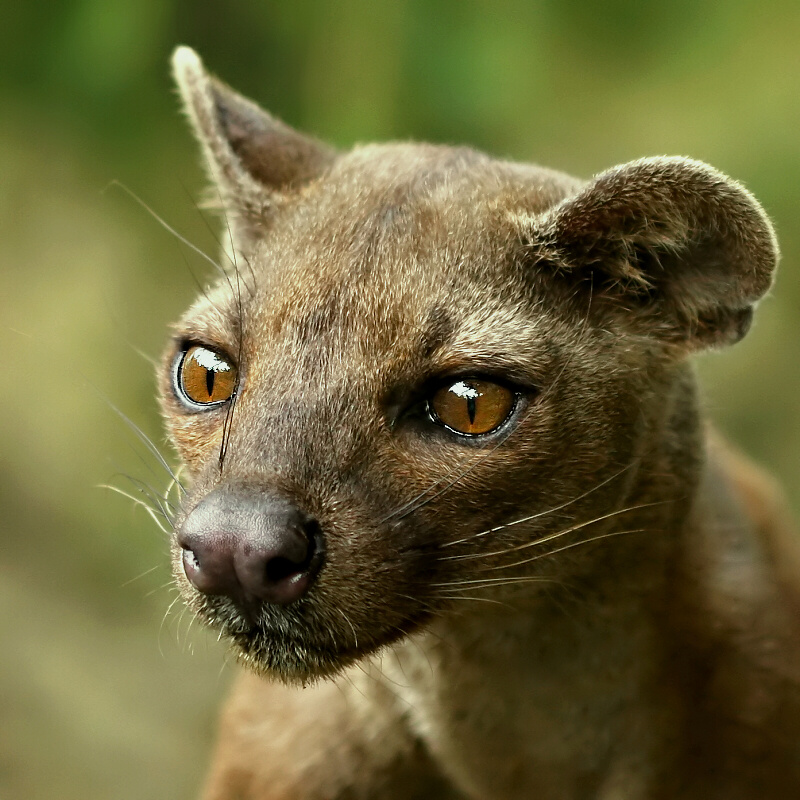
Fossa Cryptoprocta ferox.
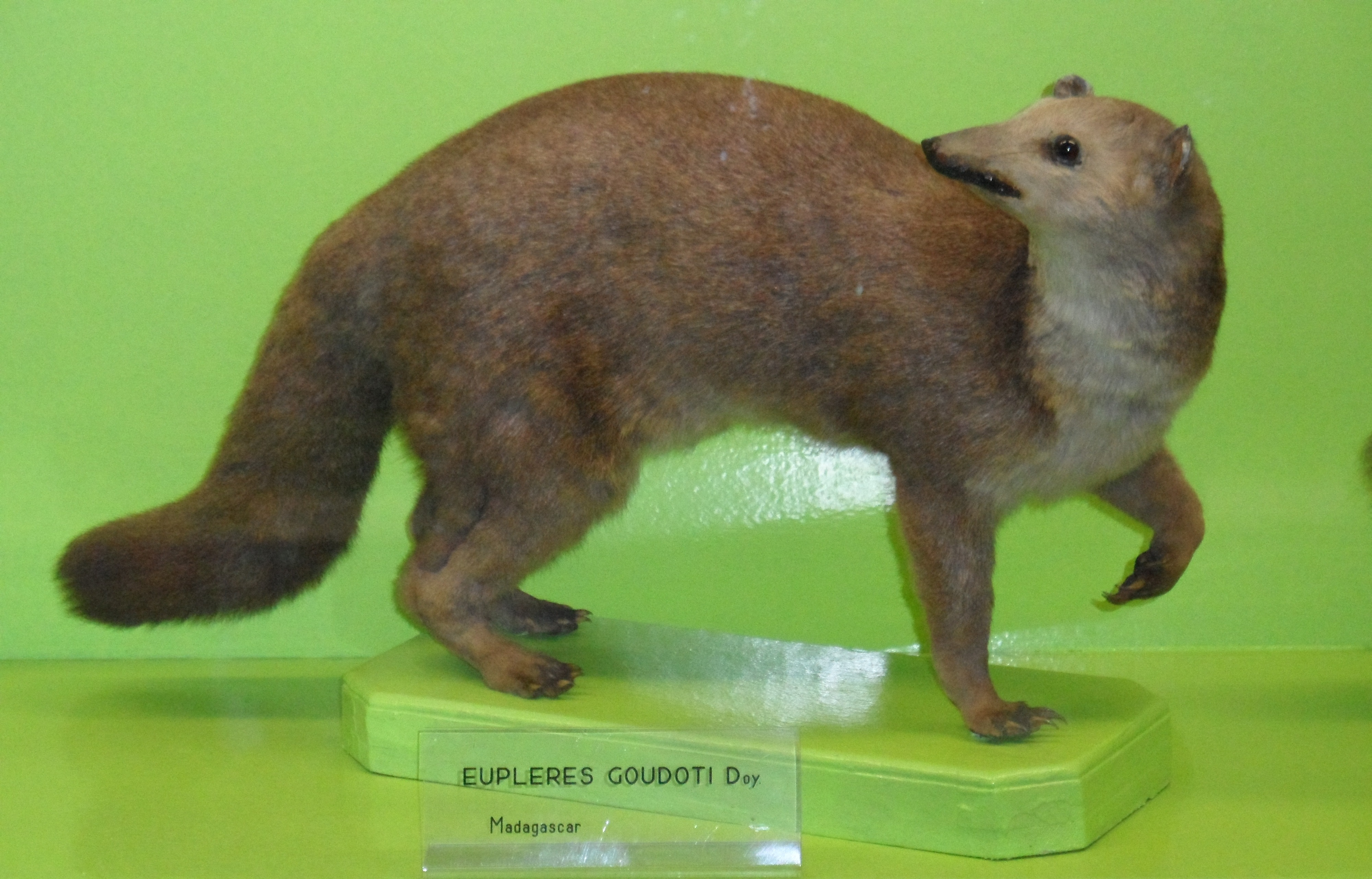
Falanouc Eupleres goudotii.
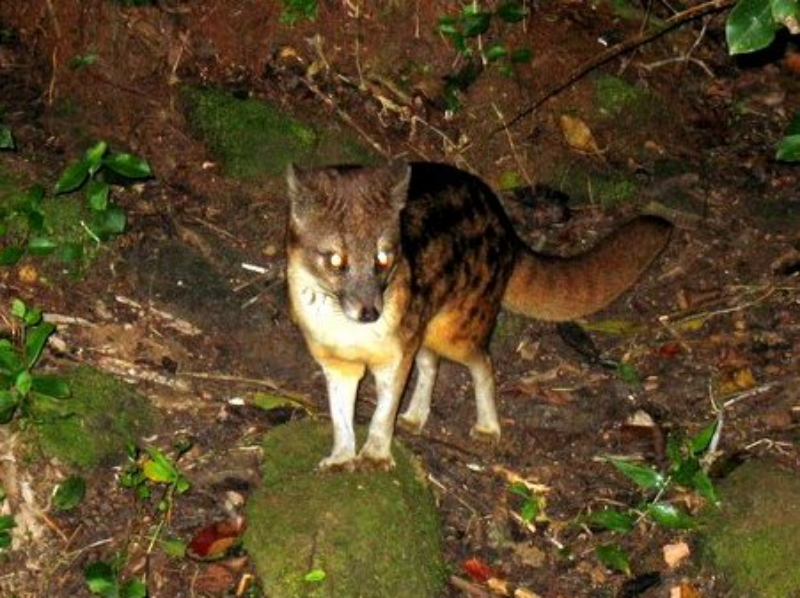
Civette malgache Fossa fossana.
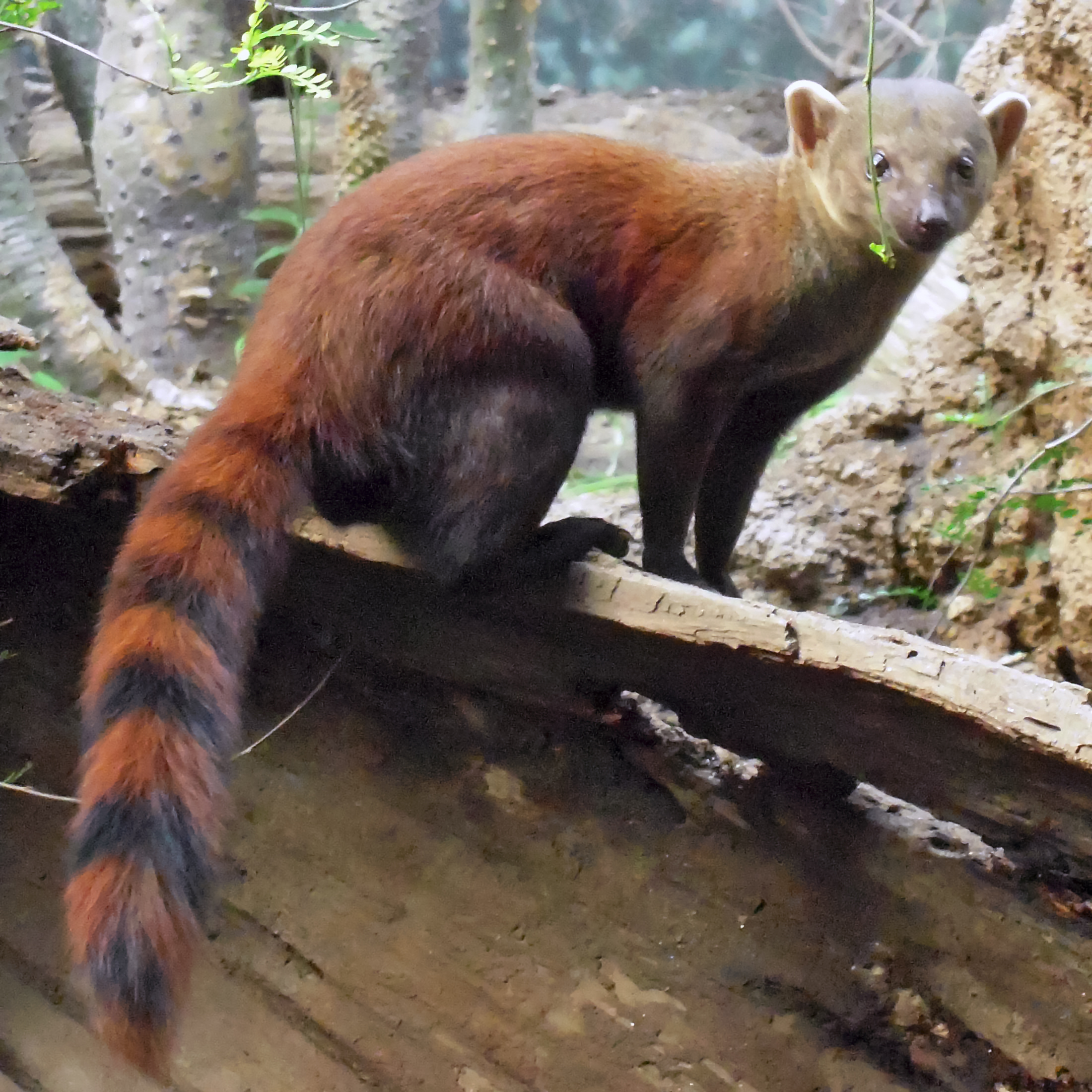
Mangouste à queue annelée Galidia elegans.
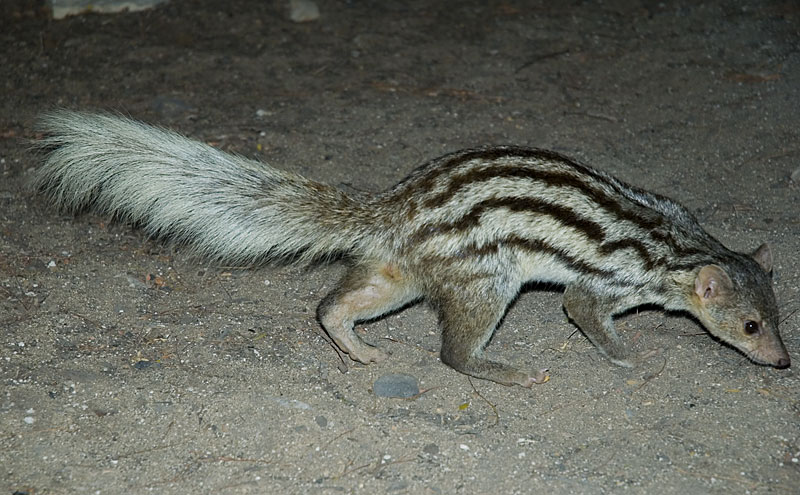
Mangouste de Grandidier Galidictis grandidieri.
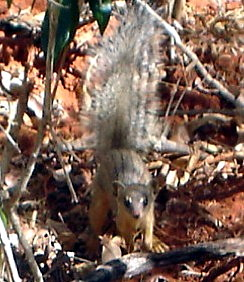
Mangouste à dix raies Mungotictis decemlineata.
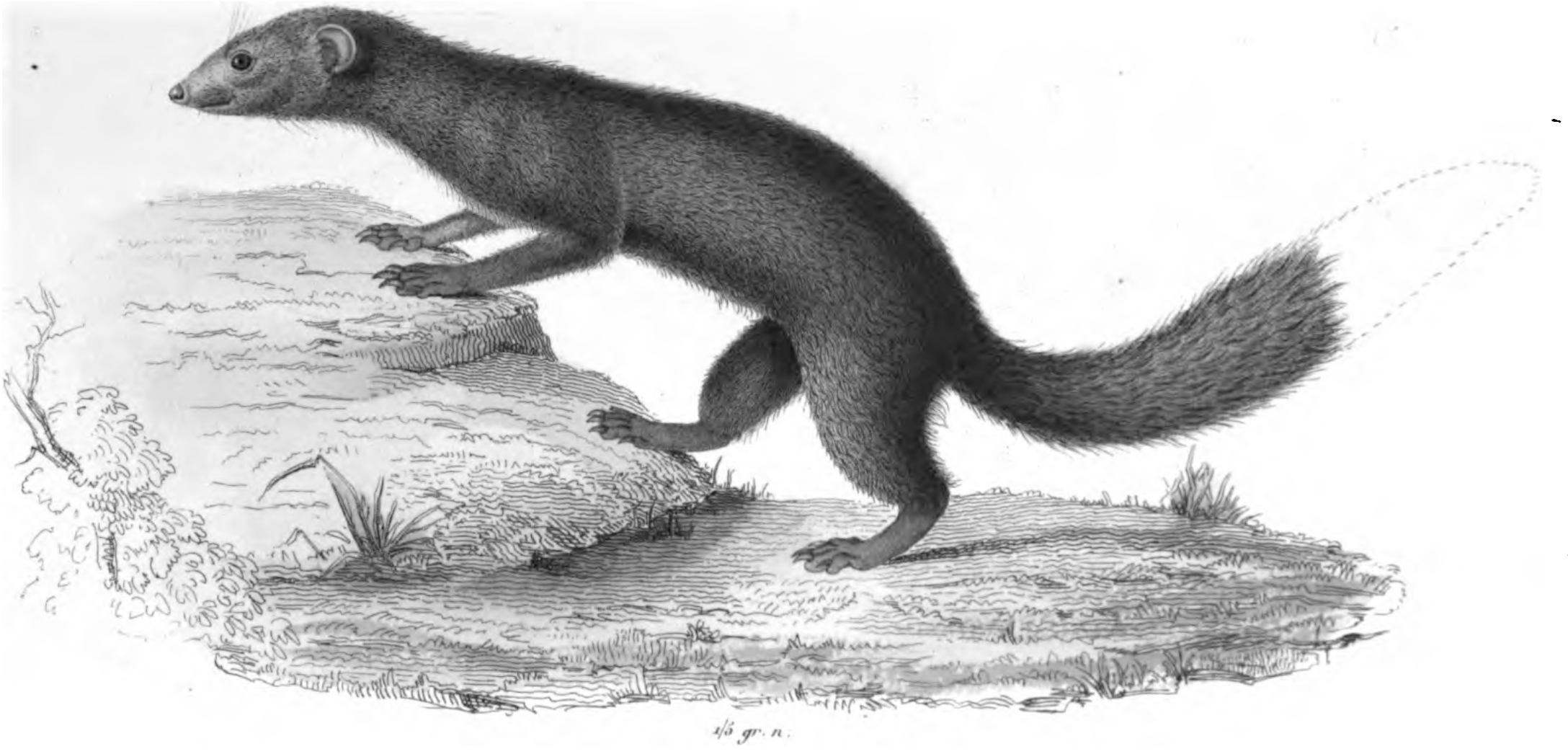
Galidie unicolore Salanoia concolor.
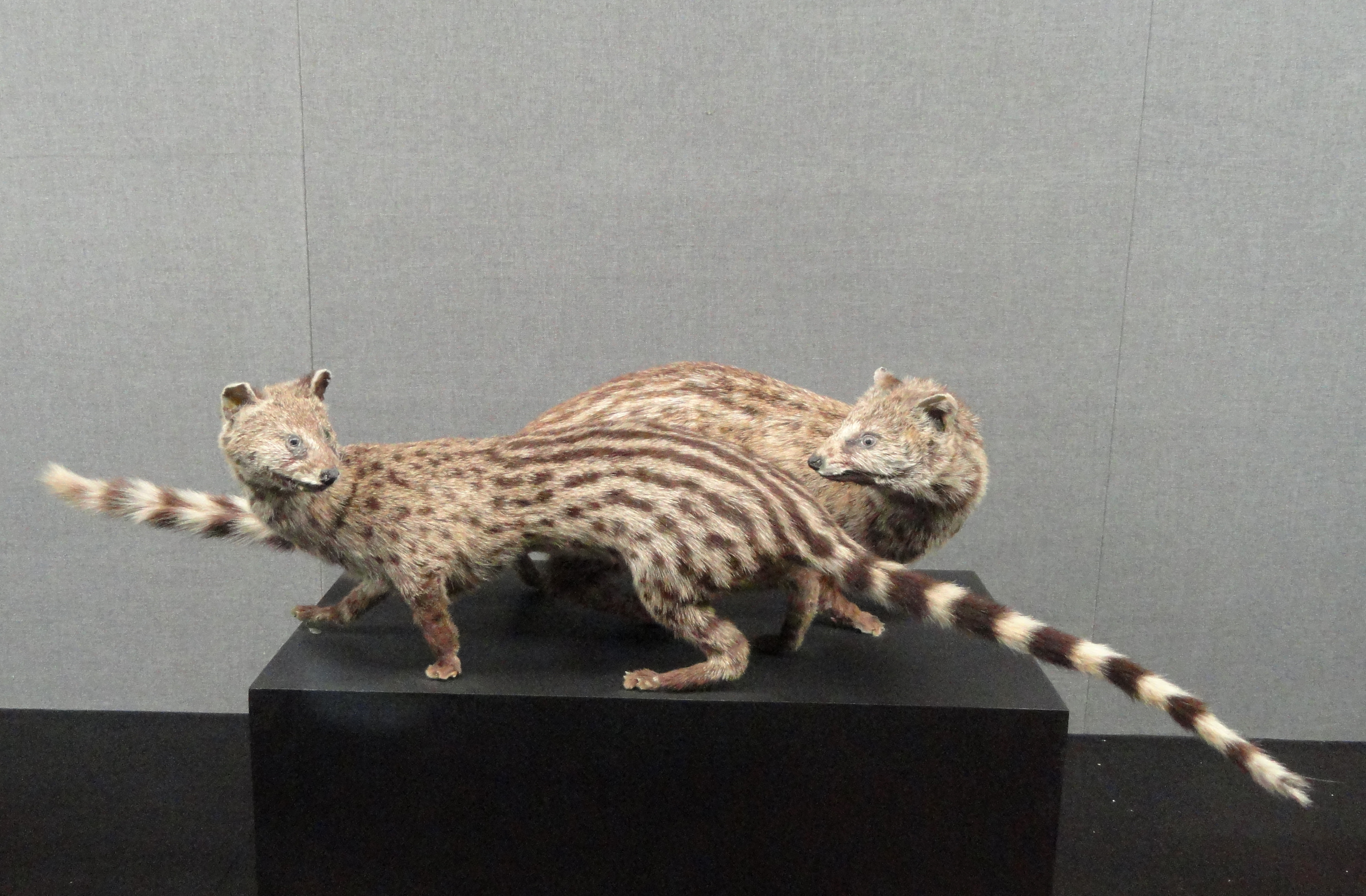
Civette indienne Viverricula indica.

### Chauves-souris
Les chauves-souris de Madagascar sont réparties dans 7 familles (Pteropodidae - Hipposideridae - Emballonuridae - Nycteridae - Myzopodidae - Molossidae - Vespertilionidae), dont une (Myzopodidae) est endémique de l'île.

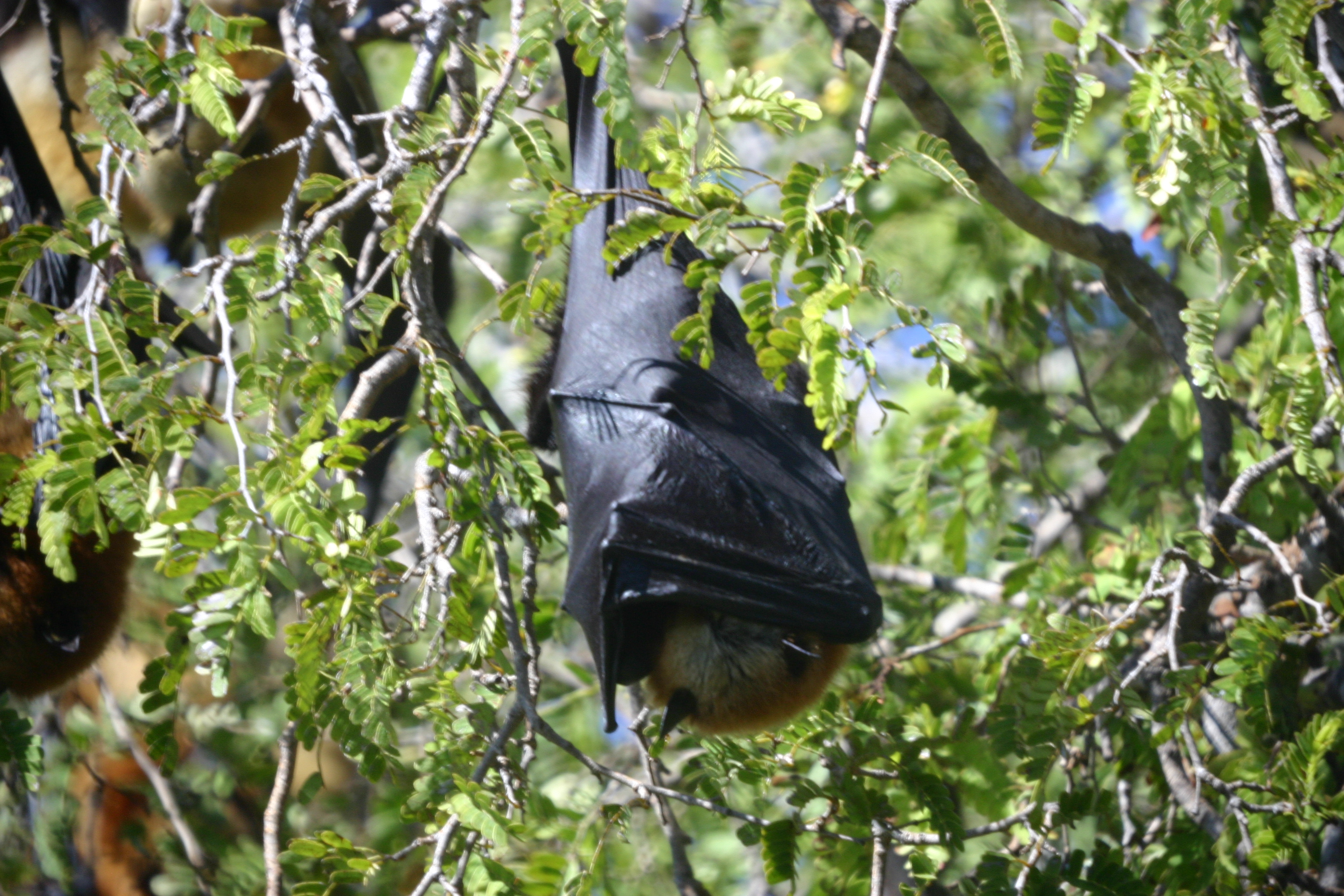
fanihy( Pteropus rufus).
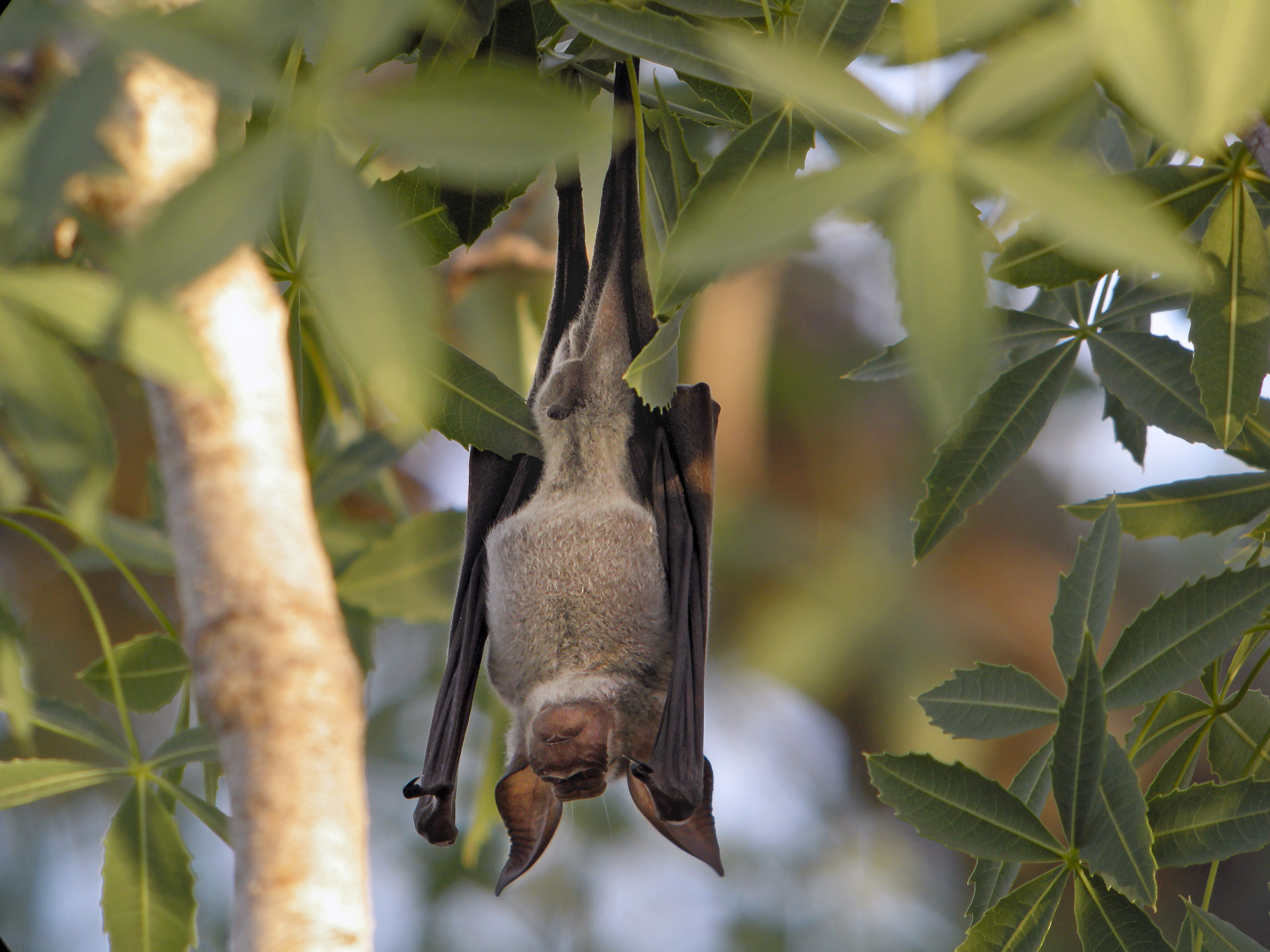
Hipposideros commersoni.
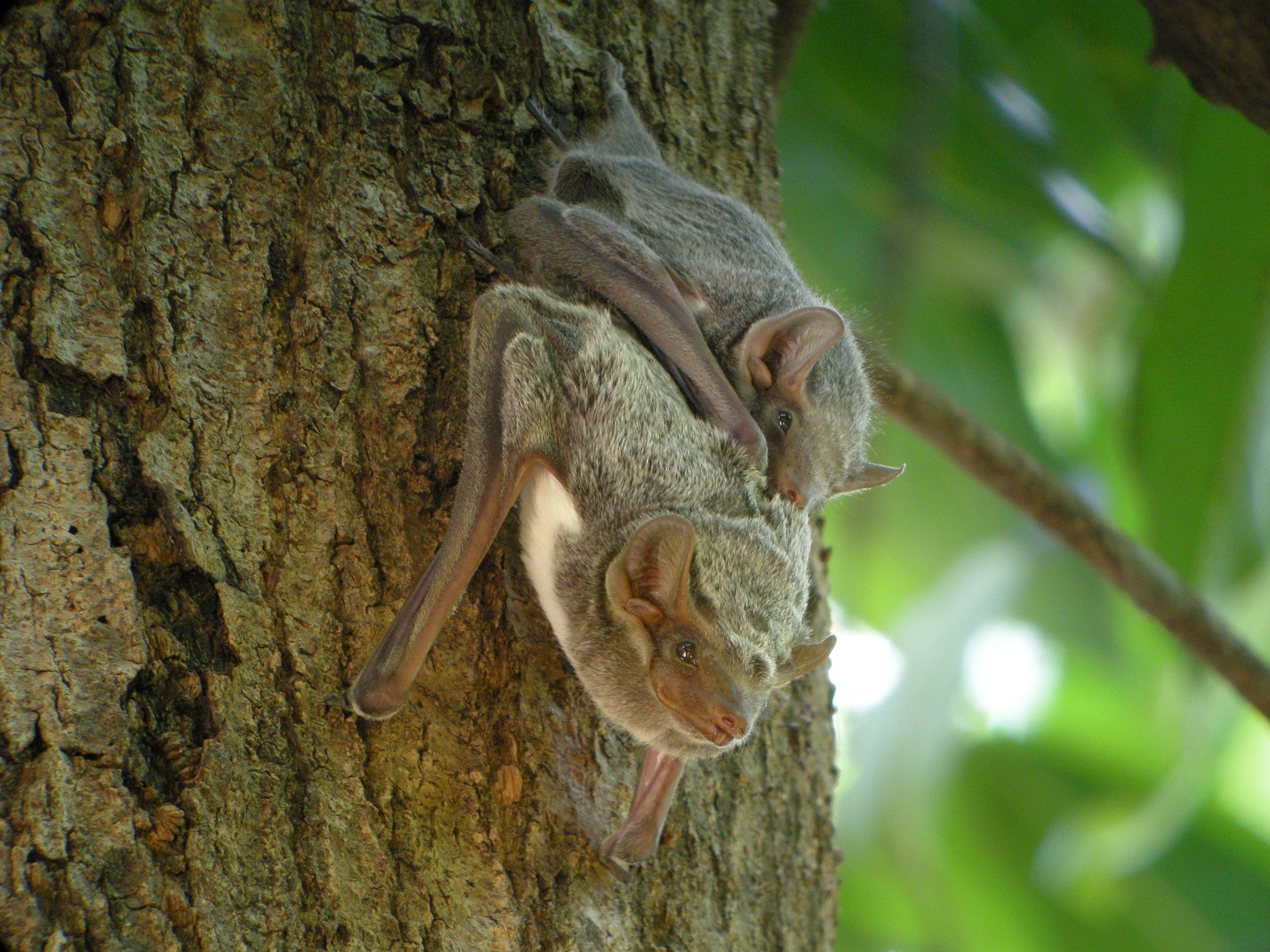
Taphozous mauritianus.

### Lémuriens
Les lémuriens sont des primates endémiques de Madagascar et introduite dans les archipel des Comores. On compte une centaine d'espèces différentes, dont la plupart sont menacées d'extinction. La déforestation massive, due à des pratiques agricoles inadaptées et au commerce illégal du bois, prive les lémuriens de leur habitat et des ressources nécessaires à leur alimentation. La chasse, le braconnage et la capture d'animaux vivants ont une part non négligeable dans la menace qui pèse sur leur avenir. Les lémuriens représentent aussi le groupe d'animaux le plus étudié de la faune malgache. Ayant attiré l'attention de la communauté scientifique, ils ont fait l'objet de nombreuses études de terrains, monographies et plan de conservation. Ainsi le groupe des lémuriformes de Madagascar est aujourd'hui très bien documenté, ce qui reste assez rare pour être cité.

#### lesMicrocèbe
Les microcèbes sont les plus petits lémuriens nocturnes de Madagascar. Les Microcebus murinus pèsent environ vingt cinq grammes. Ils vivent dans les régions sèches du Nord Ouest,de l'ouest et du Sud.Ios sont très actifs mais ils hibernent pendant la saison sèche.

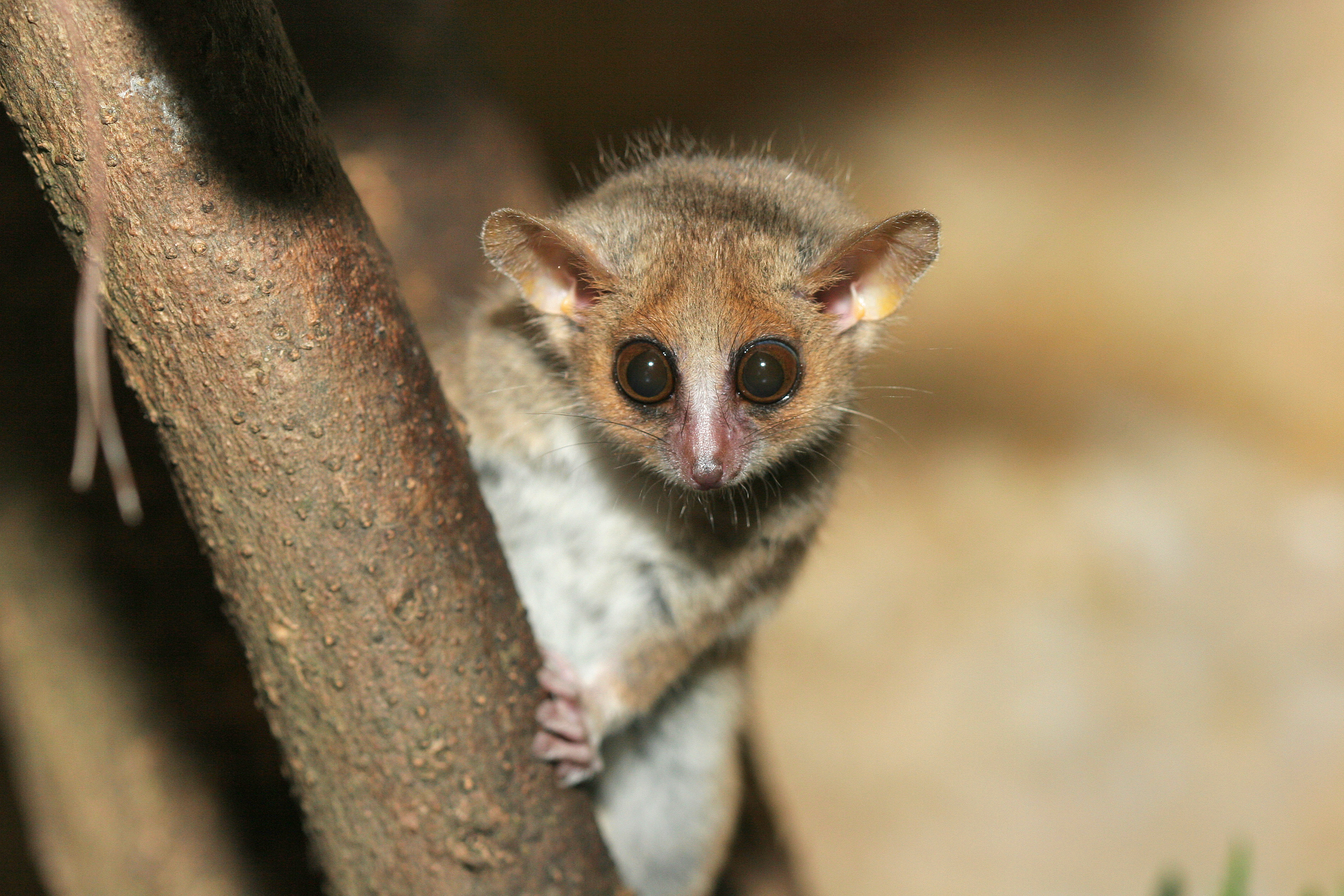
Microcebus murinus

#### Lépilémurs
Les lépilémur sont des lémuriens nocturnes de petite taille (environ 30 cm). Durant le jour,ils se réfugient dans des cavités d'arbres à plusieurs mètres du sol. Ils vivent en couple. À la tombée de la nuit, ils partent en quête de nourriture. Essentiellement insectivores, ils peuvent aussi consommer des fruits et des feuilles. Ils se rencontre un peu partout sur l' île,à l'exception des Hauts- plateaux et sont liés    

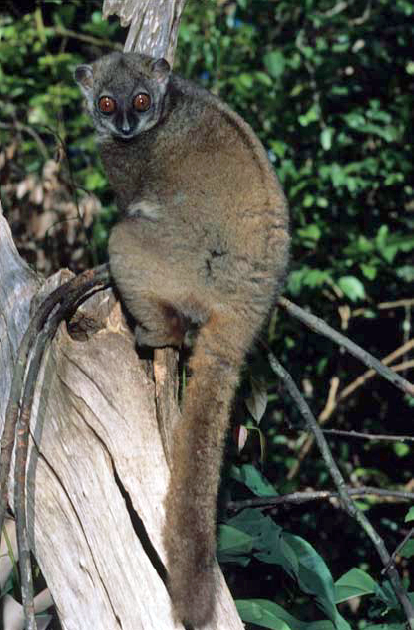
lépilémur sahamalazensis

à la forêt primaire.

#### Hapalemurs
Ils sont les seuls espèces de primates qui puisse consommer du bambou. Les bambous constituent leur principale source d'alimentation. On les rencontre dans les forêts primaire ou secondaire, où l'on trouve des bambous.

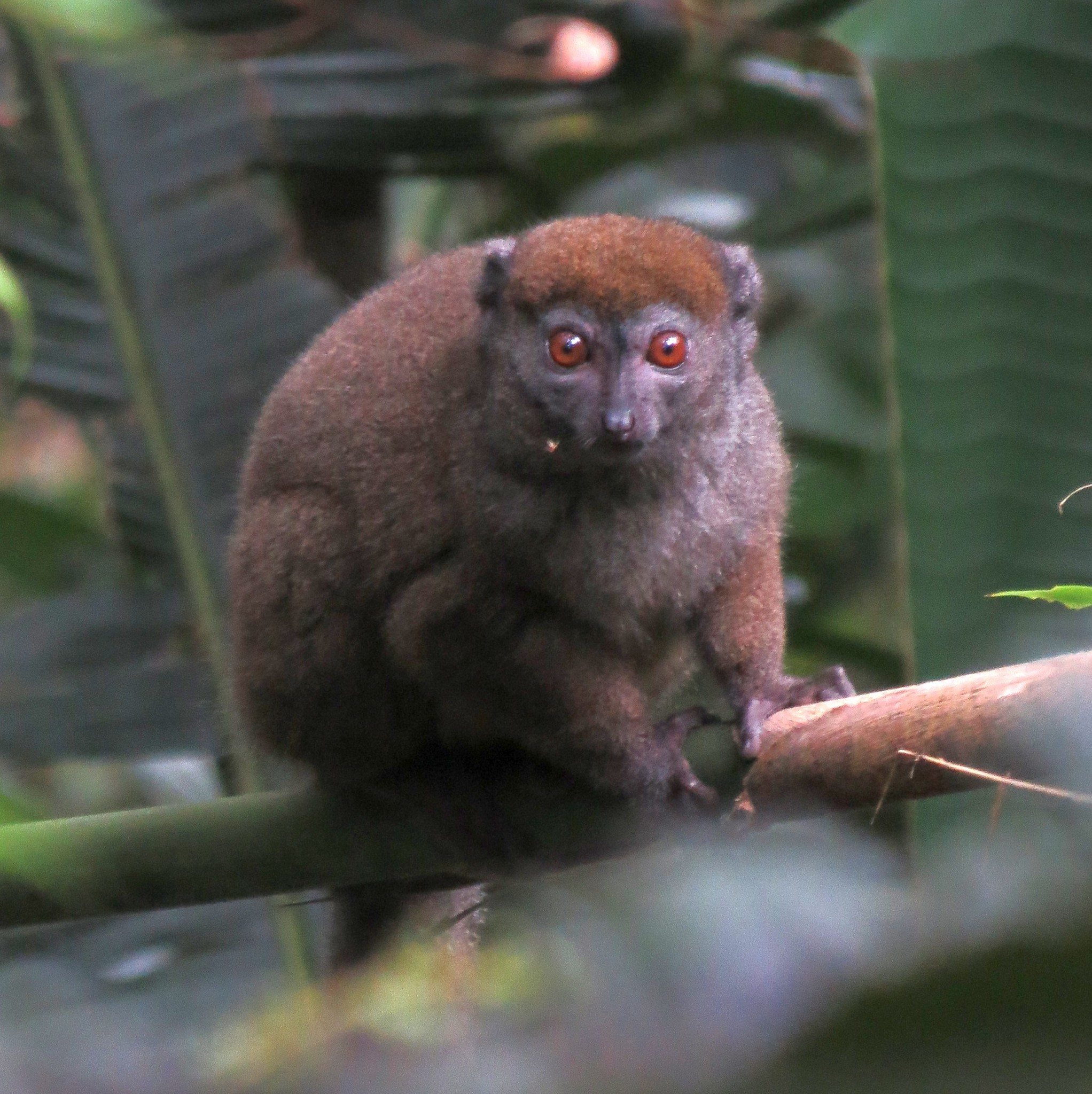
Hapalemur occidentalis

#### Lemurs, Eulemurs, Varecia

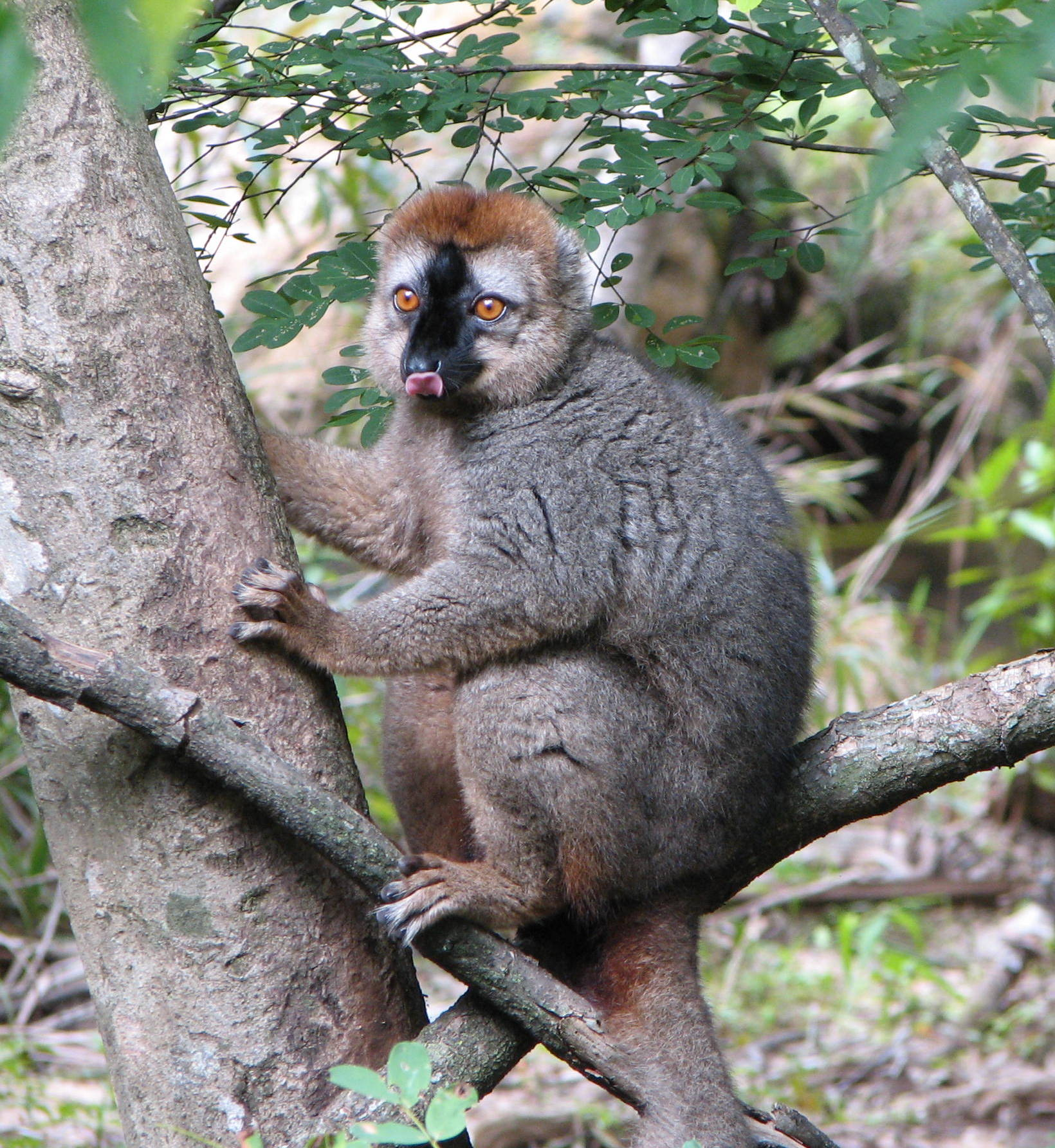
Eulemur rufifrons

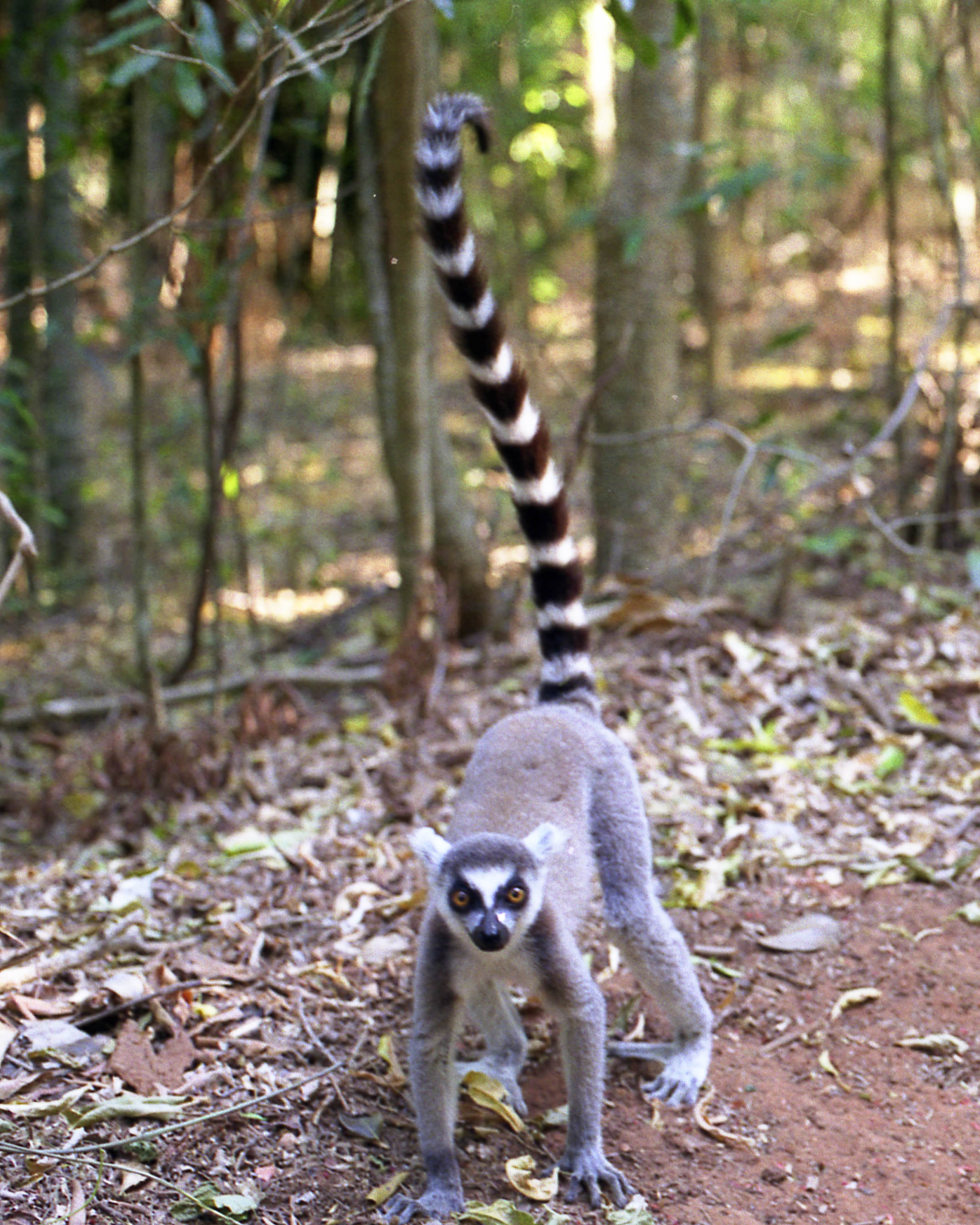
Lemur catta

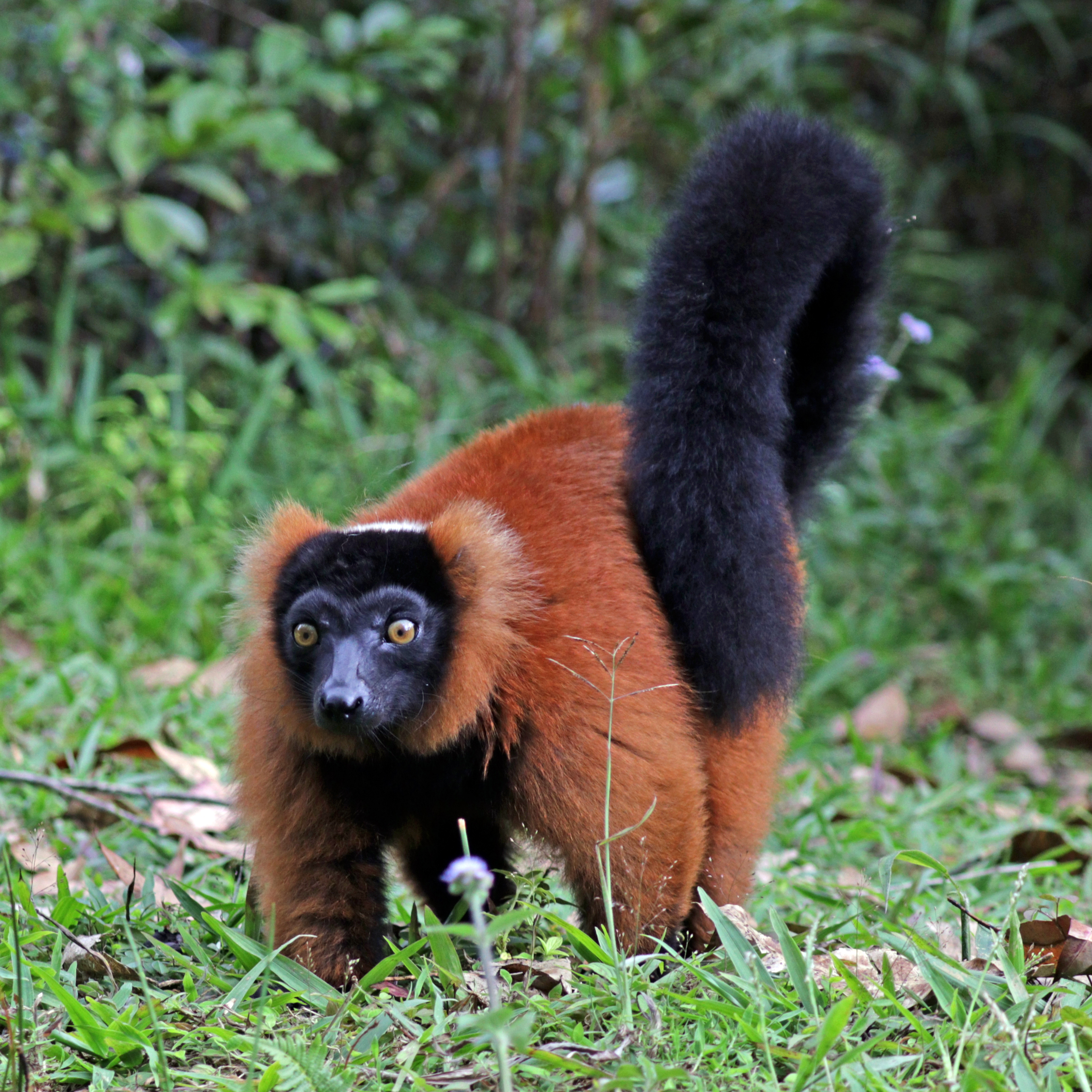
Varecia rubra

#### Avahis

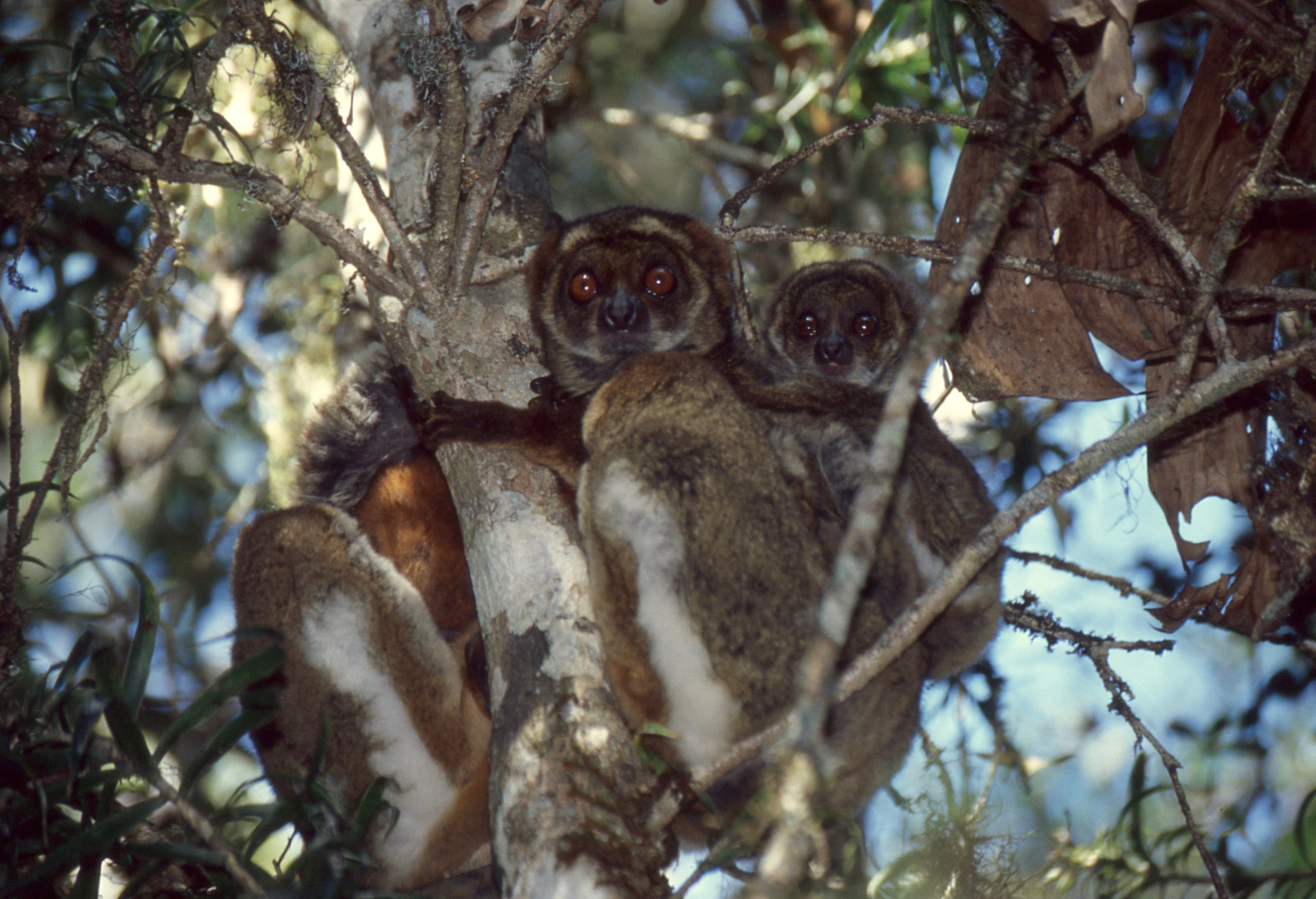
Avahi laniger

#### Propithèque
Les Propithèques sont des animaux de grandes tailles; ils font partie de la famille la plus évoluée des lémuriens : les indriidae. Ils  
se déplacent sol à la verticale, par petit sauts, les bras écartés pour assurer leur équilibre.

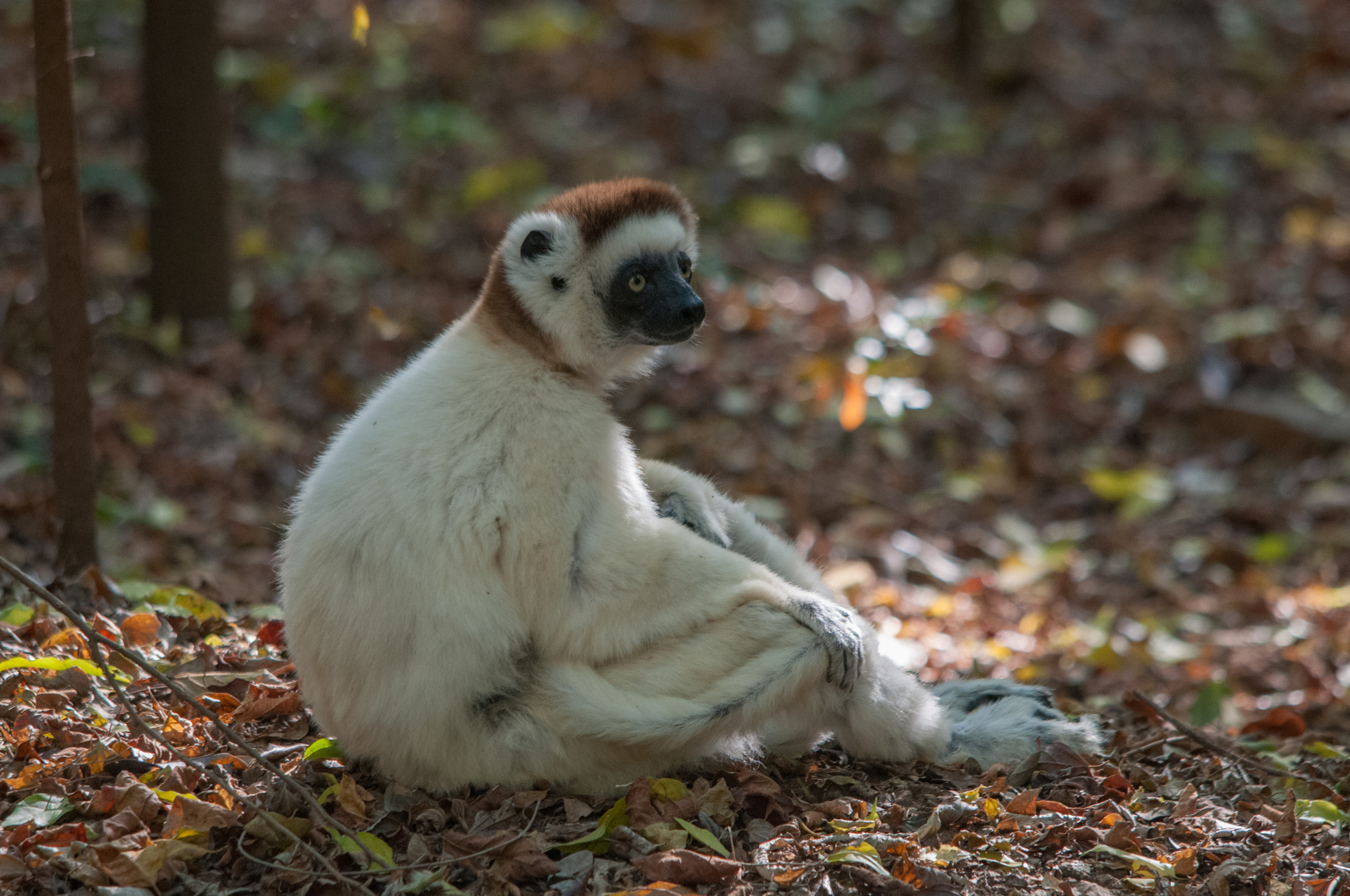
Propithecus verreauxi

#### Indri
C'est la plus grande espèce actuelle de lémuriens. Il peut atteindre un mètre et peser 6-7 kilos.Sa distribution s'étend du centre-Est au Nord-Est de l'île.

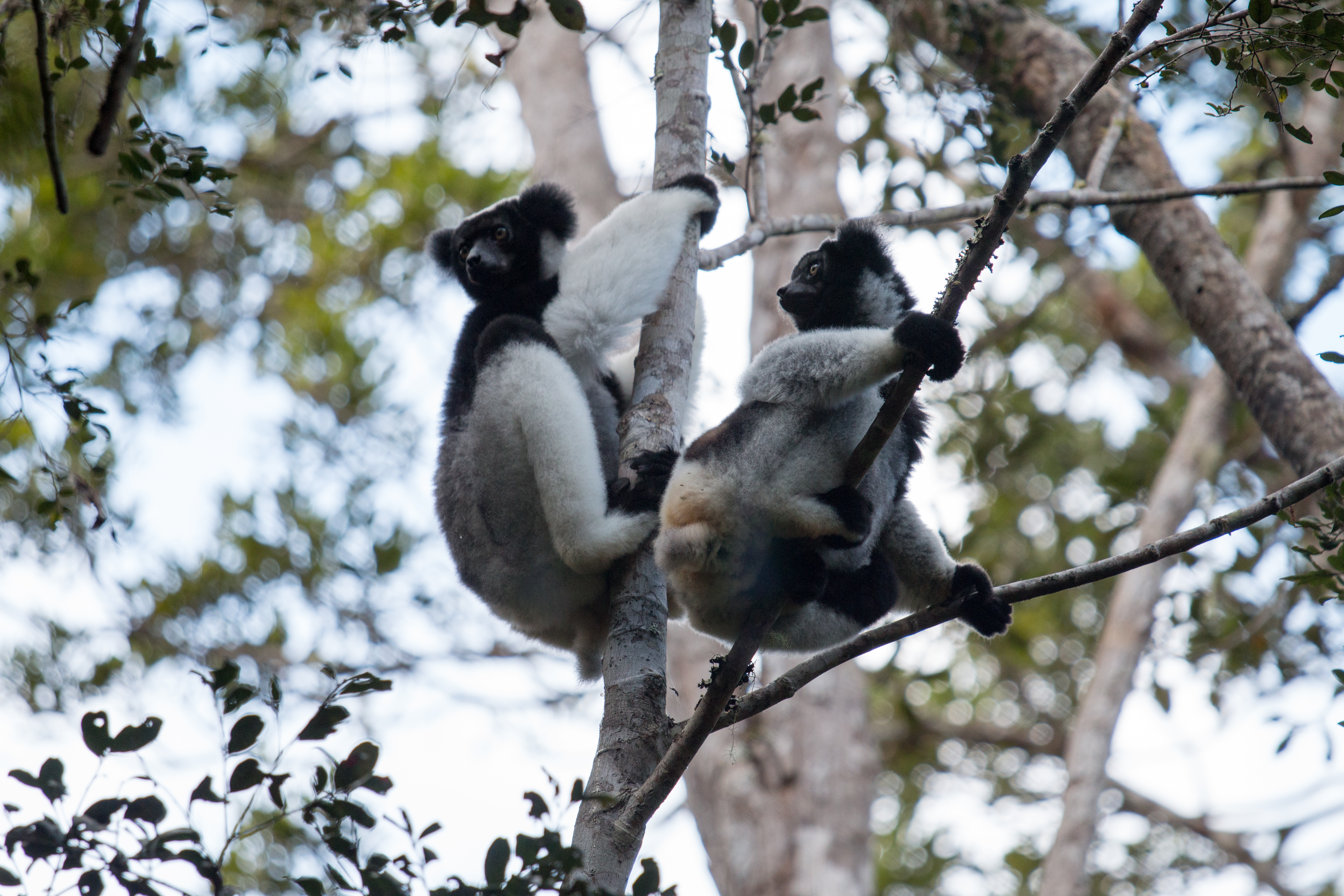
Indri indri

### Soricomorphes

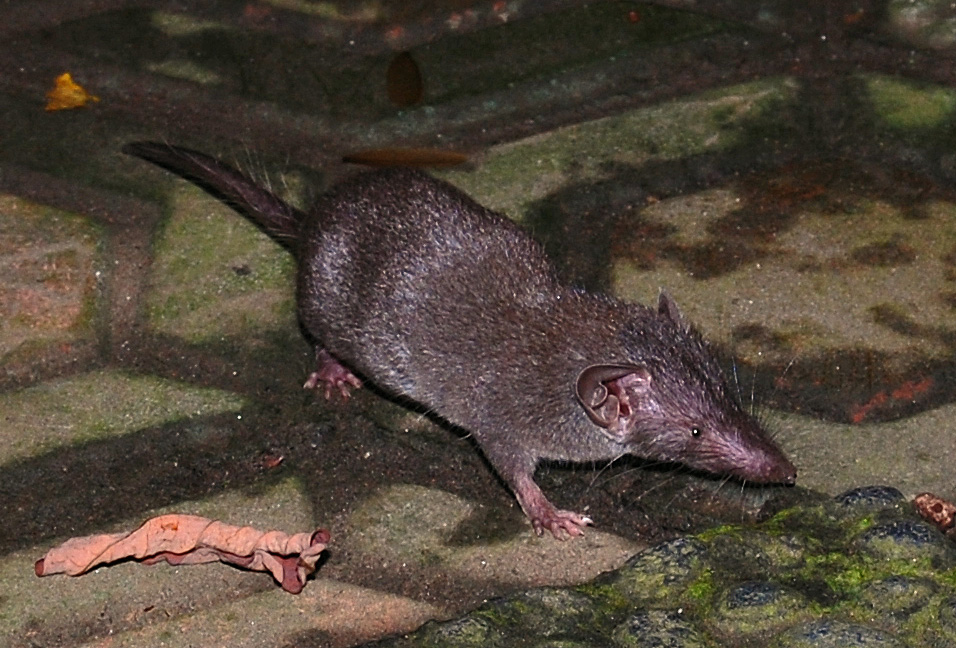
Musaraigne des maisons Suncus murinus.

L'ordre des Soricomorphes (anciennement Insectivora) est représenté à Madagascar par deux espèces (Suncus madagascariensis et Suncus murinus) placées dans la famille des Soricidae. Ce sont des sortes de petites musaraignes insectivores aussi appelées Pachyures.
- Suncus madagascariensis[28] ou Pachyure de Madagascar est endémique de Madagascar et des Comores. Auparavant considérée comme une sous-espèce de Suncus etruscus elle a été élevée au rang d'espèce par Hutterer en 2005. Suncus madagascariensis est présente dans les milieux forestiers et agricoles de l'île sauf sur les hauts plateaux et à l'extrême sud. Le comportement et l'écologie de l'espèce sont peu connus. Comme les autres membres du genre Suncus, elle est présumée insectivore, aux mœurs nocturnes et plutôt solitaire[29]. Cette espèce n'est pas considérée comme menacée du fait de son aire de répartition étendue, mais elle souffre cependant, comme la majorité des autres espèces animales autochtones, de la déforestation massive.
- Suncus murinus[30] appelée communément « Musaraigne des maisons », est originaire d'Inde est s'est largement répandue en Asie du sud, à Madagascar et en Afrique de l'ouest.

Il est intéressant de noter l'importante diversité des Soricidae sur le continent africain, alors que cette famille est peu représentée à Madagascar. Ce qui peut s'expliquer, au moins en partie, par la présence à Madagascar des Tenrecinae qui ont de nombreux points communs avec les Soricidae (formes anatomiques, modes de vie, superficie des niches écologiques…) et occupent donc les mêmes niches écologiques. C'est un exemple de convergence écologique.

### Rongeurs

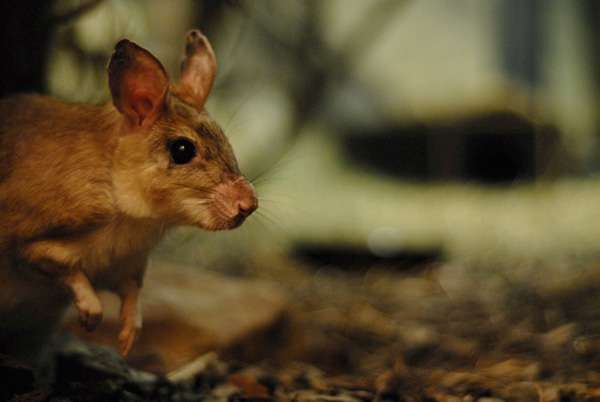
Rat sauteur de Madagascar (Hypogeomys antimena).

Madagascar abrite une faune de rongeurs relativement riche, répartie dans deux familles (Muridae - Nesomyidae). La famille des Muridae est composée de trois espèces, toutes introduites (Mus musculus, Rattus norvegicus et Rattus rattus).
La famille des Nesomyidae est représentée à Madagascar, par une seule sous-famille (Nesomyinae) dont toutes les espèces sont endémiques. Celles-ci comme les Tenrecinae ont des traits anatomiques et des modes de vie très différents d'une espèce à l'autre. Elles ont des aires de répartition restreintes et sont très vulnérables à la perte d'habitat. Ces rats et souris de Madagascar pour la plupart arboricoles, vivent dans une grande variété d'habitats comme les prairies humides ou sèches, les forêts côtières de sable, les fourrés épineux et les forêts intérieures sèches ou humides, du niveau de la mer à 2 400 mètres d'altitude.

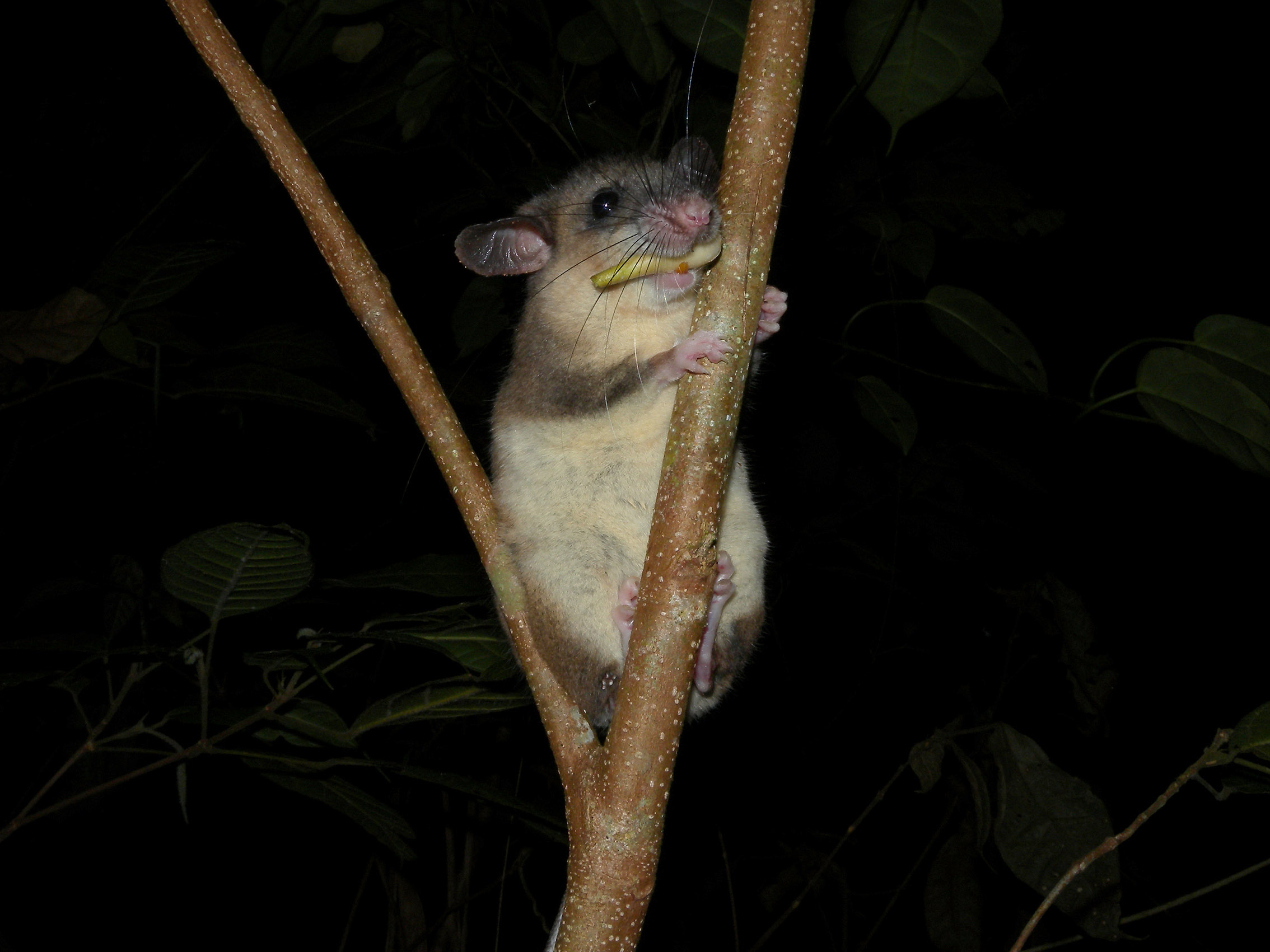
Eliurus sp.

Les Nesomyines mesurent de 80 à 350 mm de longueur (tête et corps) et leurs queues de 60 à 250 mm. Ils pèsent entre 21 et 1 500 grammes. Chez certaines espèces, les femelles sont plus petites que les mâles, chez d'autres espèces, il n'y a pas de dimorphisme sexuel. Les queues peuvent être nues, modérément poilues, et parfois touffues. Certains ont des queues préhensiles. Le pelage diffère aussi : long et doux ou épais et laineux. La plupart des Nesomyines ont de grands yeux avec des oreilles et des moustaches proéminentes.
Parmi les 9 genres de Nesomyinae que l'on trouve à Madagascar, c'est le genre Eliurus qui est le plus diversifié avec 11 espèces. On retrouve aussi 3 genres monospécifiques (Gymnuromys roberti, Hypogeomys antimena et Monticolomys koopmani).
Hypogeomys antimena est monogame, mais les affinités de reproduction des autres espèces restent méconnues. Les prédateurs des Nesomyinae sont nombreux (serpents, rapaces et mammifères carnivores), ainsi ils ont développé de vives capacités auditives, visuelles et tactiles (grandes oreilles, grands yeux et longues moustaches). Vivant pour la plupart en petits groupes familiaux, leurs sens aiguisés leur permettent de rapidement donner l'alerte pour mettre toute la famille à l'abri lorsqu'un prédateur se présente. D'un point de vue écologique ce sont des consommateurs primaires, ils sont herbivores et se nourrissent de fruits, de graines, de baies, de tiges et de racines. Ils ont donc un rôle important dans l'écosystème, car en plus de disséminer des graines, ils sont les proies de plus grands animaux carnivores que l'on aime observer dans les forêts malgaches.

### Documentaires et reportages
- Madagascar, L'île aux merveilles. BBC, Animal Planet, Arte. 43 min
- Madagascar, Terres extrêmes. BBC, Animal Planet, Arte. 43 min
- À la recherche des animaux perdus - Fosa, loup-garou de Madagascar. Réalisation : Éric Millot. Léo Productions, France 3, La Cinquième, 1999. 50 min
- Les Champions de la nature - Le lémurien. Omni Film Productions, 1997. 24 min
- Deux tiers des lémuriens menacés par la déforestation. Reportage de Madeleine Pradel, AFP Extra rushes, 2009. Ina.fr, 3:56 min